# Basílica de San Eutropio de Saintes
La basílica [de] Saint-Eutrope de Saintes (en francés: Basilique Saint-Eutrope de Saintes) es uno de los principales santuarios católicos de la localidad de Saintes, en el departamento francés de Charente-Maritime y en la diócesis de La Rochelle y Saintes. El 11 de mayo de 1886, un breve apostólico del papa León XIII erigió la iglesia en una basílica menor.
Fundada en 1081, a iniciativa del duque de Aquitania y conde de Poitou Guillermo VIII, es consagrada por el papa Urbano II en 1096, honra a san Eutropio, mártir, primer obispo y evangelizador de la región. Su tumba, depositada en la cripta, ha sido visitada desde entonces por numerosos peregrinos camino de Santiago de Compostela. La abadía de Cluny, a la que se encomendó la iglesia desde un principio, favoreció la creación de un priorato compuesto de unos veinte monjes, encargados de la celebración del culto y la organización de las peregrinaciones. La Revolución francesa supuso la clausura definitiva del priorato.
La iglesia, catalogada en estado de ruina por el prefecto Ferdinand Guillemardet, sufrió la amputación de su nave en 1803. Hasta entonces, Saint-Eutrope era uno de los edificios religiosos más grandes de la región: su nave cubría toda la plaza actual. También fue una de las más originales, por su división en iglesia alta e iglesia baja, con un sistema de escaleras reunidas en el centro de la nave que permitía el fácil tránsito de los peregrinos.
Obra maestra del arte románico de Saintonge, Saint-Eutrope también incorpora elementos de otros estilos, como la aguja (siglo XV), producto puro del gótico flamígero, construido gracias a una donación del rey Luis XI. Obra del arquitecto Jean Lebas (también director de obra de la basílica de Saint-Michel en Burdeos), culmina a casi 80 metros. El coro, también gótico, data del siglo XVI, y la fachada actual, un pastiche románico de gran sobriedad, data del siglo XIX. La basílica conserva numerosos capiteles románicos de gran pulcritud y una serie de vidrieras de los talleres Gesta, de Toulouse, Dagrant, de Burdeos, y Léglise, de París.
La basílica está clasificada como monumentos históricos por la lista de 1840. También está catalogado como Patrimonio de la Humanidad por la Unesco como parte de los caminos a Santiago de Compostela en Francia.

## Historia

### Eutropio, evangelizador y mártir

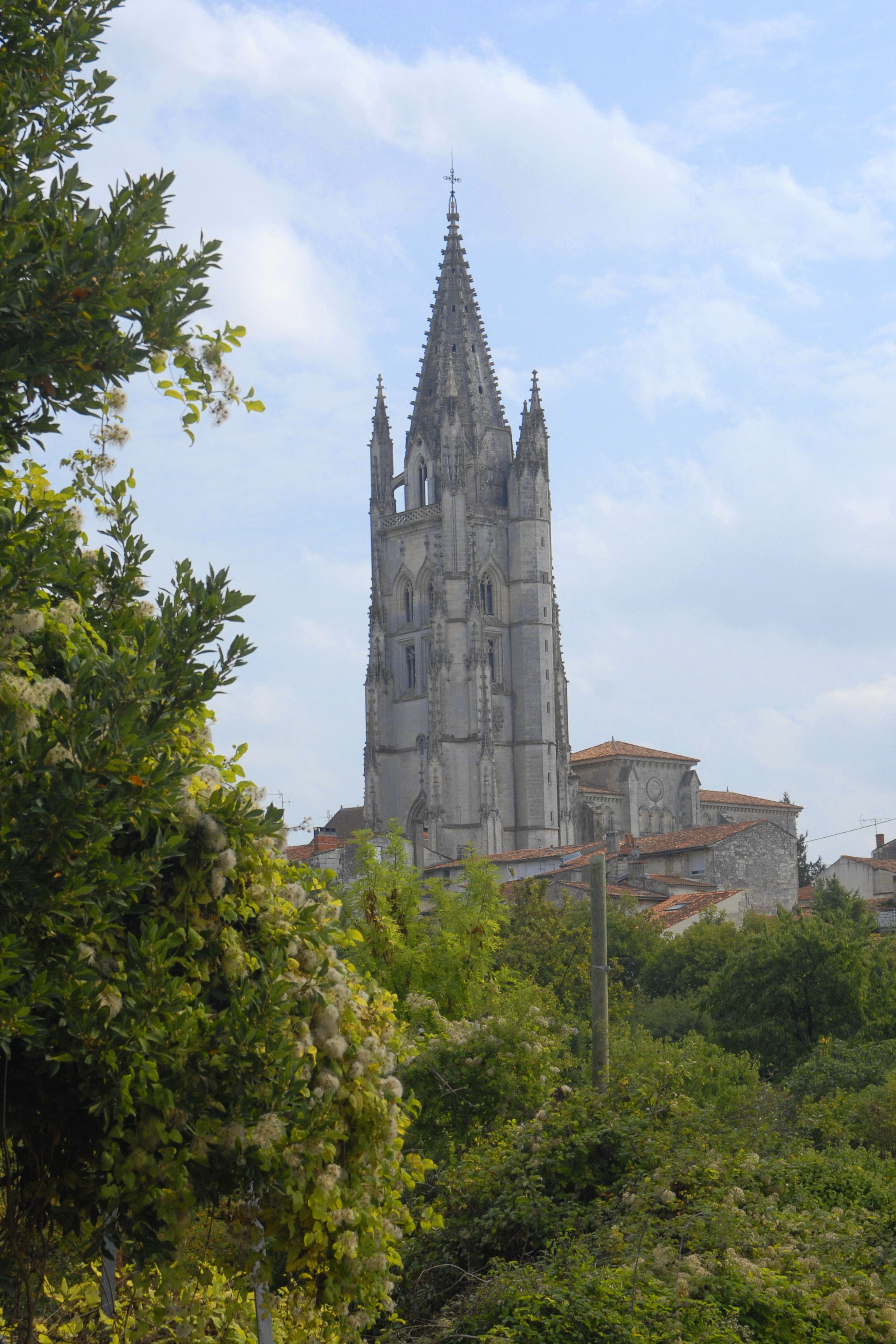
La aguja, de estilo gótico flamígero, fue construida en el. Vista desde el anfiteatro romano de Saintes.

Se sabe relativamente poco sobre San Eutropio, siendo incierta la fecha misma de su episcopado. Una tradición lo convierte en un misionero apostólico de Grecia o Persia, enviado por el Papa Clemente Ipara convertir a los habitantes de la actual Saintonge a la nueva fe. Así, según esta hipótesis, Eutrope habría vivido en I siglo I. siglo y habría sido uno de los primeros organizadores de la naciente comunidad cristiana. Una segunda hipótesis lo convierte en contemporáneo del emperador Decio, hacia mediados del III . siglo Estas imprecisiones no deben, sin embargo, oscurecer su acción como organizador de las primeras comunidades cristianas de la región: es así reconocido por la Iglesia católica como el primer obispo de Saintes.
Los textos hagiográficos registran que sufrió el martirio por haber convertido a la hija del gobernador de la ciudad, Eustelle. Condenado a ser apedreado y luego a que le rompieran el cráneo con un hacha, se dice que su cuerpo fue enterrado por fieles no lejos del anfiteatro. También según la tradición, se le unió en la muerte Eustelle, sentenciada por su padre a ser decapitada.
Grégoire de Tours indica que los restos del santo fueron encontrados por casualidad por monjes ocupados en despejar terrenos cerca del anfiteatro. Al reconocer el profundo corte dejado en el cráneo por el hacha del verdugo, habrían tenido una visión del santo mientras dormían. Luego, los restos habrían sido autenticados por el obispo Paladio, quien los habría transportado a la iglesia de San Esteban, ahora desaparecida, antes de erigir una primera basílica funeraria.
De hecho, esto último parece atestiguado en el transcurso del siglo VI. Fue seriamente dañada por los invasores normandos, quienes la saquearon en el siglo IX. Reconstruido bastante sumariamente, parece estar muy deteriorado a principios del siglo XI.

### Sobre el Camino de Santiago

Saintes en la Vía Turonensis. La ciudad ha sido un lugar de paso para los santos desde el.

Guy-Geoffroi-Guillaume, duque de Aquitania y conde de Poitiers, confió el modesto santuario a la benedictina abadía de Cluny. Este último, con el deseo de promover la peregrinación a Santiago de Compostela, comenzó la construcción de una gran iglesia de peregrinación establecida en dos niveles. La obra fue encomendada a un arquitecto que, aunque obviamente experimentado, seguía siendo poco conocido: Benito.
La primera piedra de la iglesia se colocó en 1081, estando las obras ya muy avanzadas en 1096, año de la consagración de los dos santuarios. El 20 de abril de 1096, el papa Urbano II celebró una misa solemne en la iglesia superior, mientras Ramnulphe, obispo de Saintes, oficiaba en el altar de la iglesia inferior. Unos meses después, el 14 de octubre, el obispo Ramnulphe presidió las ceremonias de traslado de las reliquias de san Eutropio y santa Leonce (hoy perdidas) al nuevo santuario.
Cerca se estableció un priorato, con una veintena de monjes encargados de la celebración de los oficios y la gestión de la peregrinación. En el siglo XII, la iglesia apareció como una importante parada de jacquard en la «Via Turonensis», la ruta más occidental que conducía a Santiago de Compostela. Aimery Picaud indica así en su guía del peregrino de Saint-Jacques que: «En el camino de Saint-Jacques, en Saintes, los peregrinos deben visitar con devoción el cuerpo del bienaventurado Eutrope, obispo y mártir».
De hecho, allí acuden en peregrinación personalidades de alto rango: en particular, Alfonso de Poitiers, que también incluye en sus disposiciones testamentarias una petición de misa perpetua por el descanso de su alma. Contra la suma de sesenta soles anuales, los monjes de Saint-Eutrope deberán celebrar un oficio cada año el día de la fiesta de la Ascensión, algunos días antes de la fecha efectiva de su muerte, acaecida el 21 de agosto. 1271.
Varios soberanos han hecho lo mismo a lo largo de la historia, siendo el más célebre Luis XI, que contribuyó económicamente a la erección de un nuevo campanario rematado por una alta aguja croquetada, típica del estilo gótico flamígero, así como a la modernización del santuario. añadiendo una capilla axial y consolidando la iglesia baja. Asimismo, los edificios de la abadía, dañados durante los conflictos franco-ingleses, fueron completamente rehabilitados con cargo al rey.

### Regreso de la cabeza de San Eutropio
Si el edificio no sufre demasiado por los excesos de las guerras de religión, las reliquias son cruelmente maltratadas por un puñado de fanáticos. El cuerpo del santo fue exhumado y quemado, a excepción de la cabeza del santo que logró ser preservada y enviada a Burdeos por el prior de Saint-Eutrope, François Noël. Conservado temporalmente en la catedral de Saint-André, permaneció allí hasta 1602.
El nuevo prior de Saint-Eutrope, Pierre de la Place, envía un pedido al cardenal de Sourdis, arzobispo de Burdeos y primado de Aquitania, para que la cabeza del santo recupere su lugar. Se concede la autorización y es después de una solemne procesión que la reliquia es devuelta a los monjes de Saint-Eutrope, en la abadía de Saint-Sauveur de Blaye, el 16 de abril.
El 19 de abril, la procesión llegó a Saintes, saludada por el repique de las campanas de la ciudad y por los cañonazos disparados por soldados de la ciudadela por orden del gobernador, Louis de Pernes.

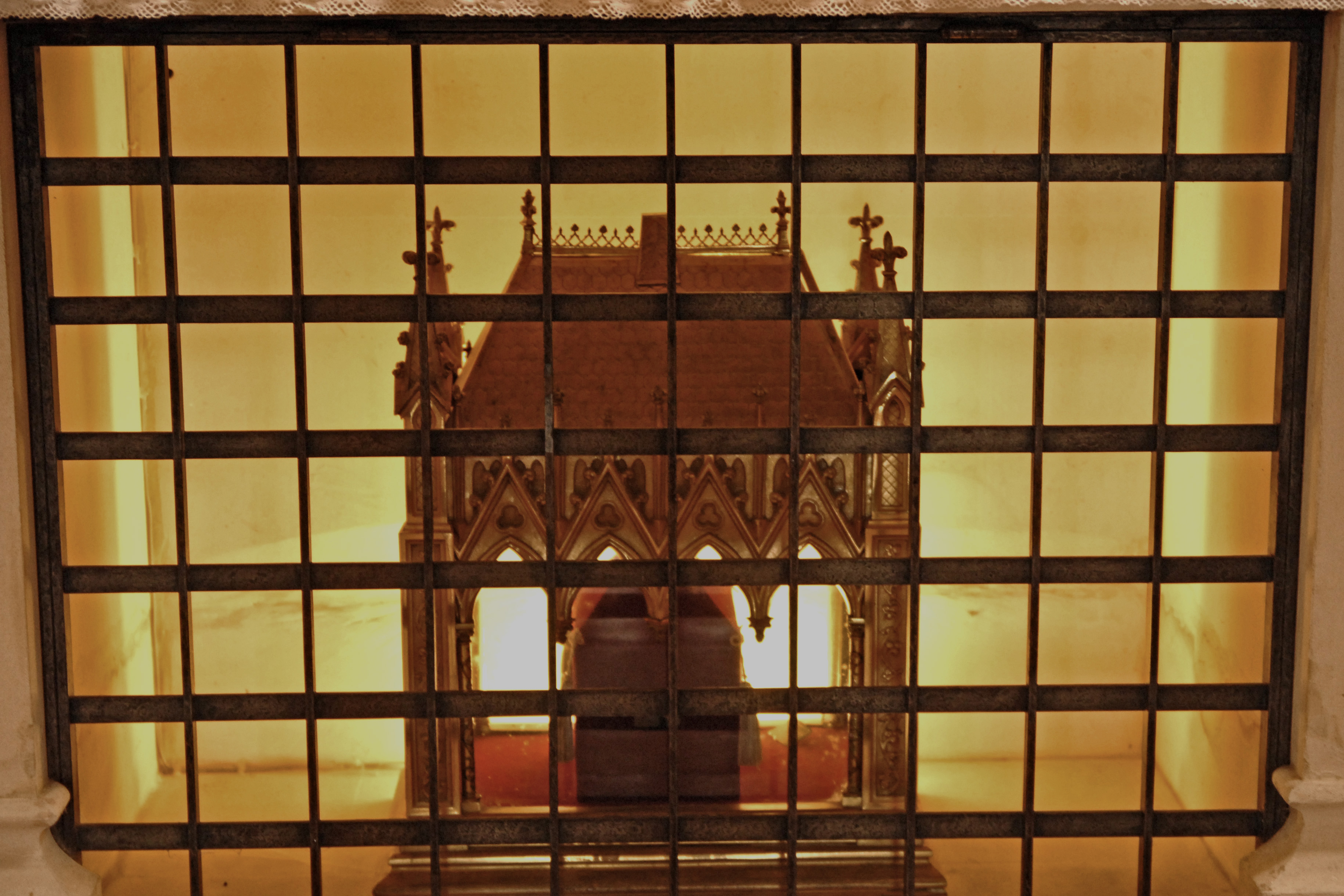
El relicario de la cabeza de San Eutropio

### Un edificio mutilado

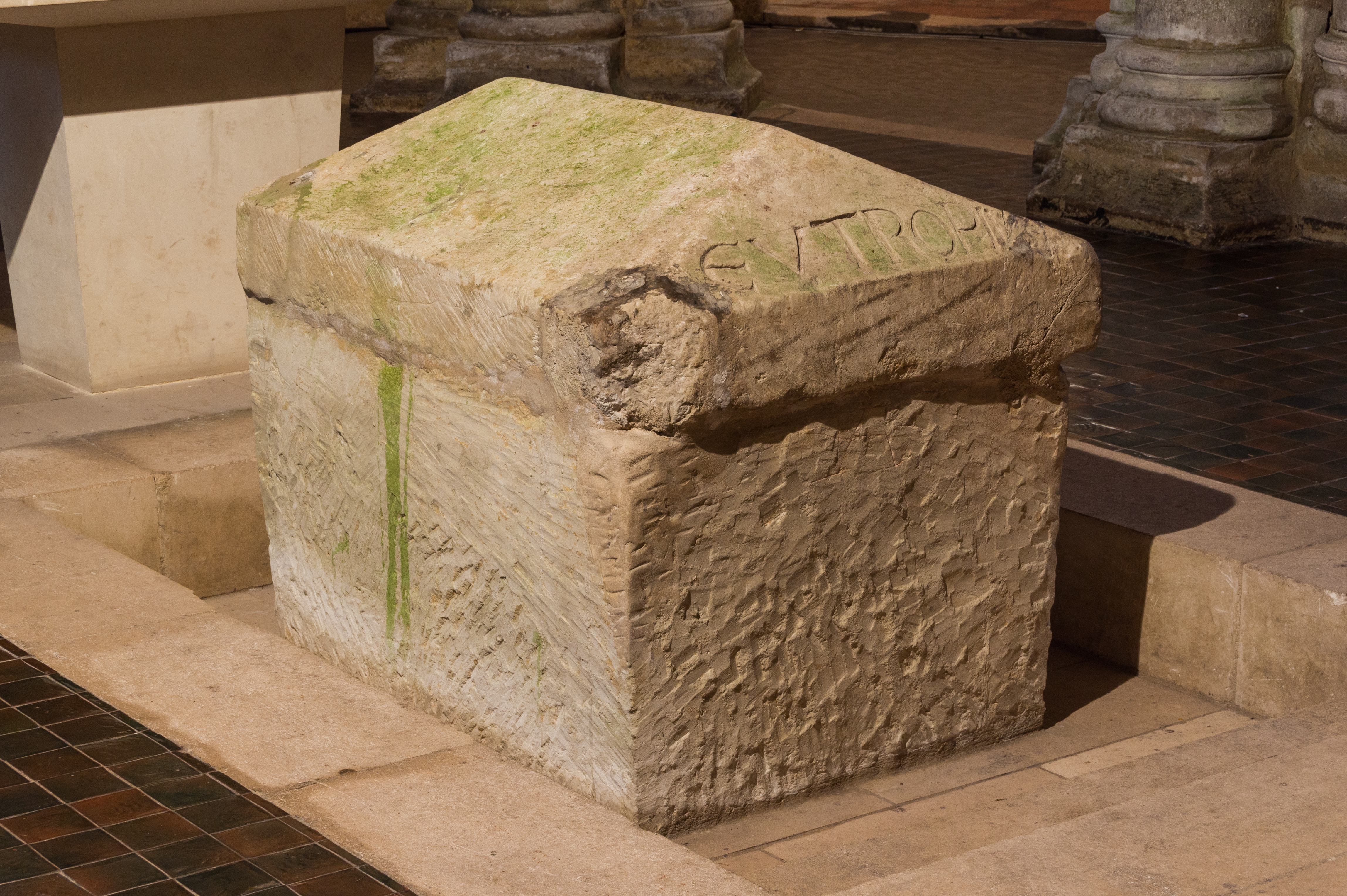
El cenotafio de San Eutropio cuyo nombre se puede leer: EUTROPIVS

En 1789 muere el último prior de Saint-Eutrope, Henri-François d'Aubourg. Los cartularios y fueros del priorato fueron incautados por las autoridades revolucionarias pocos meses después y condenados a ser quemados en un lugar público durante el Terror en aplicación de la ley "sobre los títulos del feudalismo y la superstición" del 17 de julio de 1793. El 10 de agosto los pergaminos que contienen la historia del priorato alimentan una hoguera establecida en la plaza des Cordeliers, a excepción de algunos documentos colocados bajo cubierta por un tal Lacoste, miembro de la administración municipal.
Ya en 1792, un informe mostraba signos preocupantes de degradación. Aparecieron grietas en varios puntos de la nave, en las bóvedas y en varios pilares. Unos años más tarde, el párroco al servicio de la parroquia se hizo eco de las preocupaciones de su rebaño, temiendo que la bóveda se derrumbara. Las reparaciones se estiman en 1.500 francos, una suma - considerable en ese momento - que nadie parece dispuesto a pagar. Sólo unas pocas voces se escucharon cuando por decreto prefectural del 25 de septiembre de 1802, el prefecto Ferdinand Guillemardet ordenó la amputación de la nave, mutilando irremediablemente el presbiterio.

La destrucción comenzó realmente el 8 de enero de 1803 y se completó en pocos meses, siendo los materiales reutilizados por los habitantes. Se construyó temporalmente un muro macizo atravesado por un portal sin estilo, antes de ser reemplazado en 1831 por una fachada neorrománica, obra del arquitecto Prévôt. Este último también está trabajando en la reconstrucción de la cúpula del crucero y parte del transepto sur.

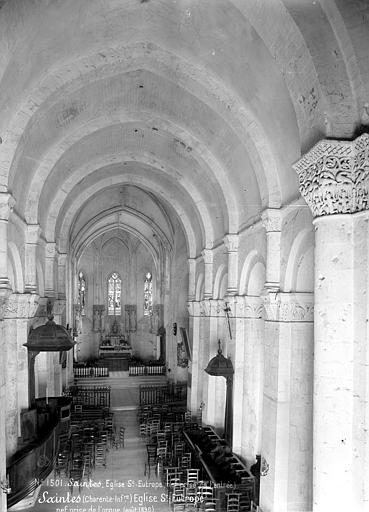
Vista interior de la basílica hacia 1890

### Declaración de basílica menor
Tres años más tarde, en 1843, los trabajos de restauración llevados a cabo en la iglesia inferior llevaron al descubrimiento de un cenotafio monolítico con la inscripción: "EVTROPIVS". Este último podría datar del siglo VI.
Al año siguiente, en 1844, los desprendimientos de rocas provocaron una restauración de emergencia del campanario, dirigida por el arquitecto Clerget.
El 11 de mayo de 1886, un breve apostólico del Papa León XIII erigió la iglesia de San Eutropio como basílica menor.
En la noche del 11 al 12 de agosto de 1983, la basílica fue víctima de un incendio provocado que destruyó la platea de caoba y dañó parcialmente la iglesia superior y el campanario. Se llevaron a cabo importantes trabajos de restauración, que condujeron a la reconstrucción de un arco tordal fisurado, la rehabilitación de las bóvedas, debilitadas por el fuego, al tiempo que se decaparon los muros y se reemplazó el mobiliario. La tribuna construida en el siglo XIX ha sido restaurada.
El 24 de mayo de 1986, el obispo de La Rochelle y Saintes Jacques David consagraron el nuevo altar durante una misa solemne. La reliquia de la cabeza de San Eutropio se coloca en un nuevo relicario integrado en el altar mayor.
En 1999, la Basílica de Saint-Eutrope fue catalogada como Patrimonio de la Humanidad por la Unesco como parte de las rutas a Santiago de Compostela en Francia.
Durante la restauración del monumento en 2021-2022, los modillones vacíos o demasiado dañados de la fachada norte se reemplazan por otros nuevos, que ilustran la pandemia de Covid19, al tiempo que se adaptan a los lenguajes del arte románico.

## Arquitectura

### La cripta
La basílica funeraria, también llamada iglesia inferior o cripta, es la parte más antigua del edificio. Realizada a partir de 1081 por el primer taller que trabajó en la construcción de la iglesia, consta de dos crucerías con absidiolos orientados, una triple nave de cuatro tramos rectos cubiertos en su parte central con bóveda de crucería rebajada sostenida por potentes toros, así como un ábside que incorpora un deambulatorio y una serie de tres capillas abovedadas radiantes. Las ventanas semicirculares aseguran la iluminación regular del santuario.
Cuatro pares de macizos pilares, con bases circulares o cruciformes, marcan el límite entre la nave principal y las naves laterales. Las esculturas de los capiteles, decoradas principalmente con motivos vegetales y entrelazados de inspiración antigua, constituyen uno de los conjuntos destacables del santuario. A la entrada de la iglesia inferior, una ancha banda compuesta por motivos florales bastante toscos presenta las características de la escultura merovingia. Podría tratarse de un elemento reutilizado de la antigua basílica construida en el siglo VI por el obispo Paladio.
Las dimensiones de la iglesia inferior la convierten en una de las criptas románicas más grandes de Europa: su longitud total es así de 35 metros de largo para una altura bajo la bóveda de 5 metros. Una escalera permitía el acceso directo a la iglesia superior a través de una nave común, singular disposición ahora rota por la destrucción de esta última en 1803. A principios del siglo XX se llevó a cabo una gran campaña de restauración de la iglesia inferior.

En el centro de la cripta, el cenotafio monolítico recuerda la memoria del santo.

La cripta de la basílica
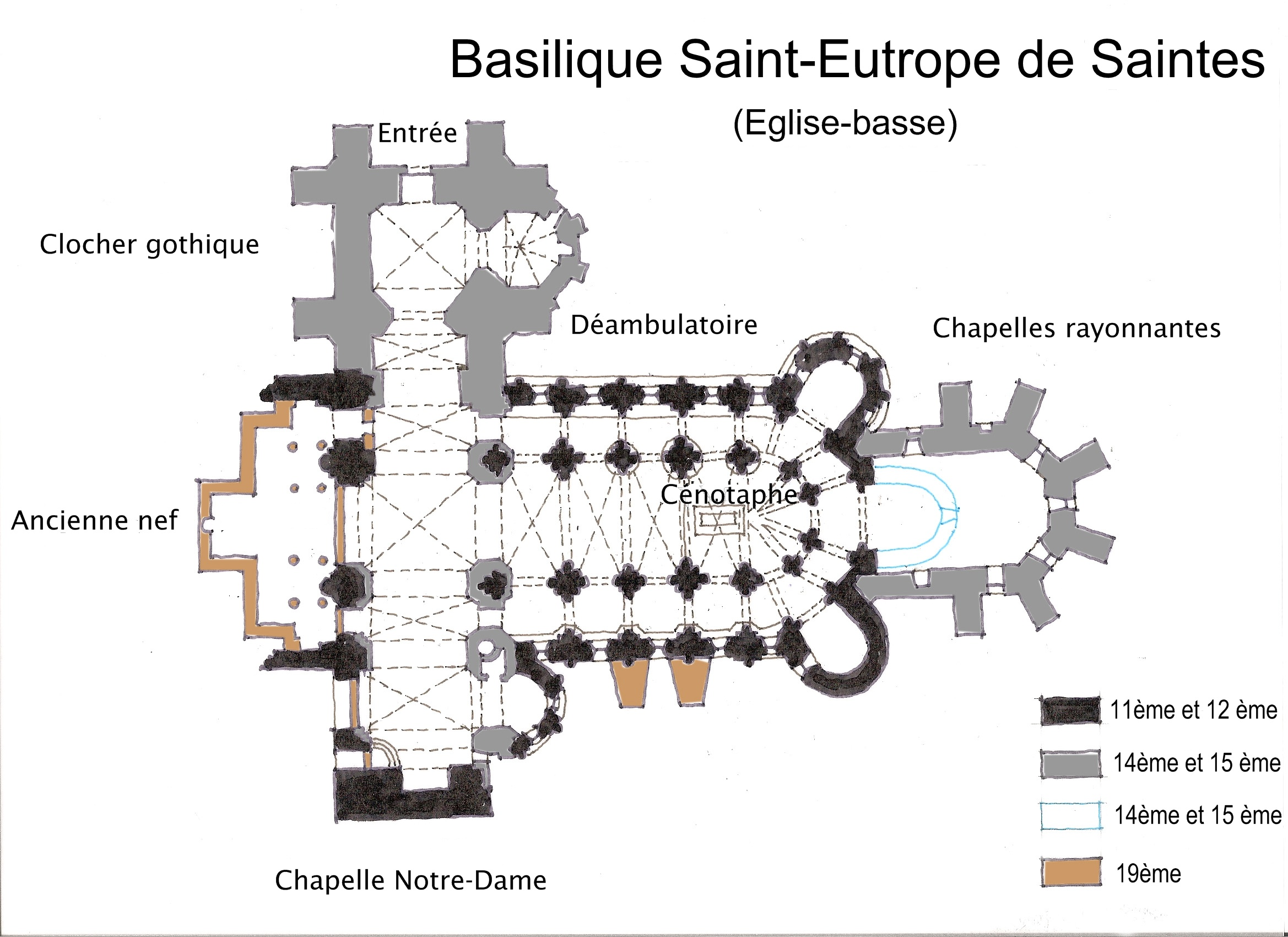
Plano
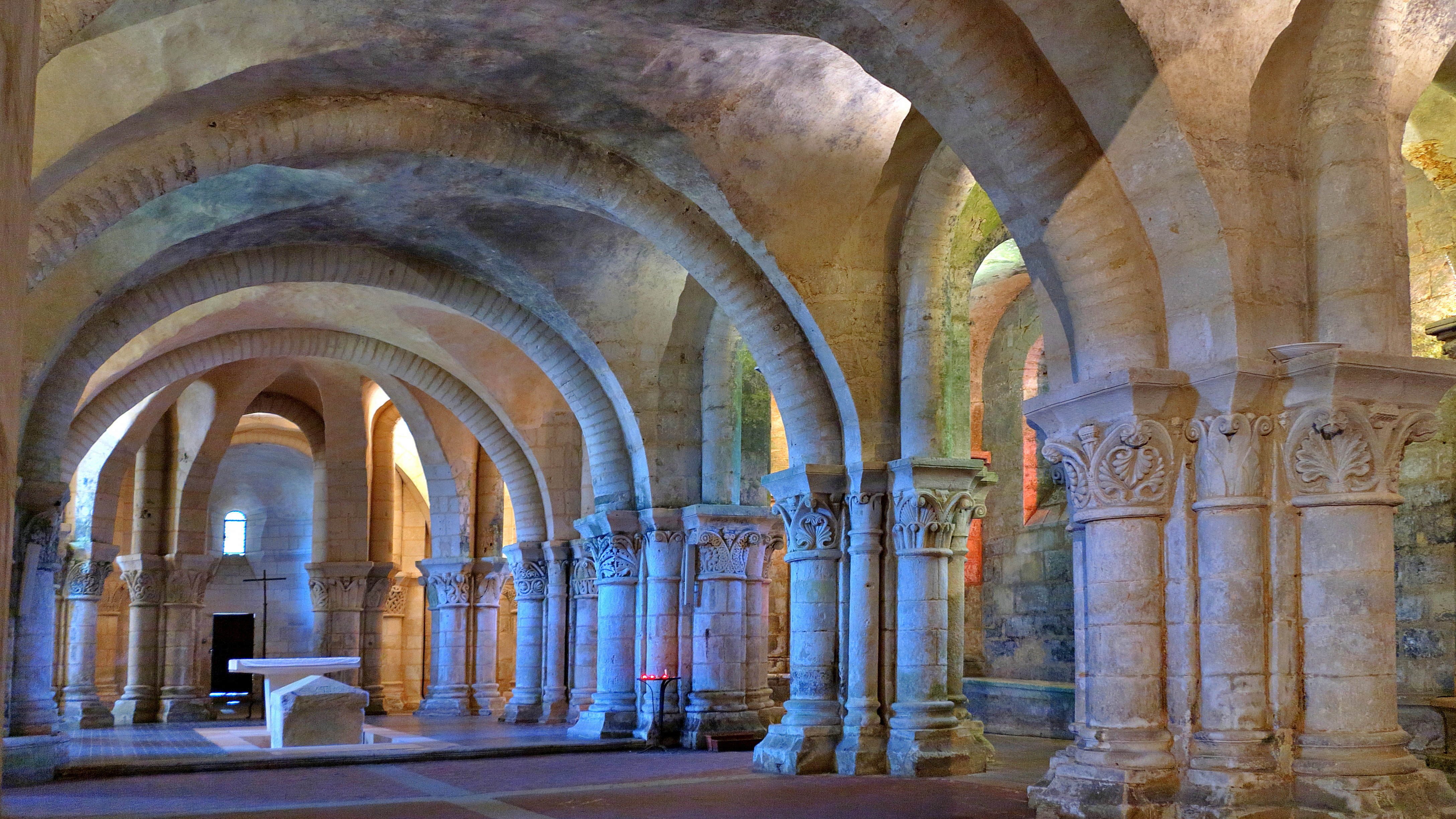
Vista general
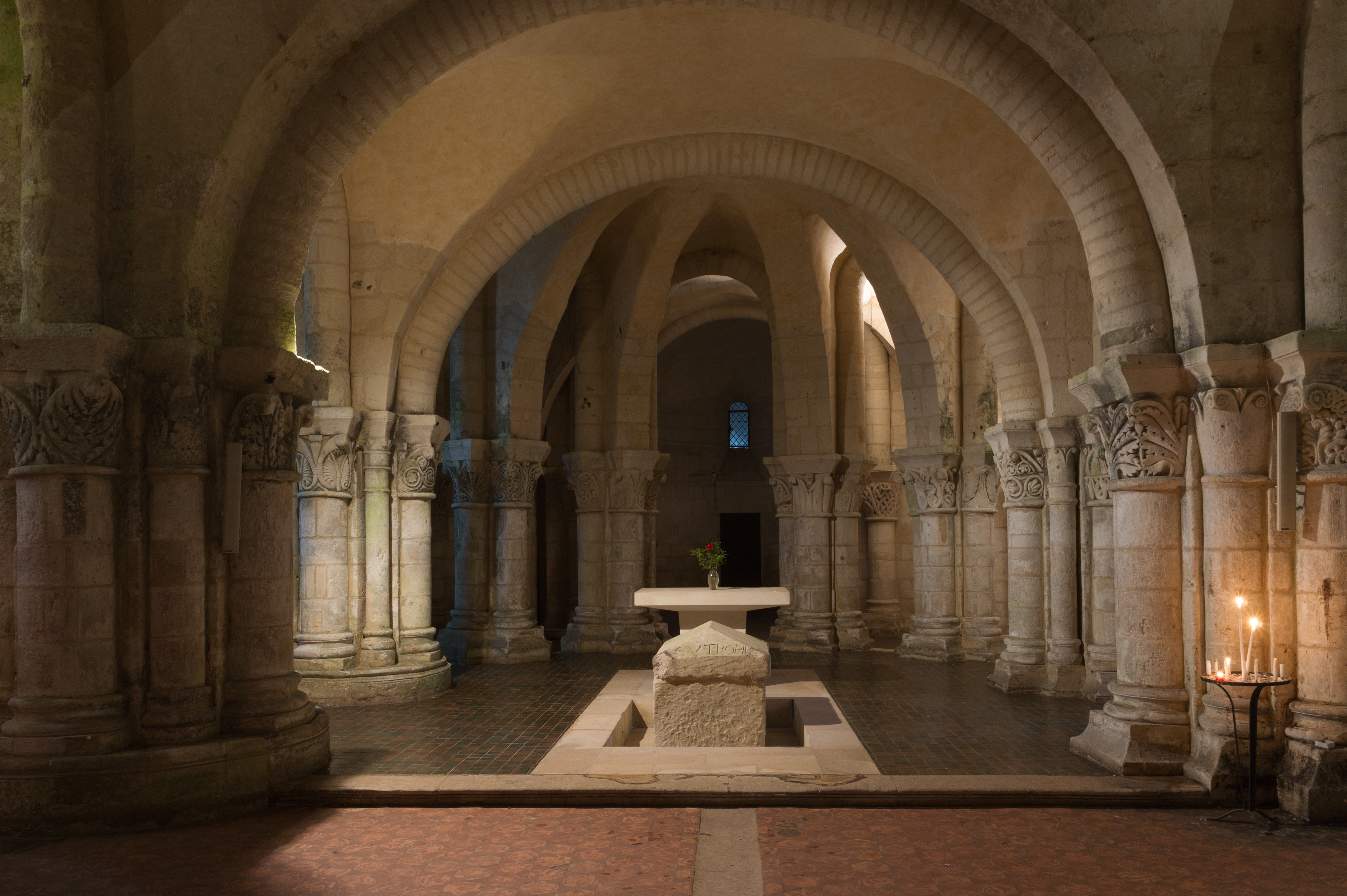
Coro y cenotafio del santo
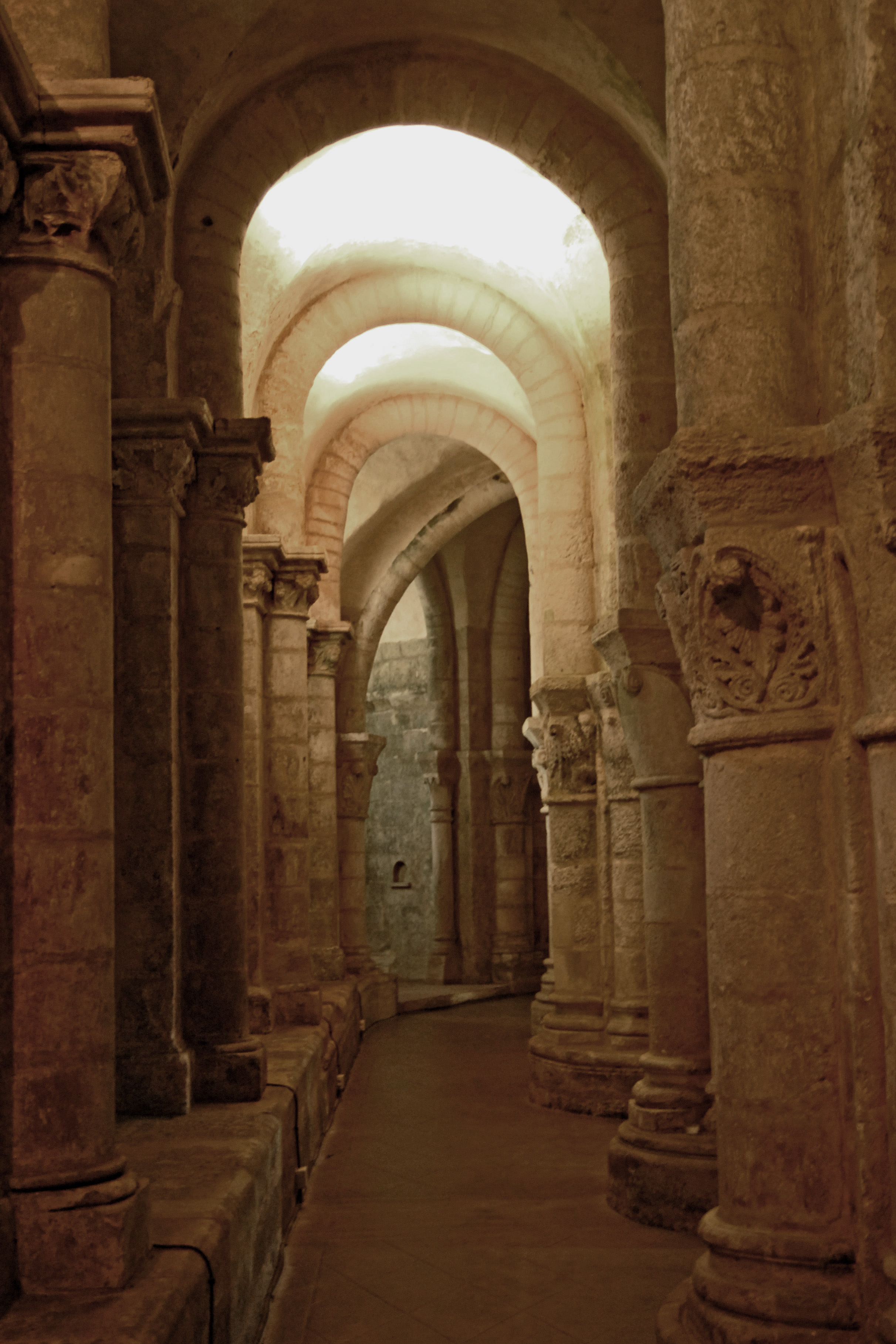
Lateral norte
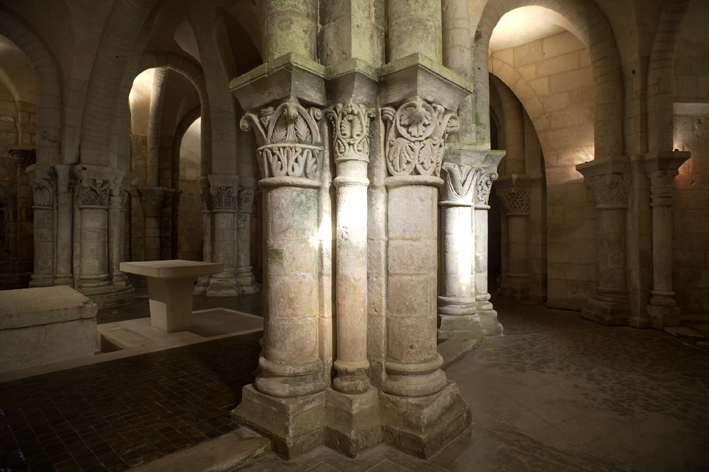
Lateral sur
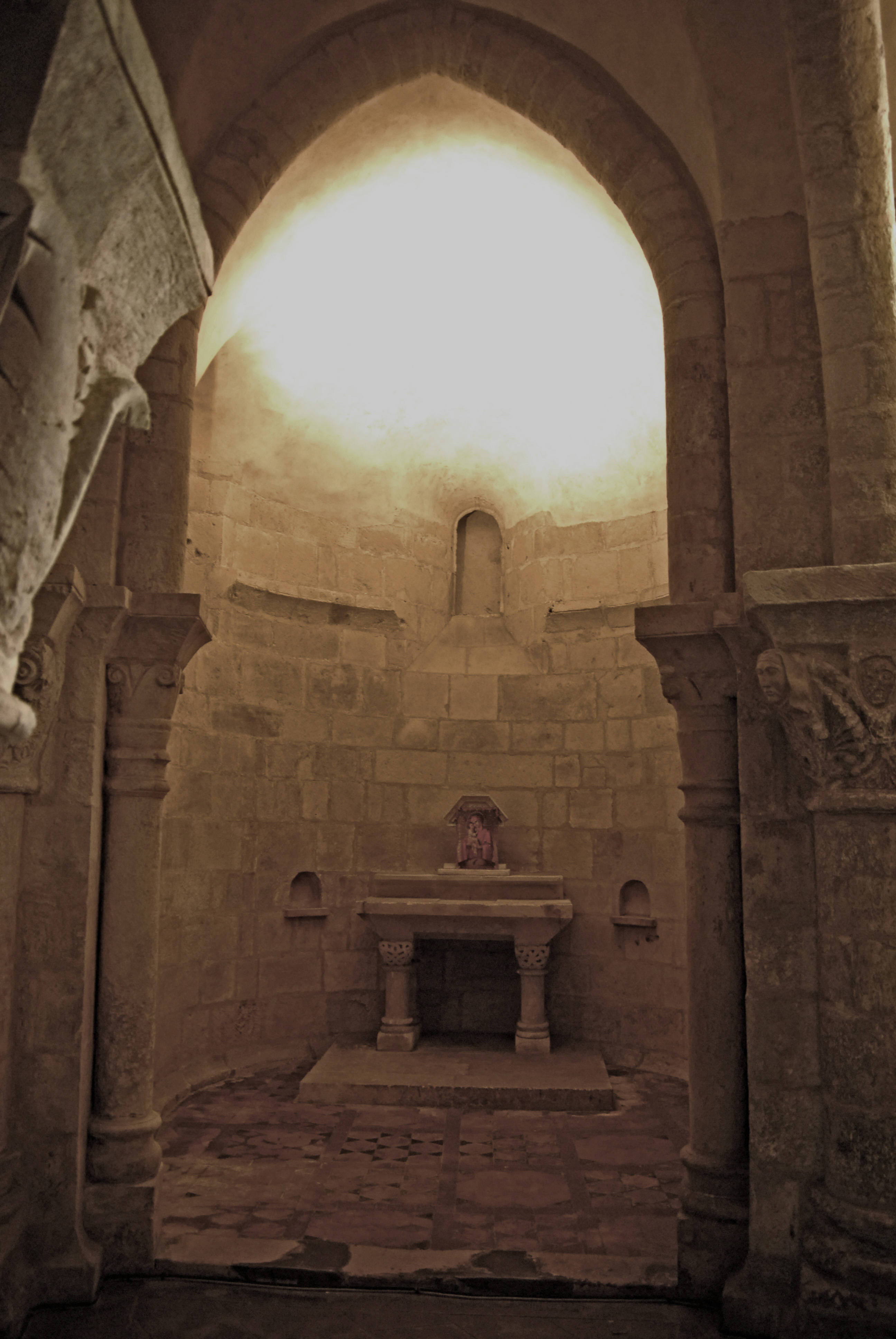
Capilla
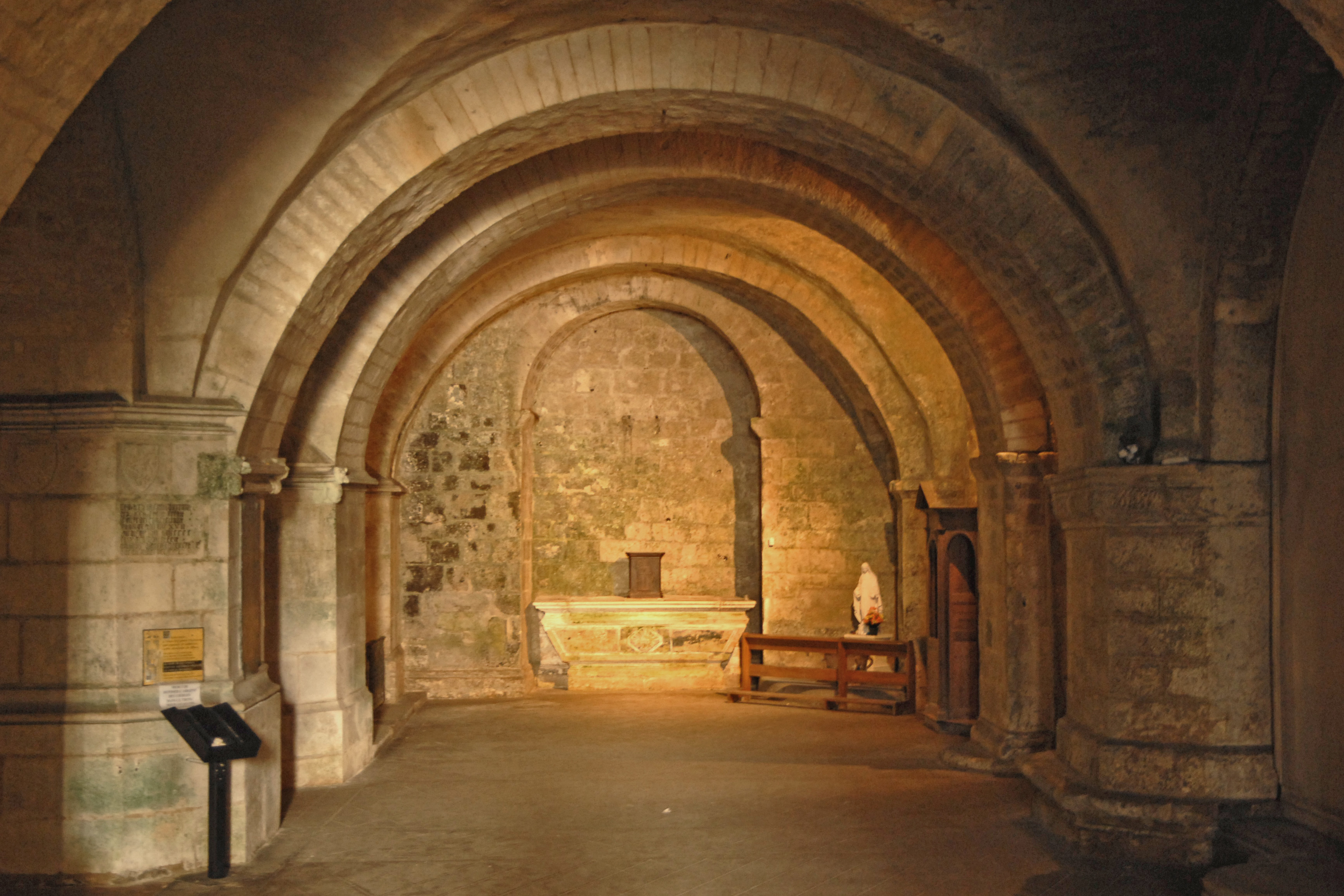
Capilla de Santa María
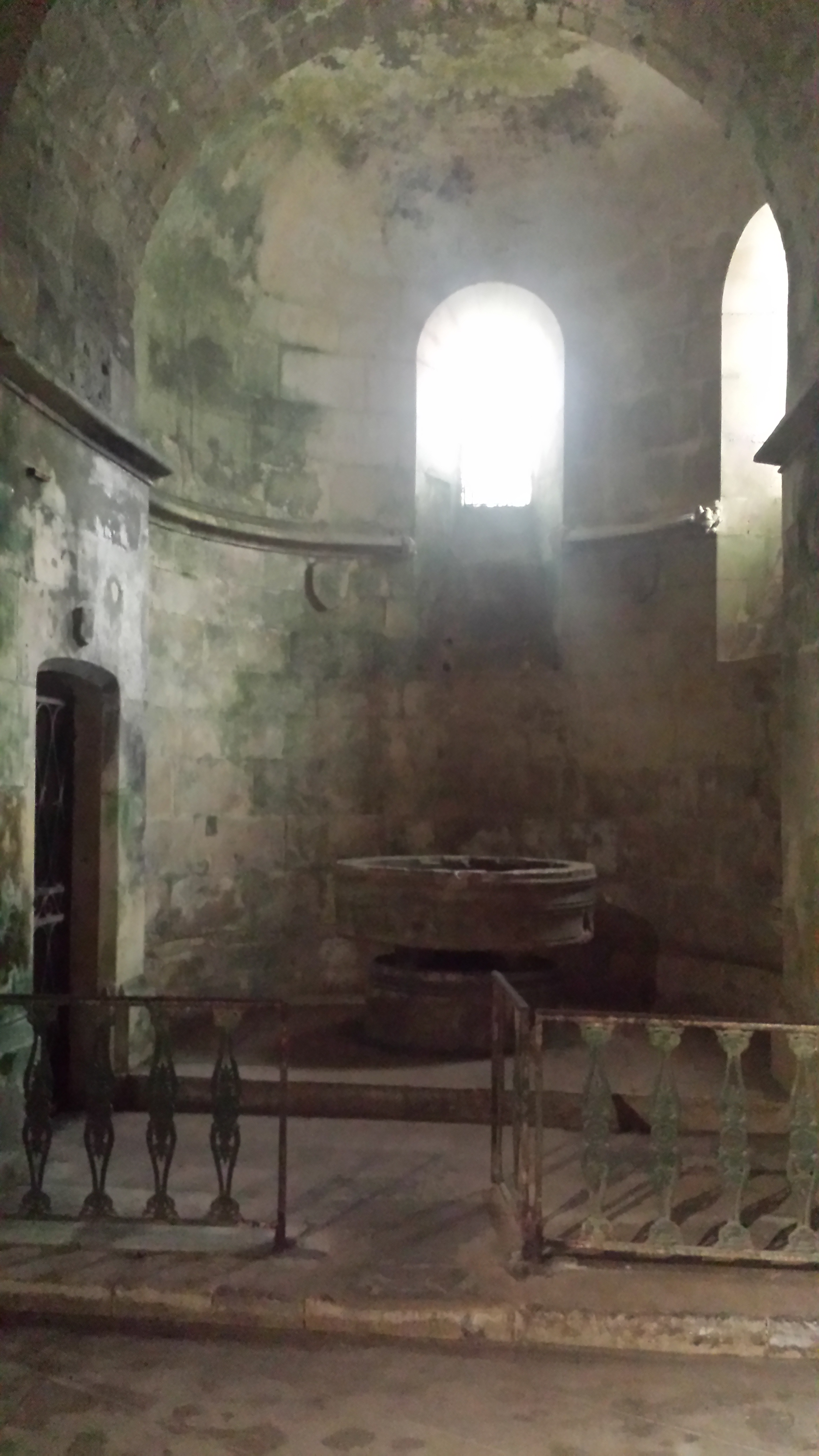
Pilas bautismales y acceso al pozo
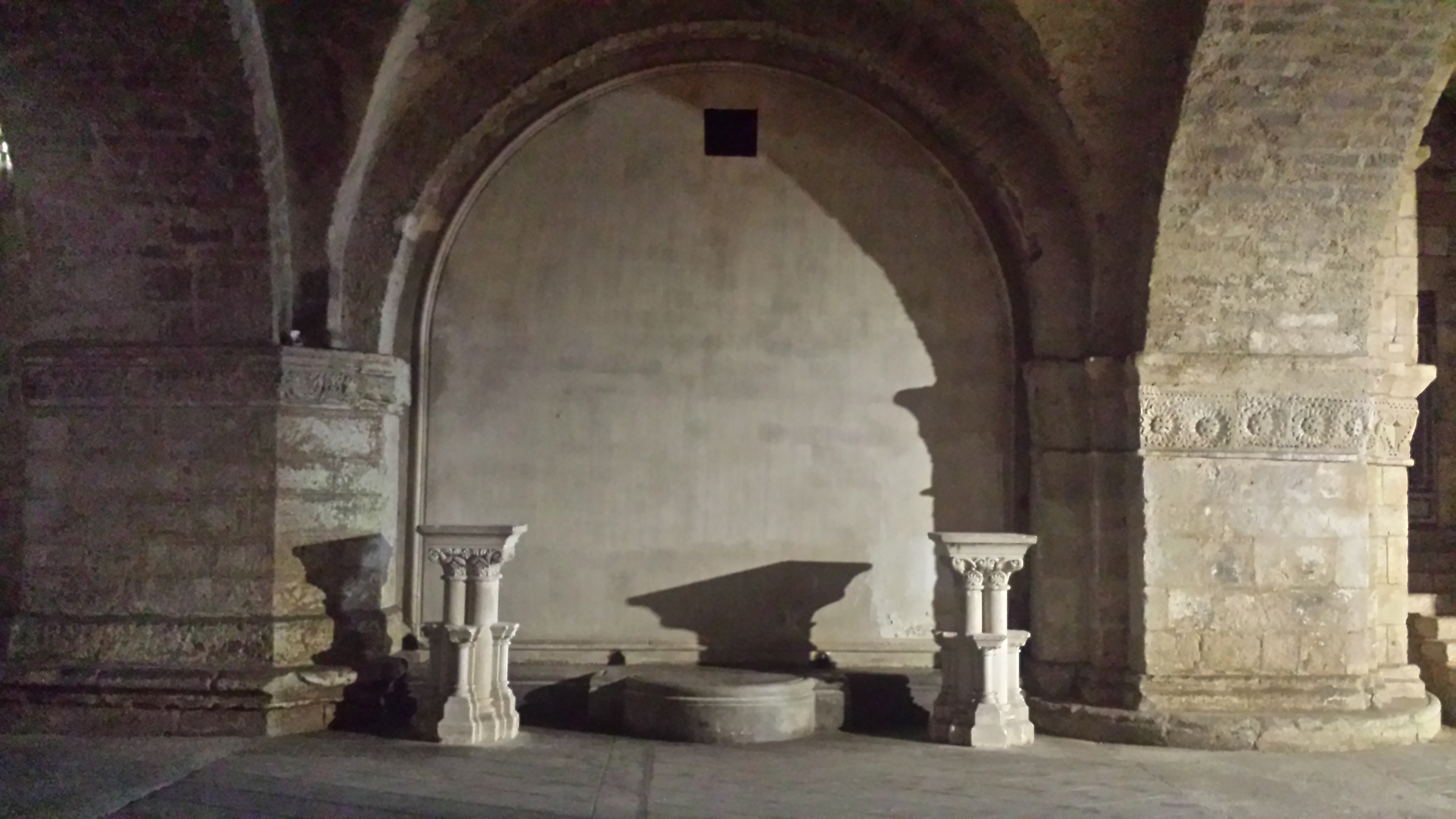
Antiguo acceso a la nave
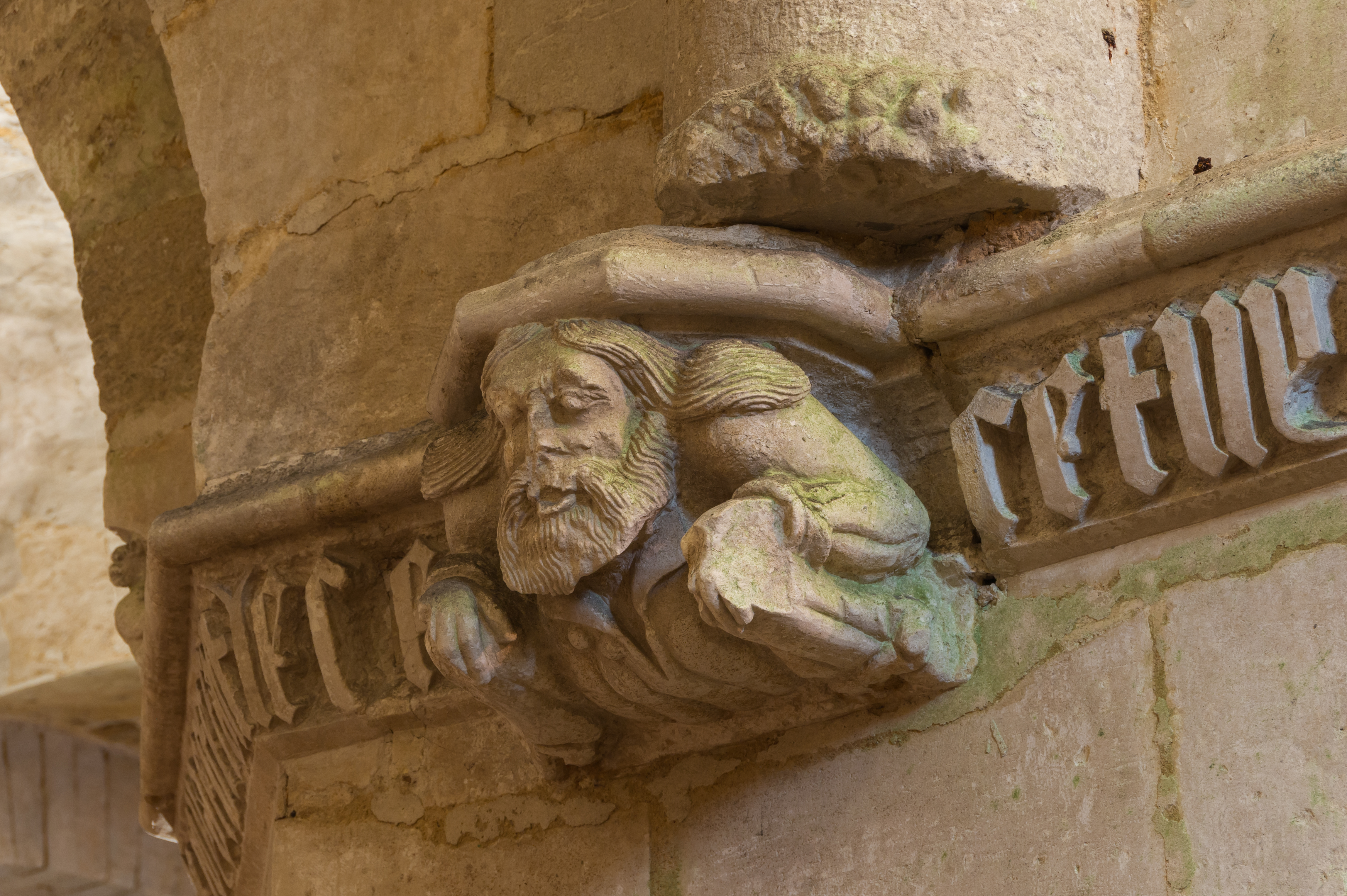
Capitel gótico
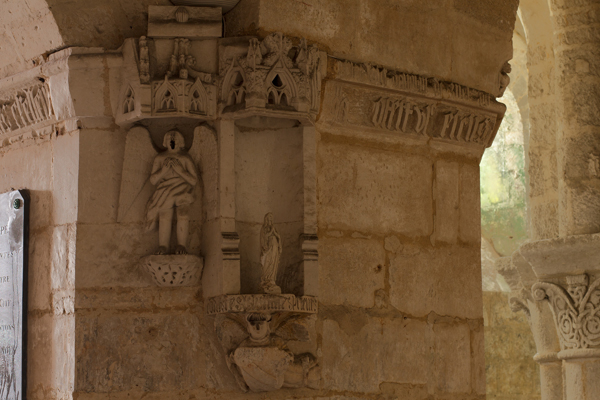
Capitel gótico
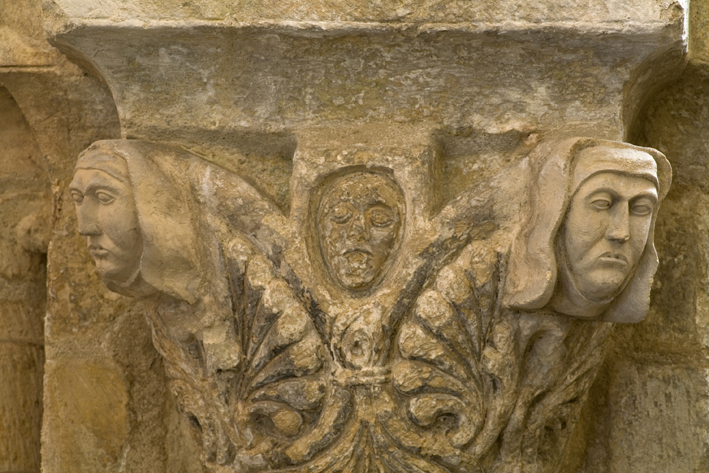
Capitel gótico
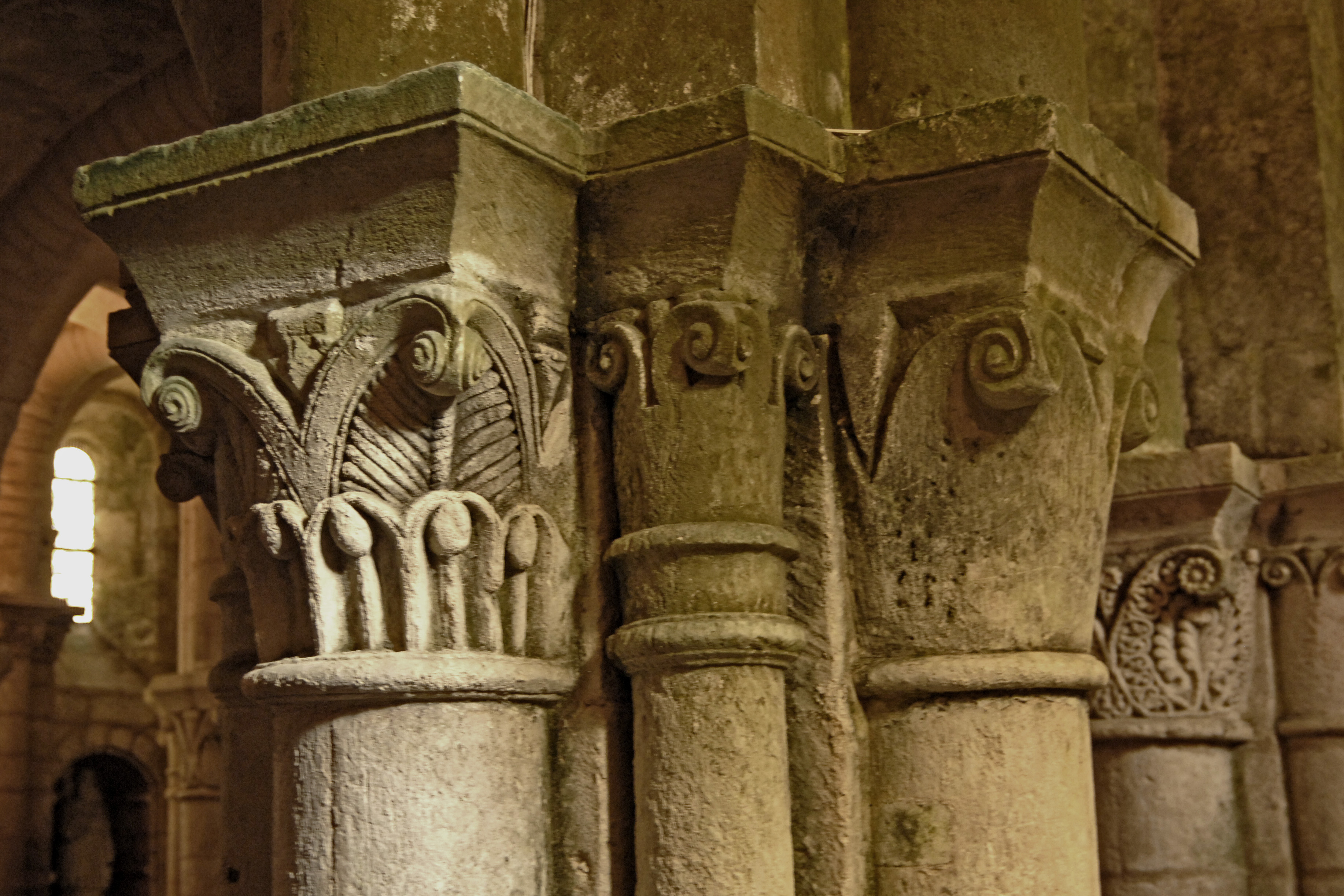
Capiteles románicos con motivos vegetales
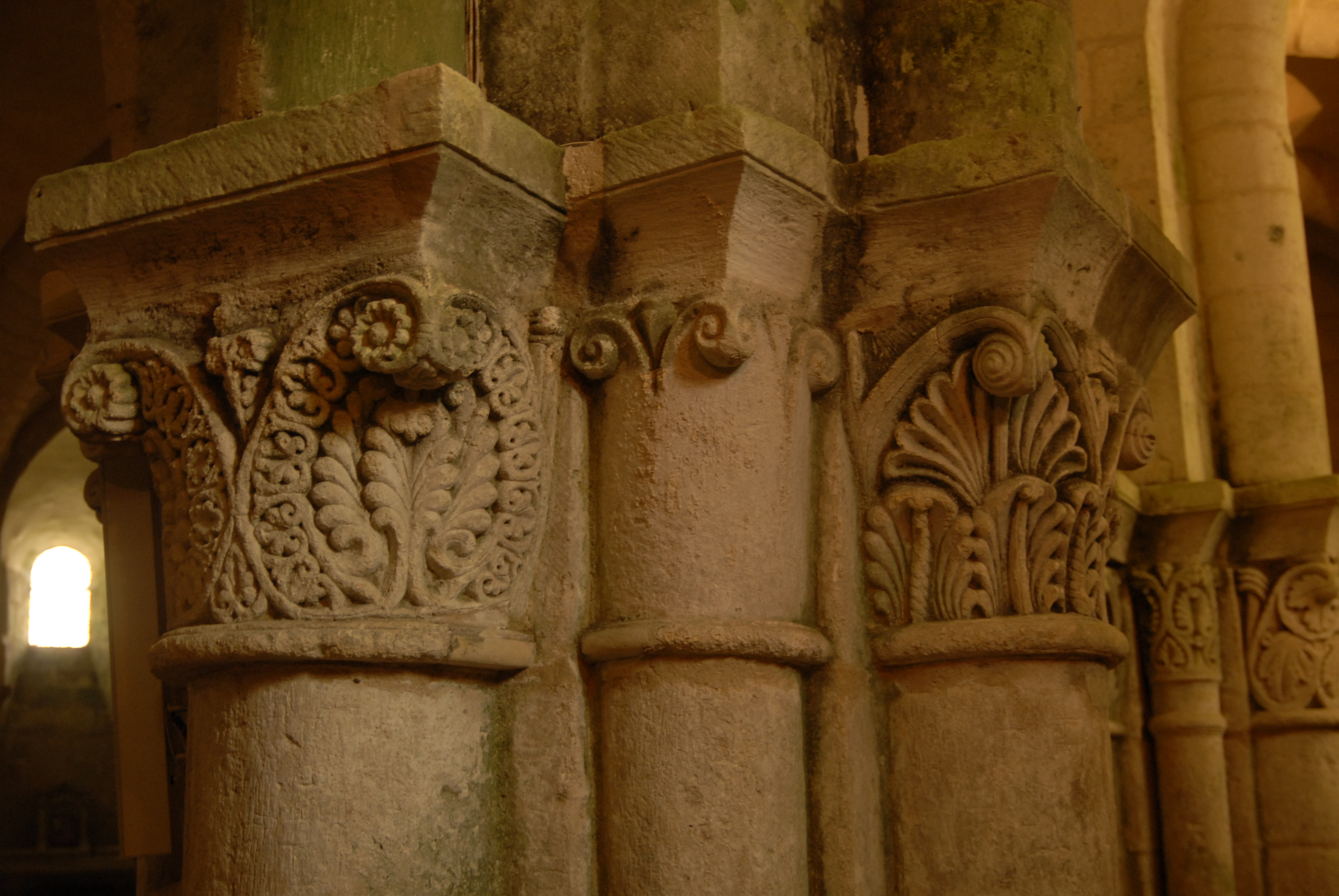
Capiteles románicos con motivos vegetales
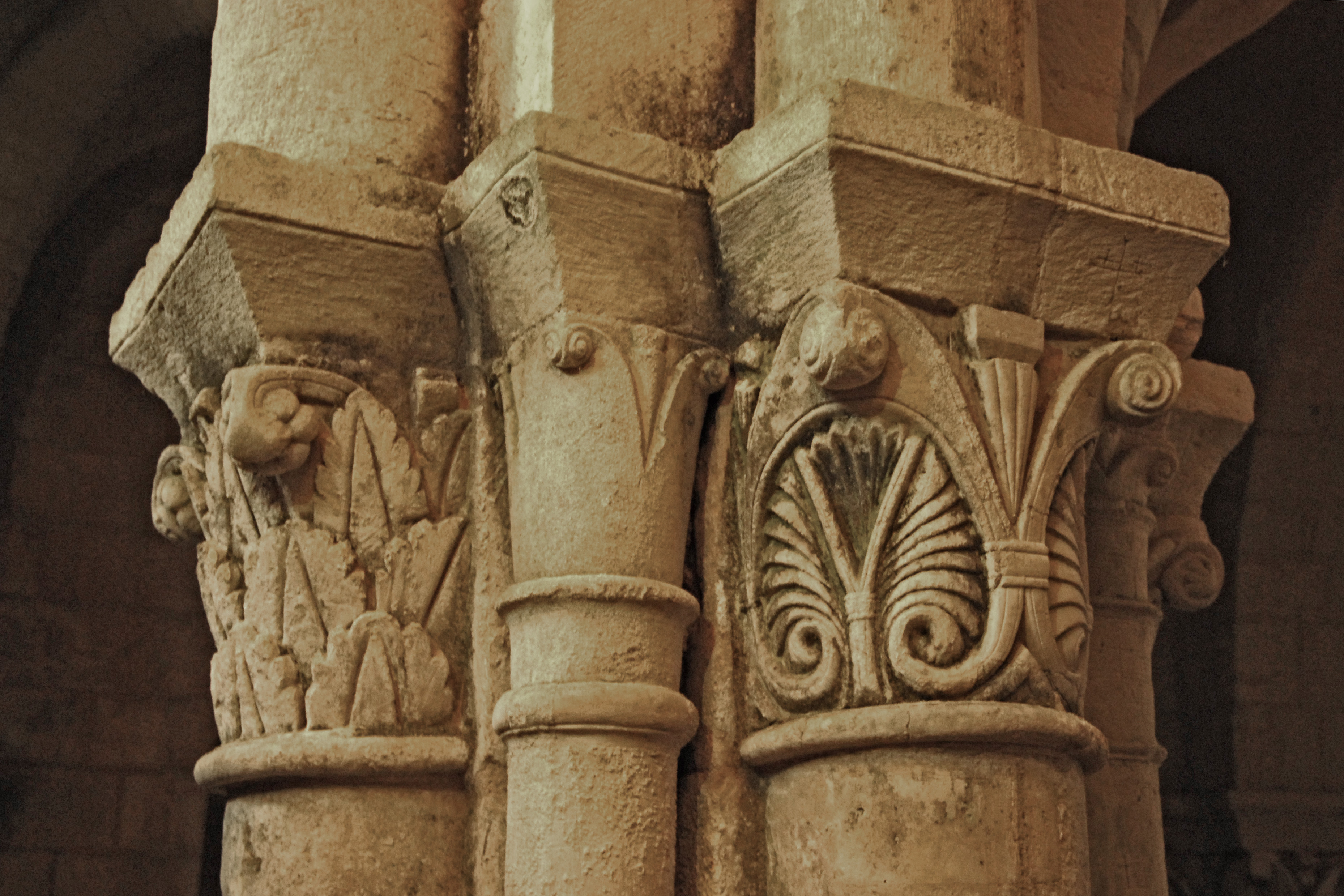
Capiteles románicos con motivos vegetales

### La iglesia superior
En su configuración actual, la iglesia alta está formada por los dos brazos del crucero y un profundo ábside que hoy sirve de nave. Este último consta de cuatro tramos rectos cubiertos con bóveda de cañón apuntado, doblados por naves laterales con bóveda de medio cañón, y se prolonga con una capilla axial que ahora sirve como coro litúrgico. Compuesto por un vano y una rotonda de cinco lados, el conjunto está abovedado con ojivas. Dos capillas laterales románicas bordean la capilla axial. La nave central se eleva gracias a columnas encajadas que descansan sobre consolas.
La longitud total de la basílica alcanza los 42 metros para una altura bajo la bóveda de 10 metros, lo que en sí mismo representó una proeza para la época. Se aumenta la altura a 14 metros bajo la cúpula del crucero.
Entre los elementos destacables de la basílica se encuentran los capiteles, obra de un segundo taller de escultura que continuó los trabajos iniciados unas décadas antes.
Hay en particular un "pesaje de almas" cuya realización debió tener lugar a principios del siglo XII. La escultura adquiere una dimensión particular, desarrollándose en una abundancia de detalles que mezclan personajes y motivos vegetales. Este capitel, entre los más conocidos, muestra el juicio de un hombre justo, como lo indica la barra de equilibrio inclinándose hacia un ángel de aspecto sereno, mientras un demonio antropomórfico parece muy molesto. Destacan otros capiteles historiados, en particular el que muestra un "Daniel en el foso de los leones" de gran realismo, destacando sobre todo por el drapeado de los ropajes.
Otros capiteles están decorados con representaciones de animales exóticos, entre los que destacan leones que llevan a la espalda especies de aves de especie indeterminada; aún otros muestran estos mismos animales de pelea, una probable alegoría del combate de vicios y virtudes, o psicomaquia. También hay presencia de personajes míticos -como una sirena- y animales de un bestiario fantástico que también se encuentra en muchas iglesias románicas de la comarca. Finalmente, algunos capiteles están decorados con motivos geométricos, follaje, medallones, follaje y palmetas.

Interior de la iglesia superior
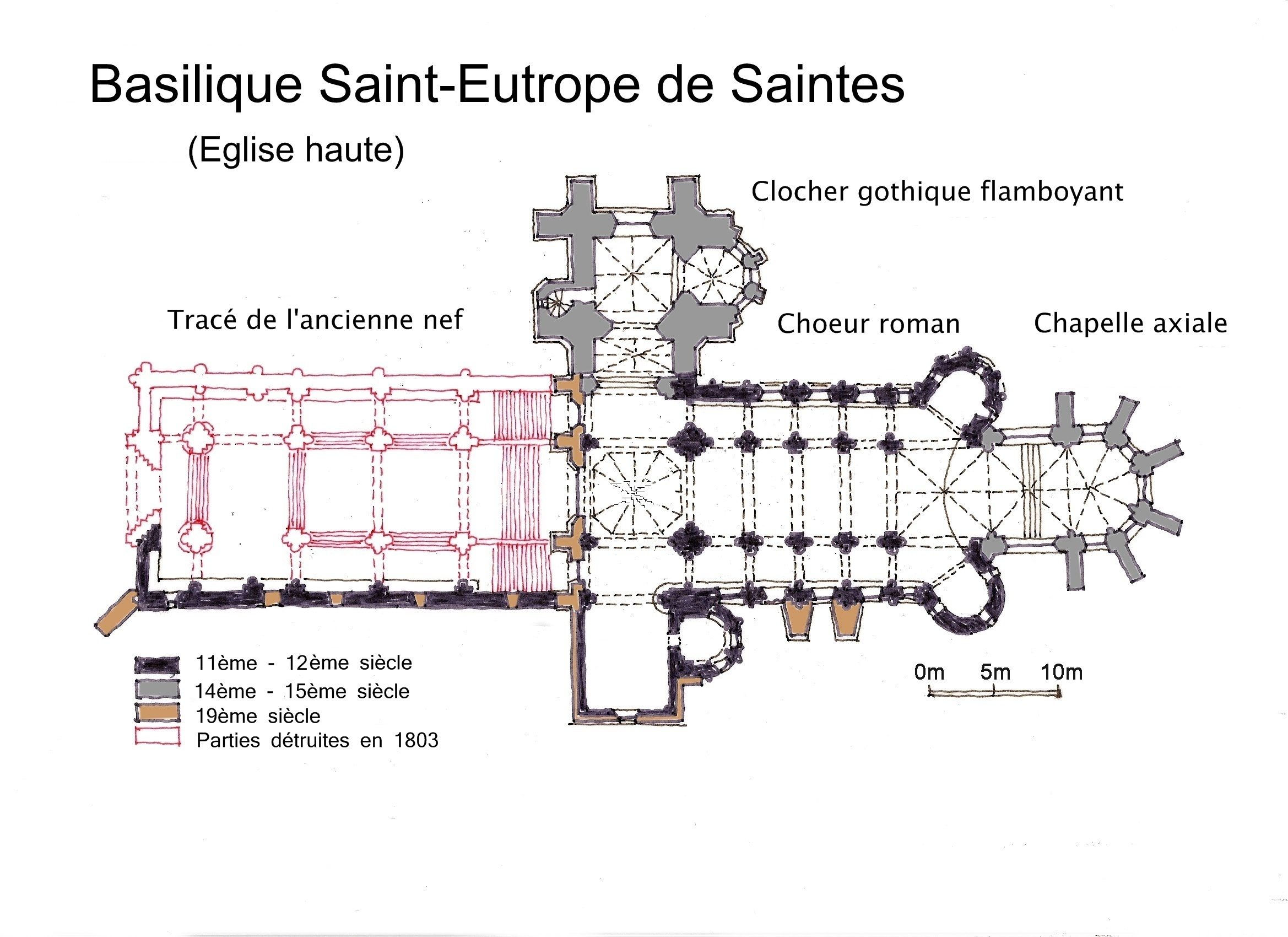
Plano
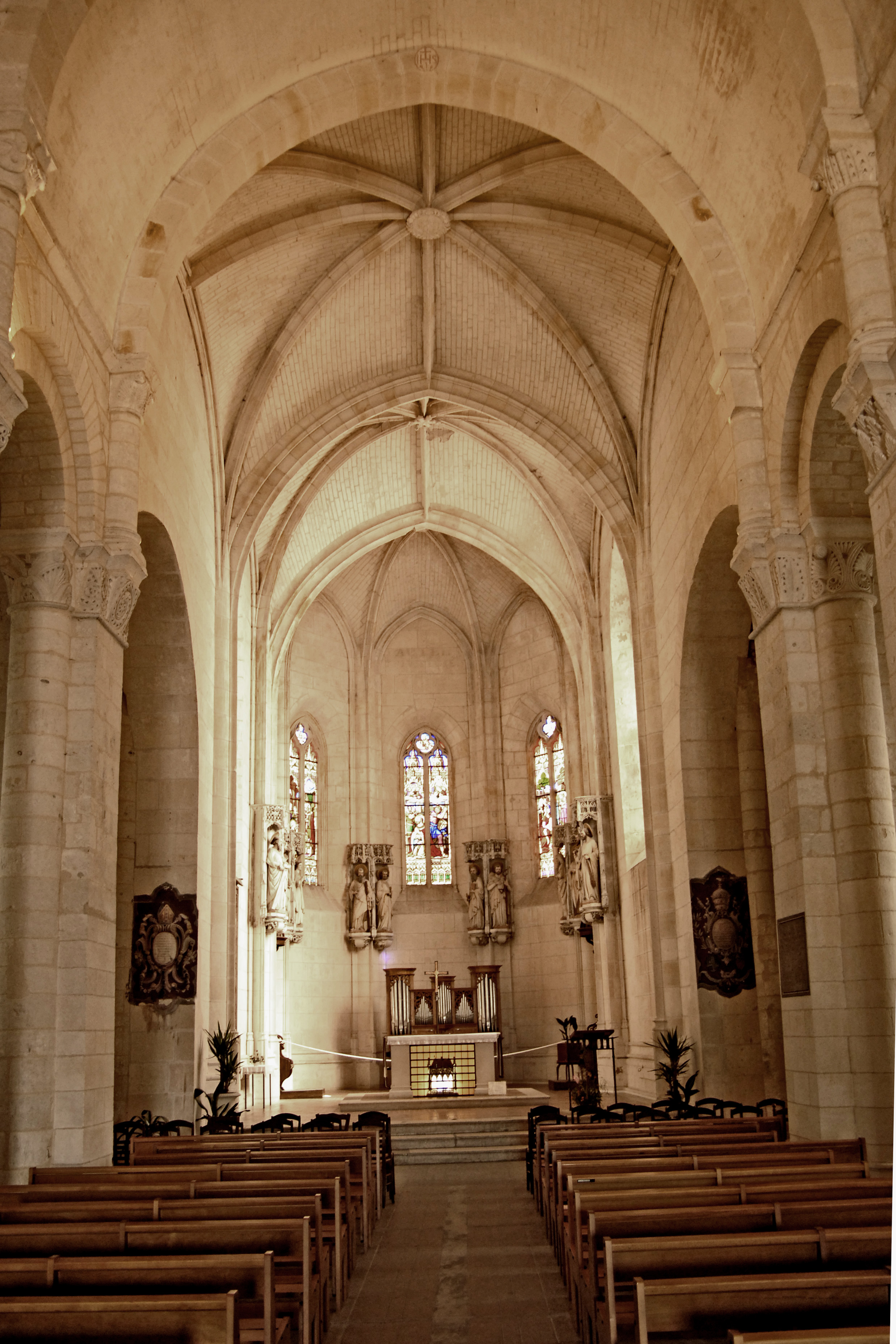
El coro
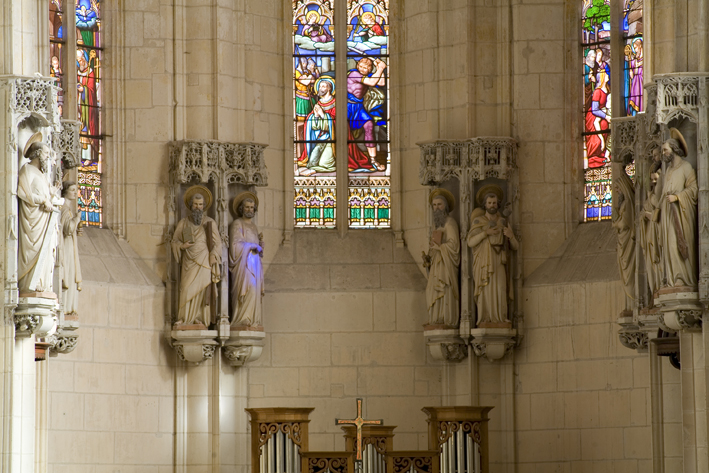
Los doce apóstoles, en el ábside central
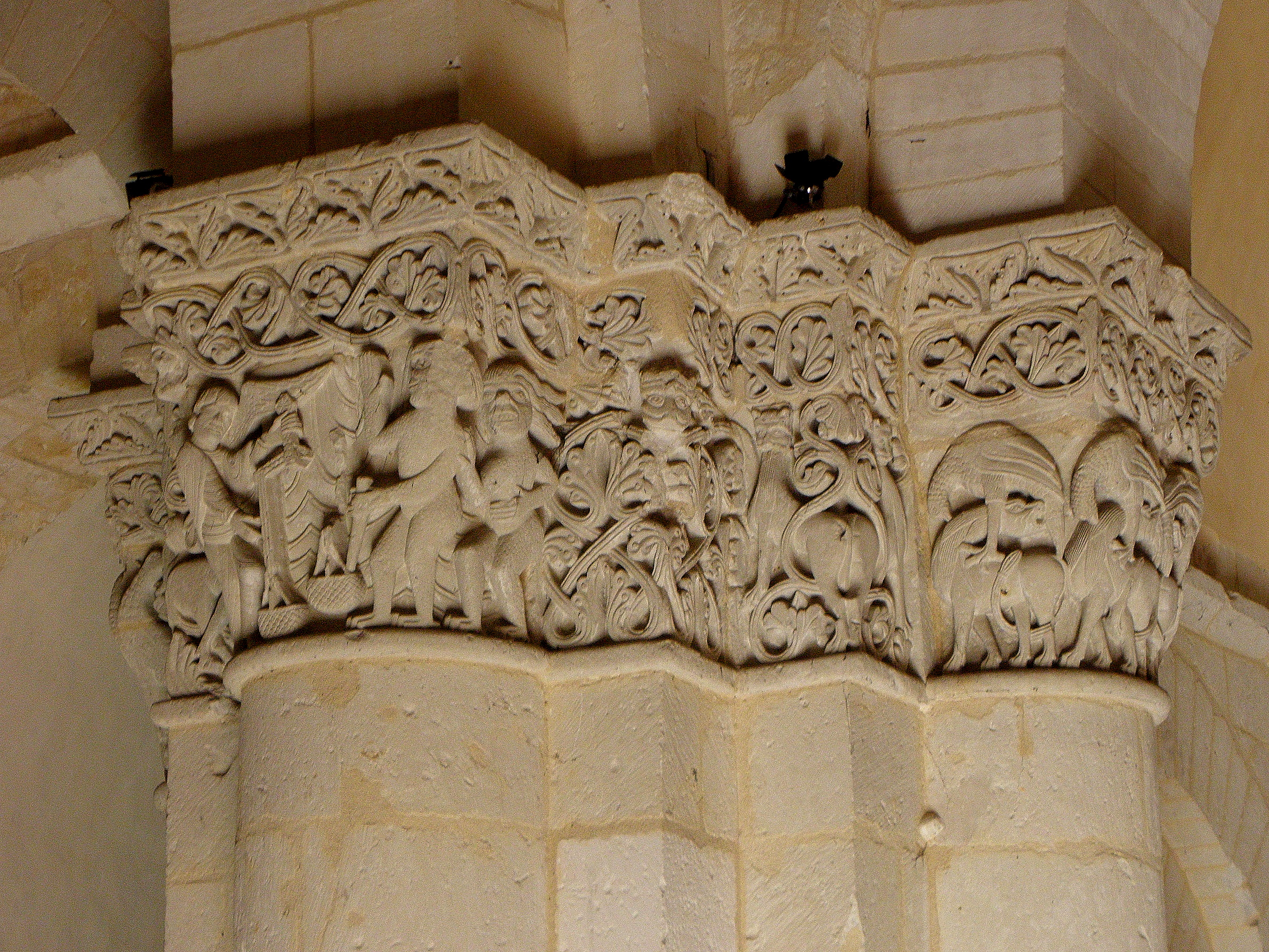
El pesaje de las almas
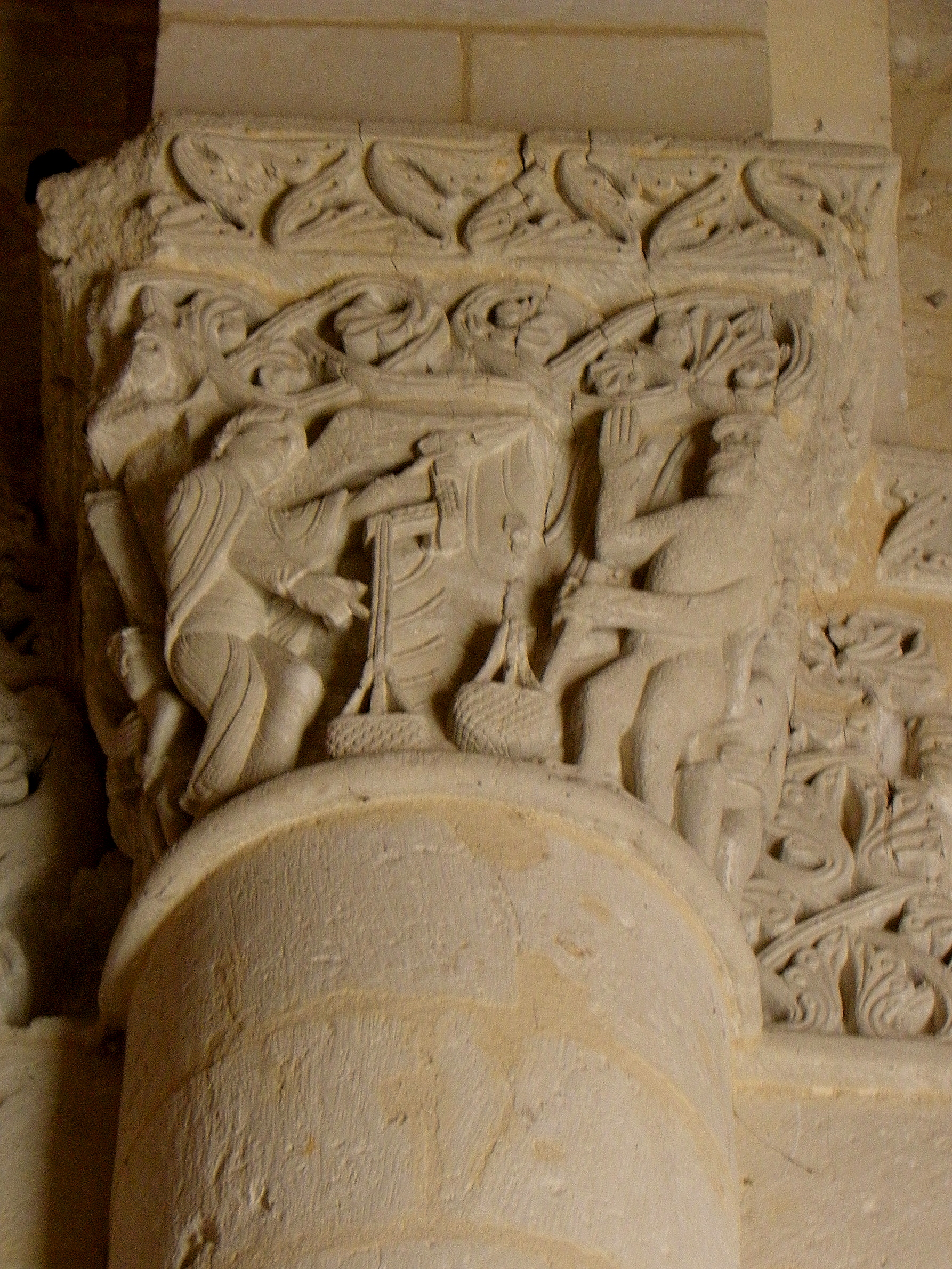
El pesaje de las almas, detalle
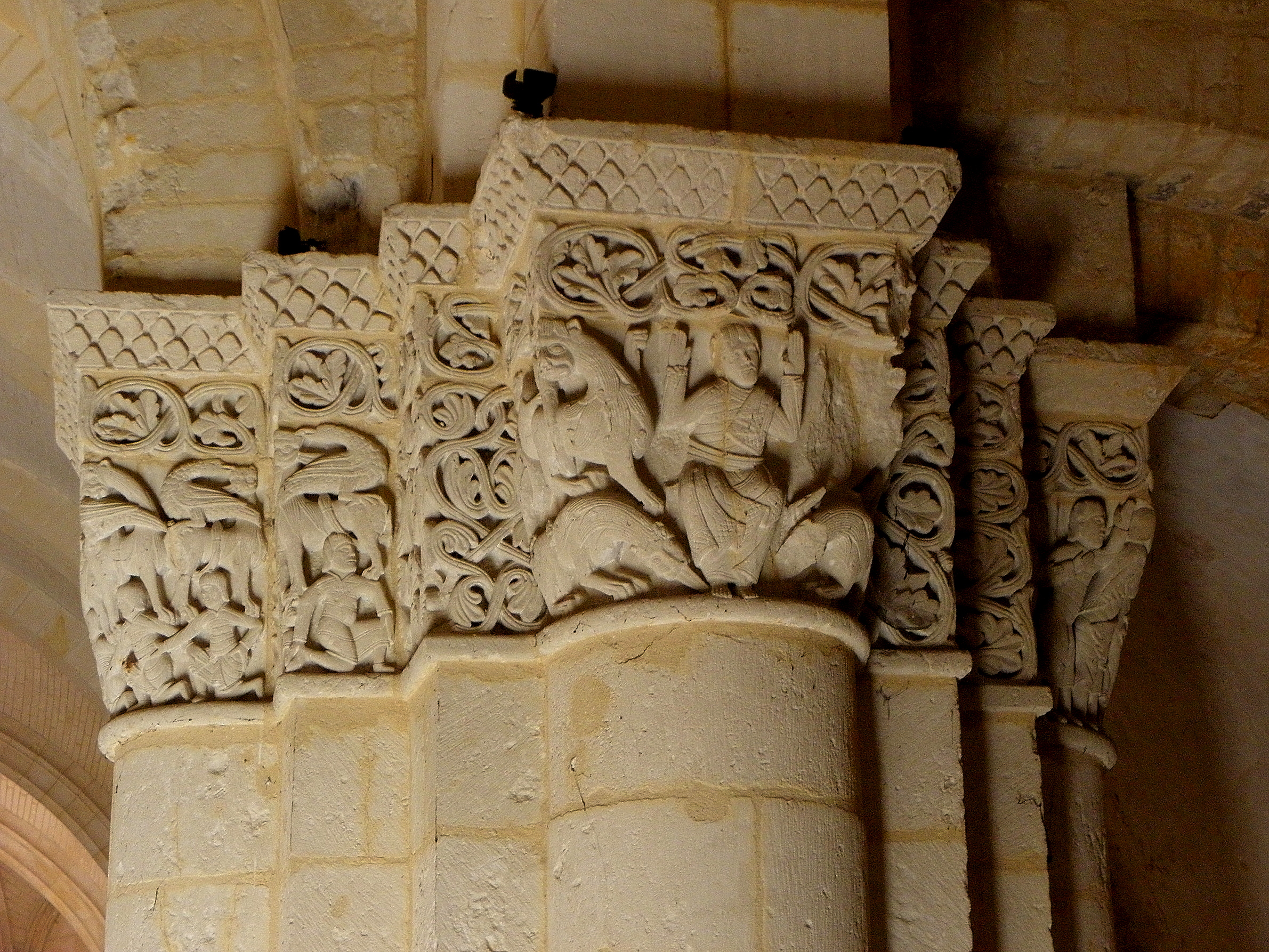
Daniel en el foso de los leones
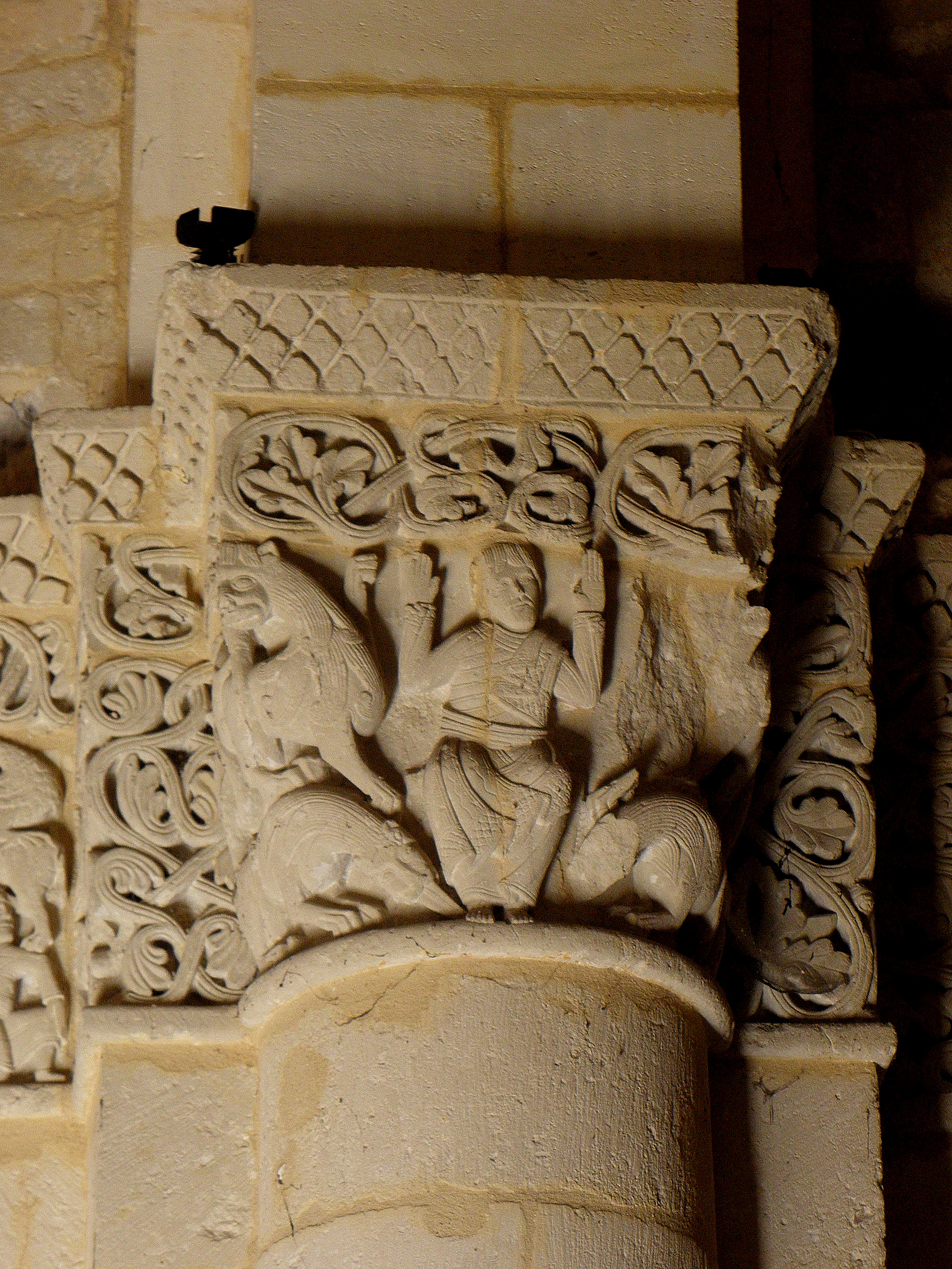
Daniel en el foso de los leones, detalle
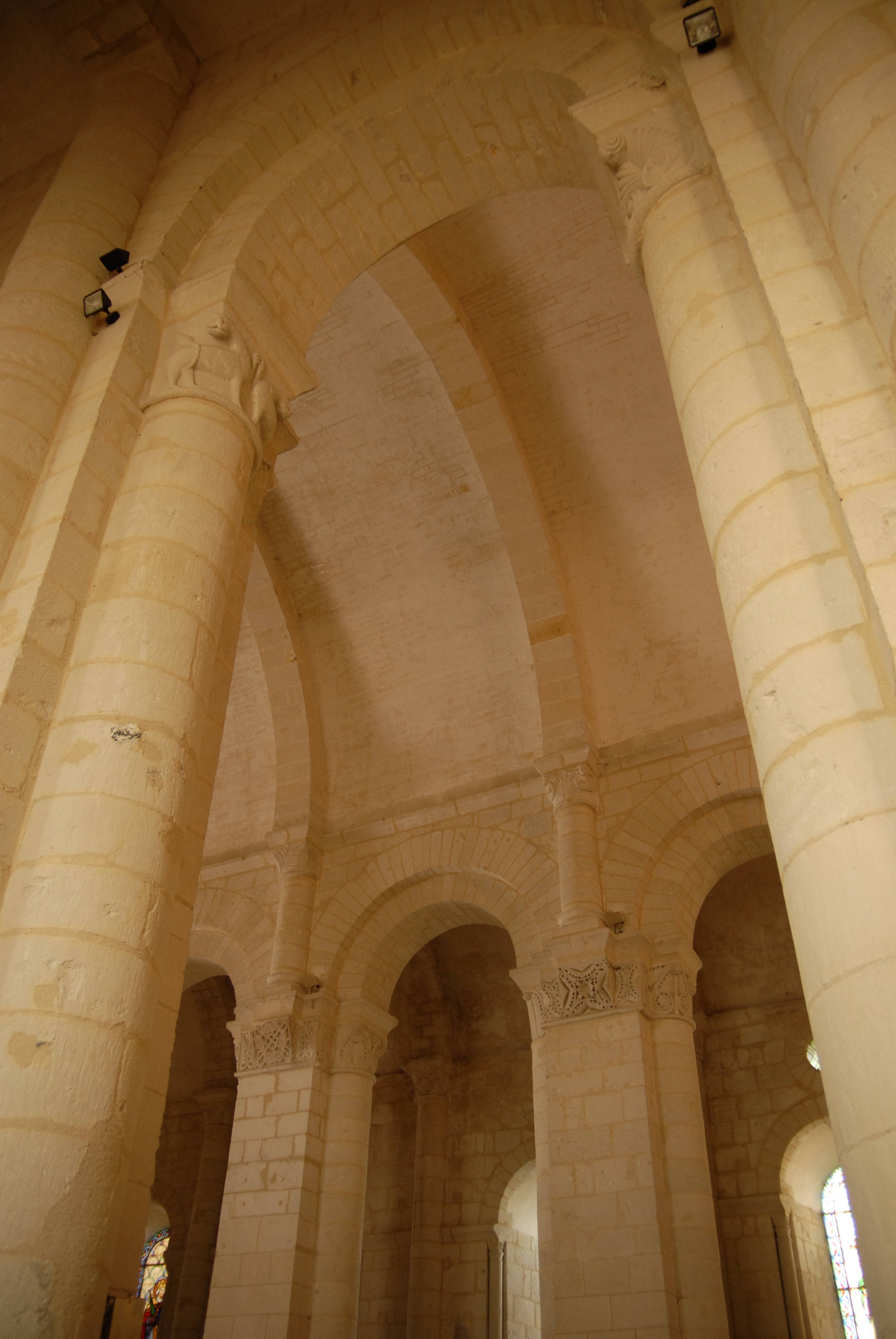
Bóveda, vista desde el pasillo sur
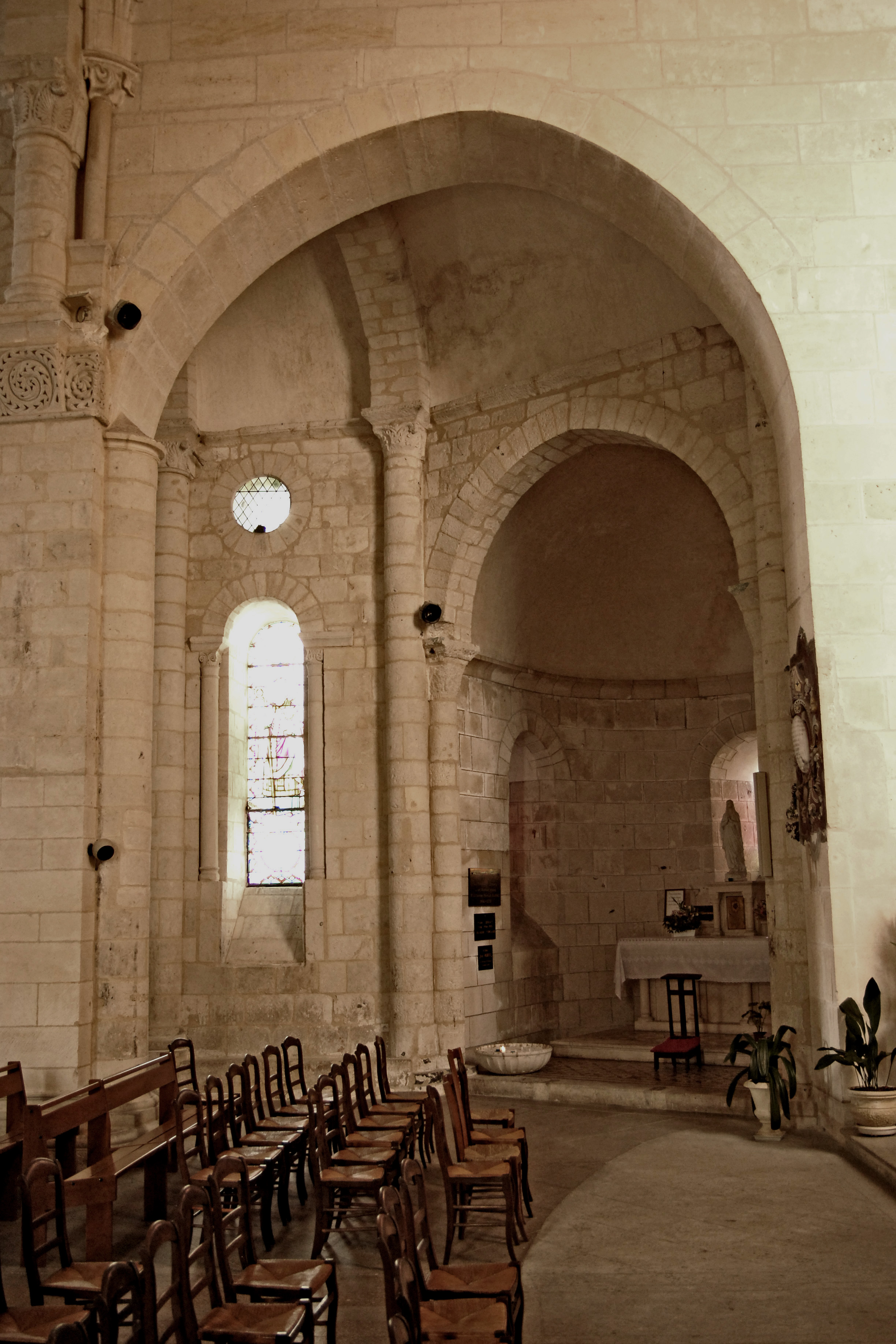
El absidiolo del lado norte
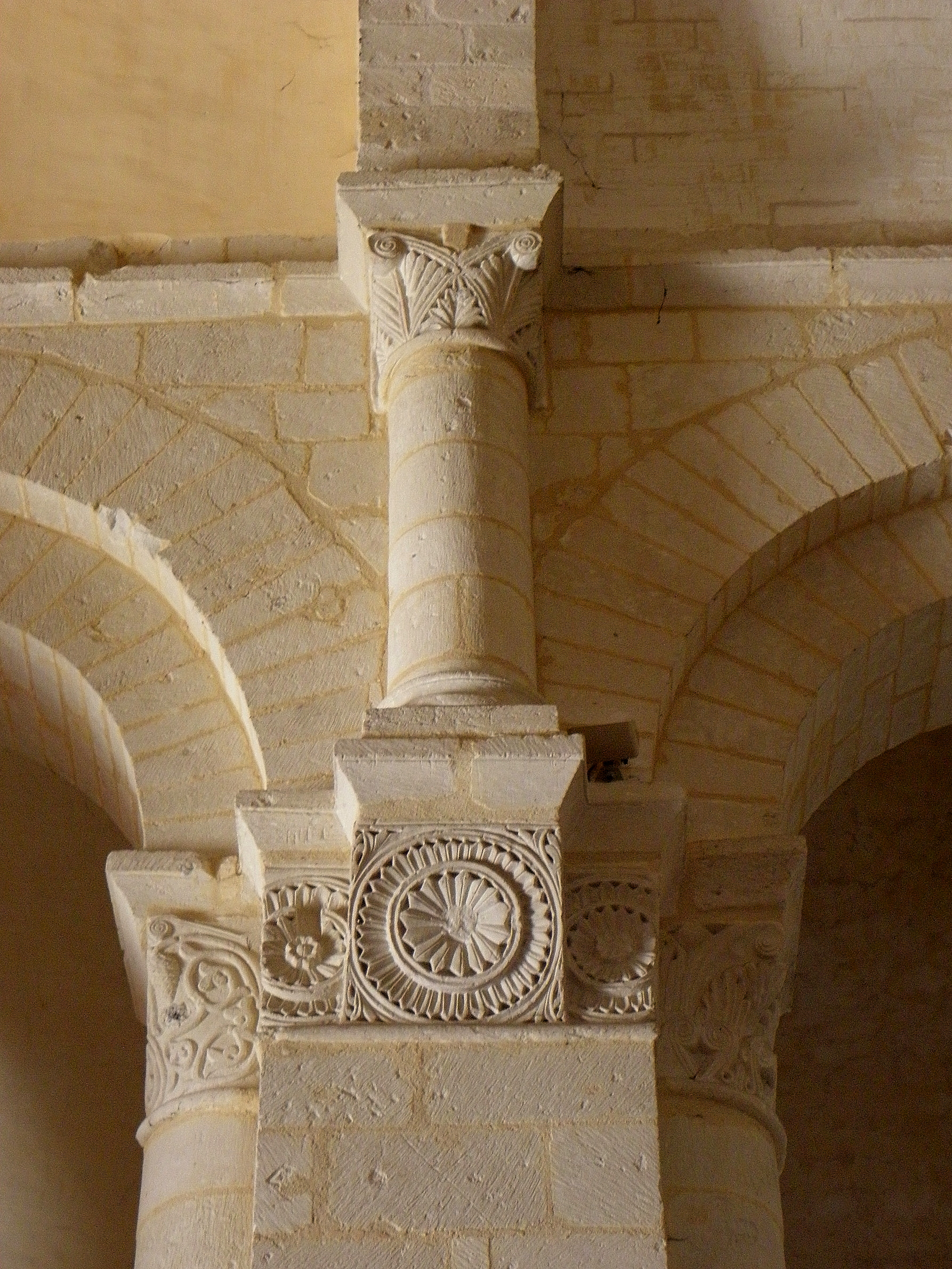
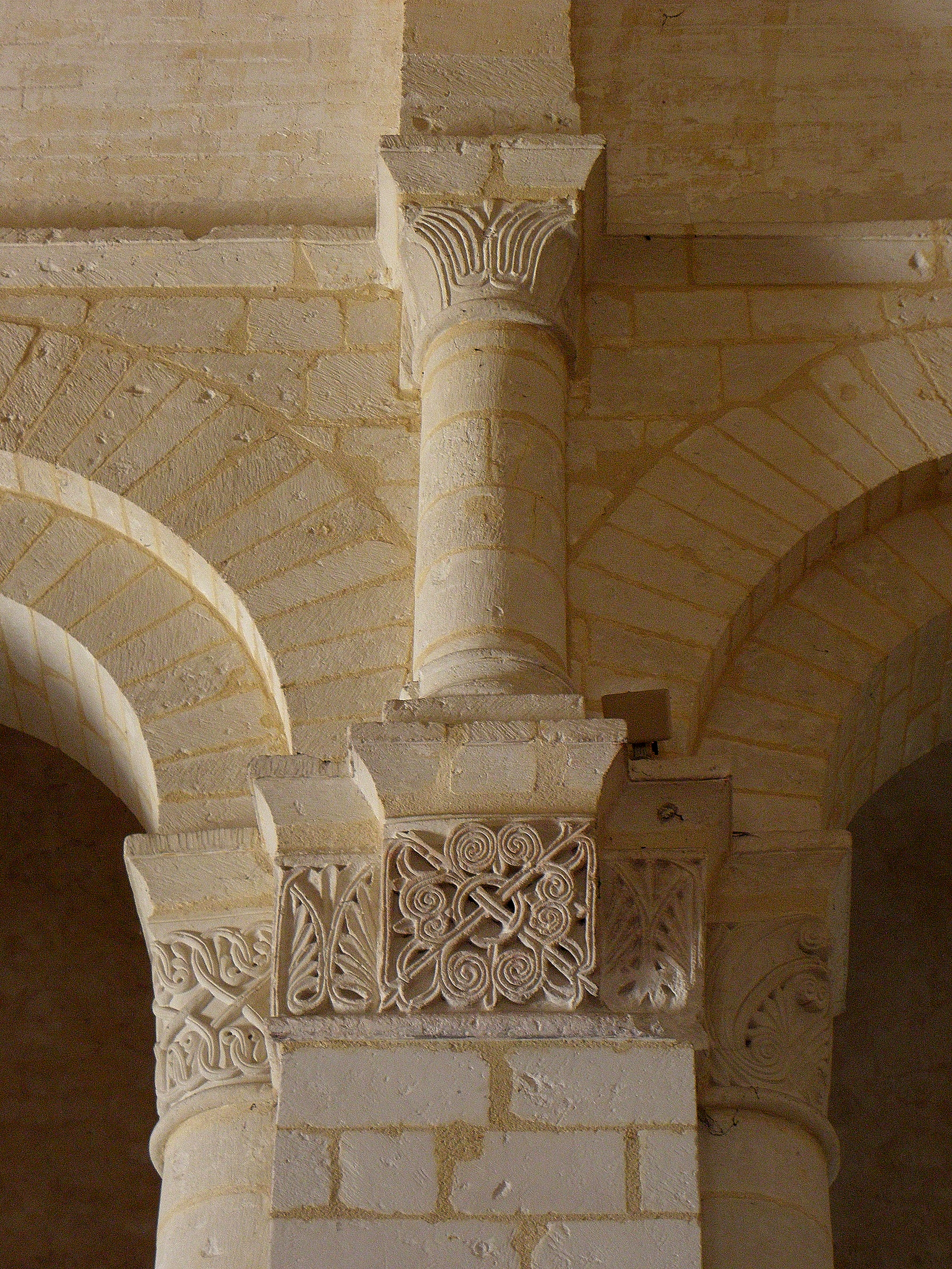
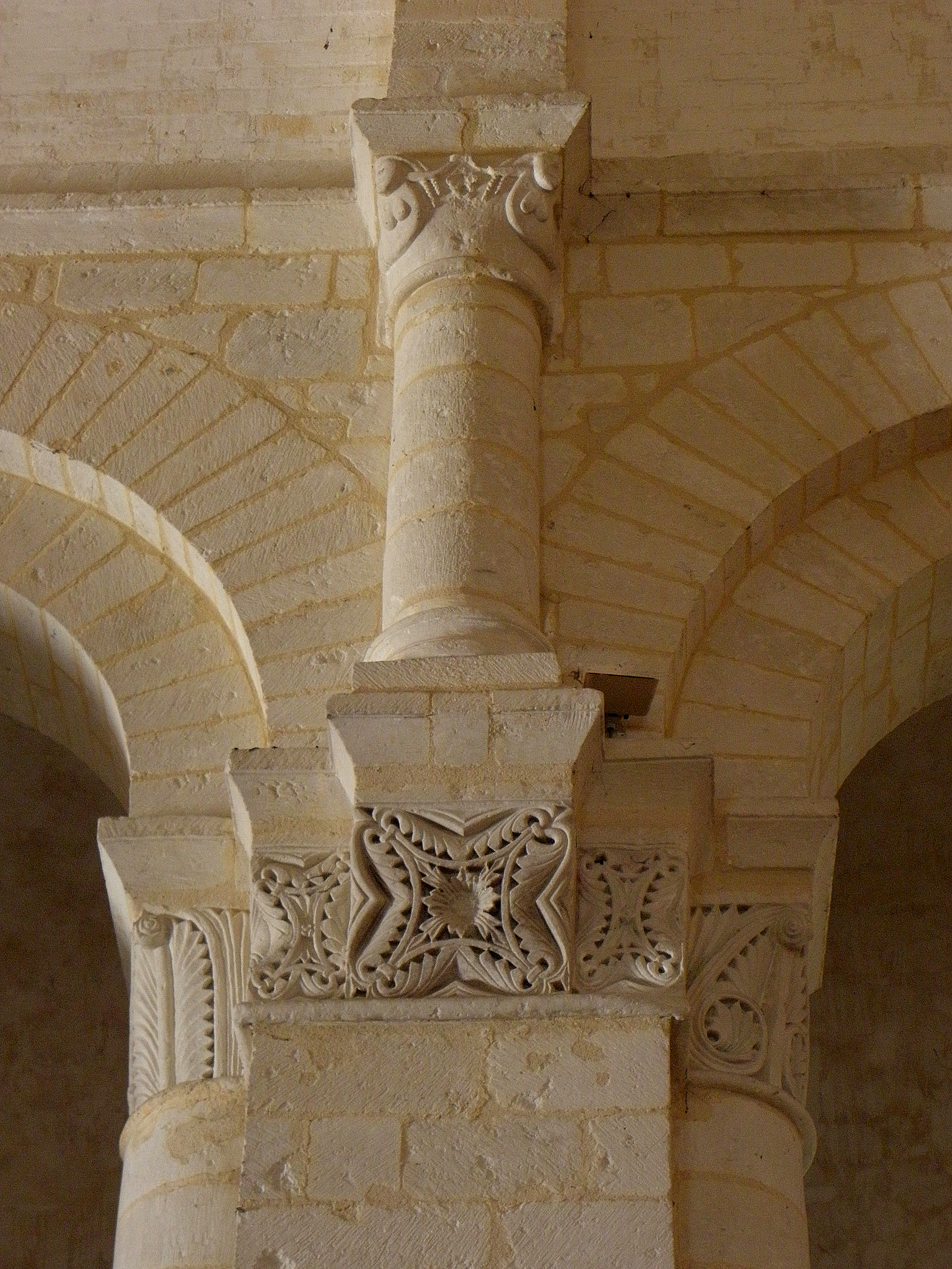
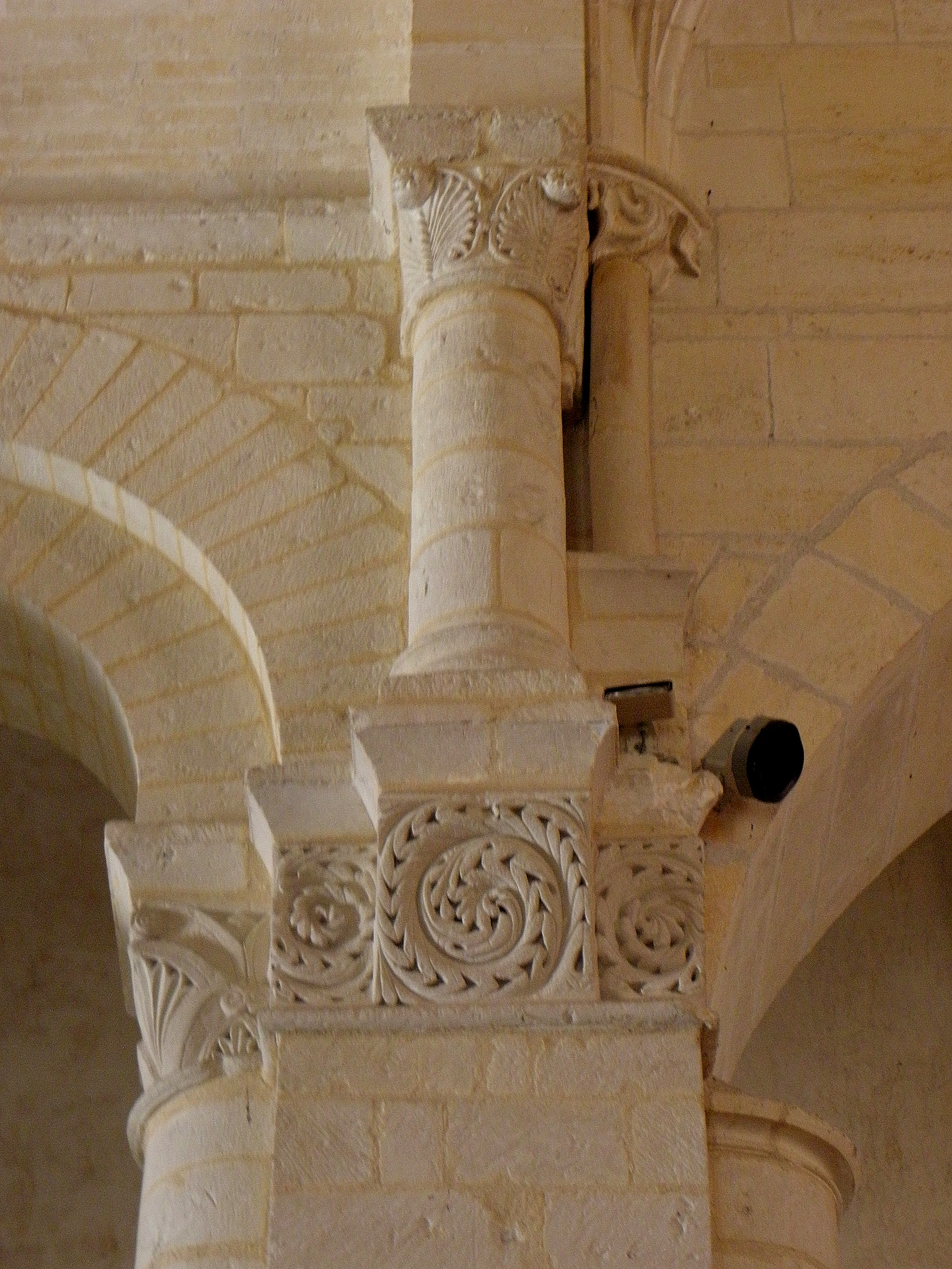
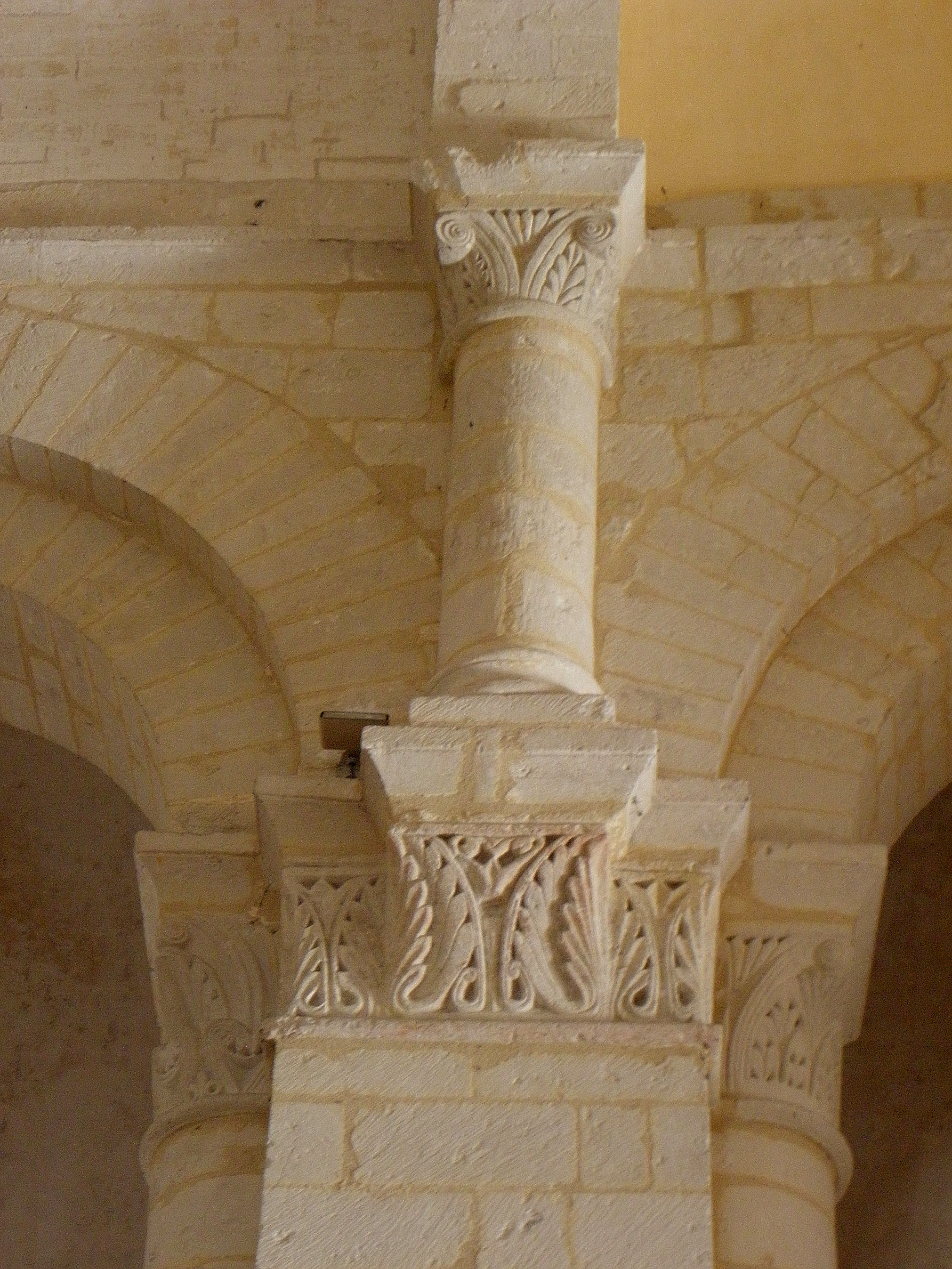
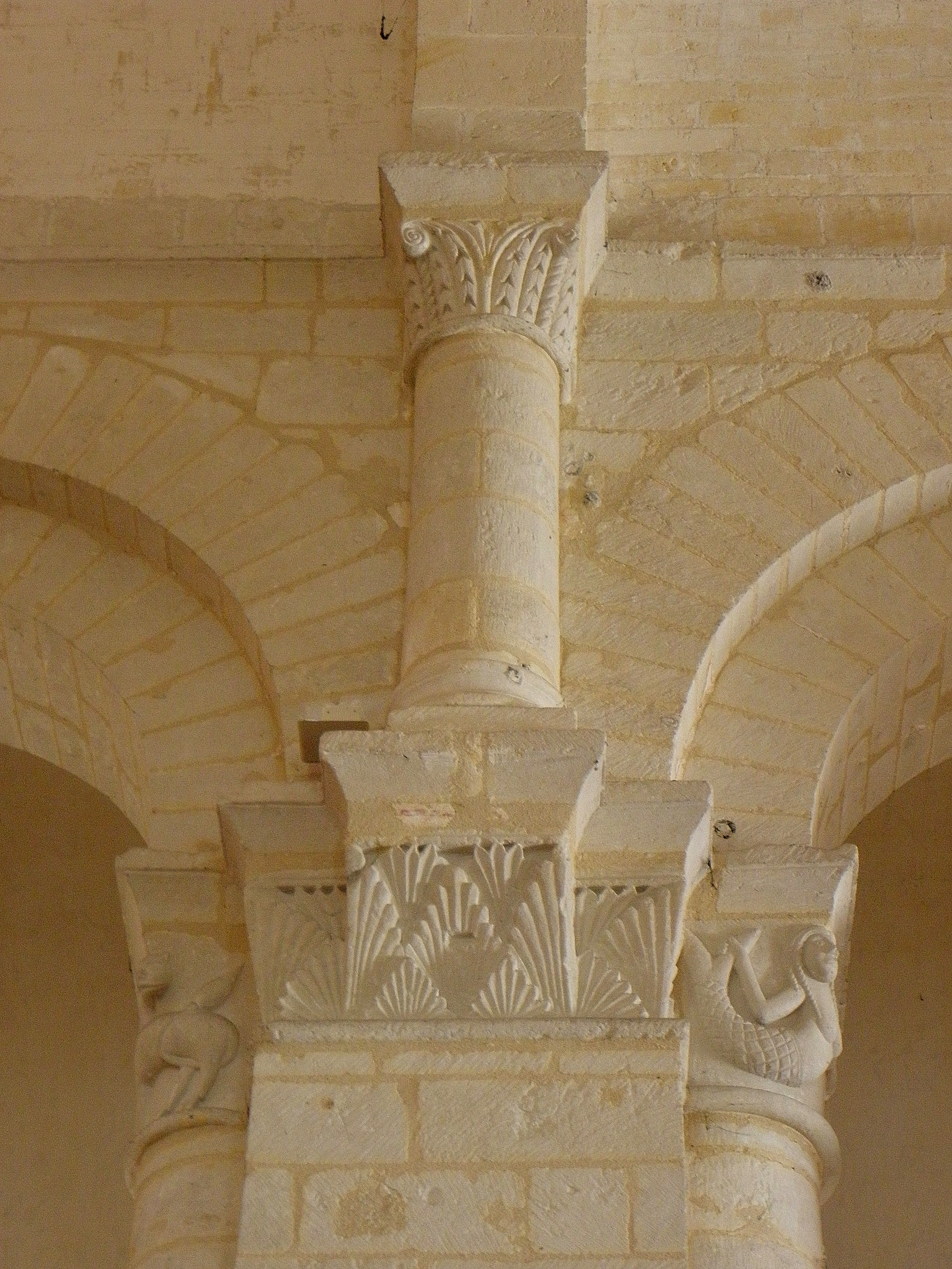
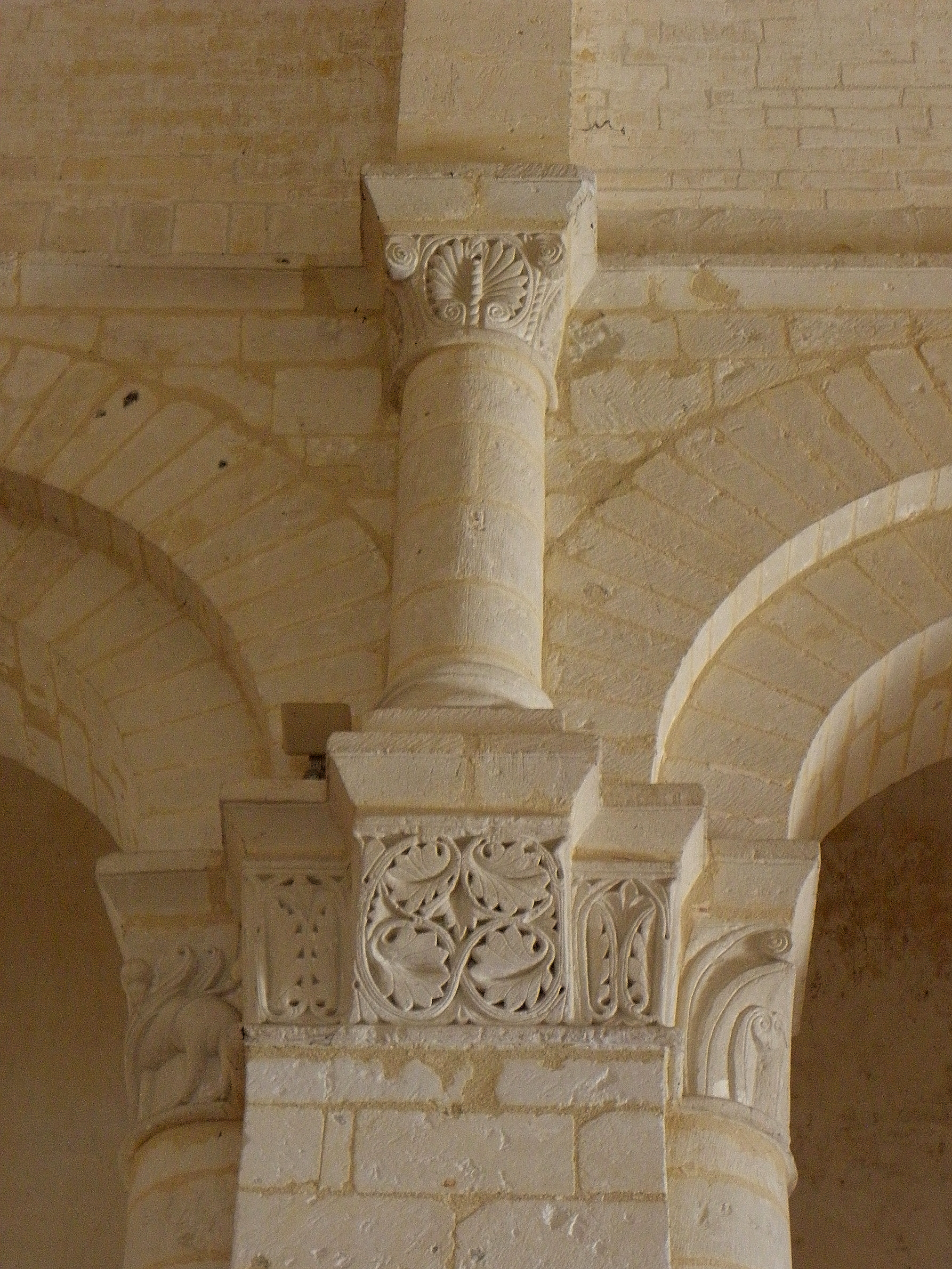
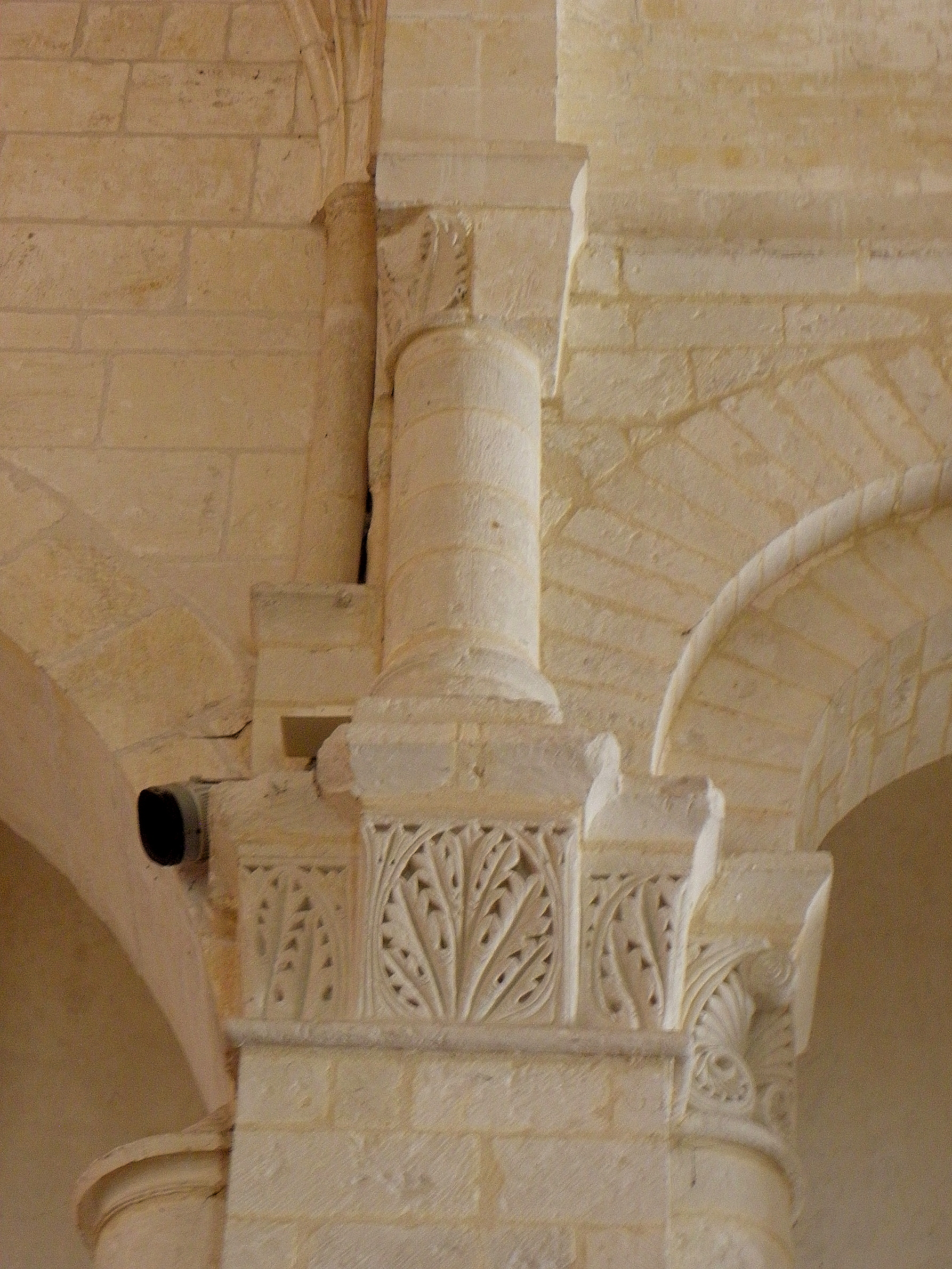
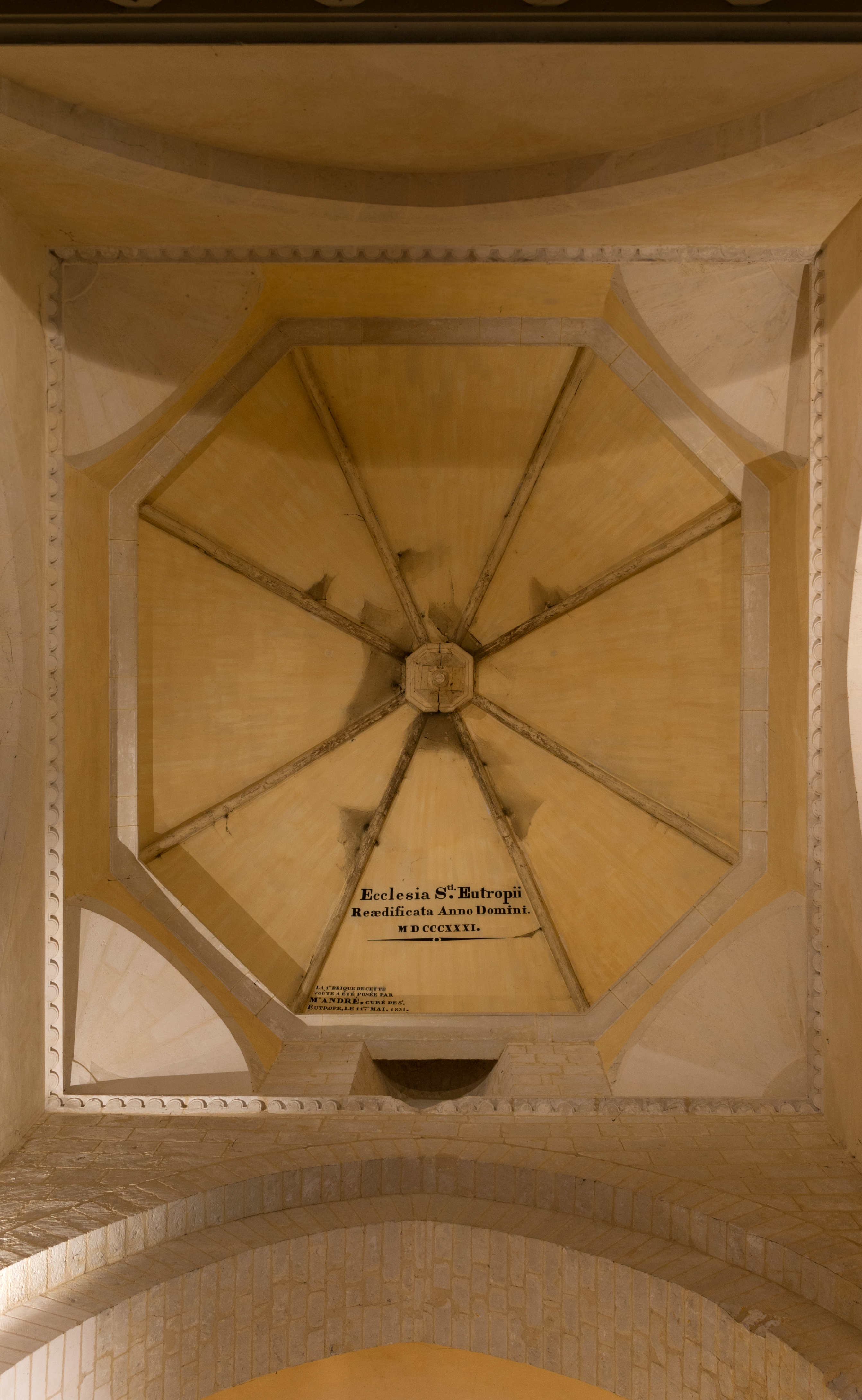
Cúpula del crucero del transepto (siglo XIX)

Esta riqueza ornamental se encuentra también en los muros exteriores de los colaterales y las capillas laterales del coro. Así, los muros de los colaterales se levantan en tres niveles, es decir, dos niveles de arcadas semicirculares separadas por un muro macizo. Contrafuertes-columnas separan grandes arcos adornados con dientes de lobo o abren, en la parte superior, grandes vanos románicos rematados por óculos, mientras que el nivel inferior da fe de una mayor sobriedad, pero retoma un patrón bastante cerrado. Así, pequeños vanos semicirculares iluminan la iglesia inferior. Finalmente, las capillas laterales desarrollan cuatro niveles de alzado: friso de arcos de medio punto en la parte superior, luego vanos enmarcados por columnillas alternadas con arcadas ciegas, muro macizo y nueva serie de vanos de medio punto en el nivel inferior.

Exterior de la iglesia superior
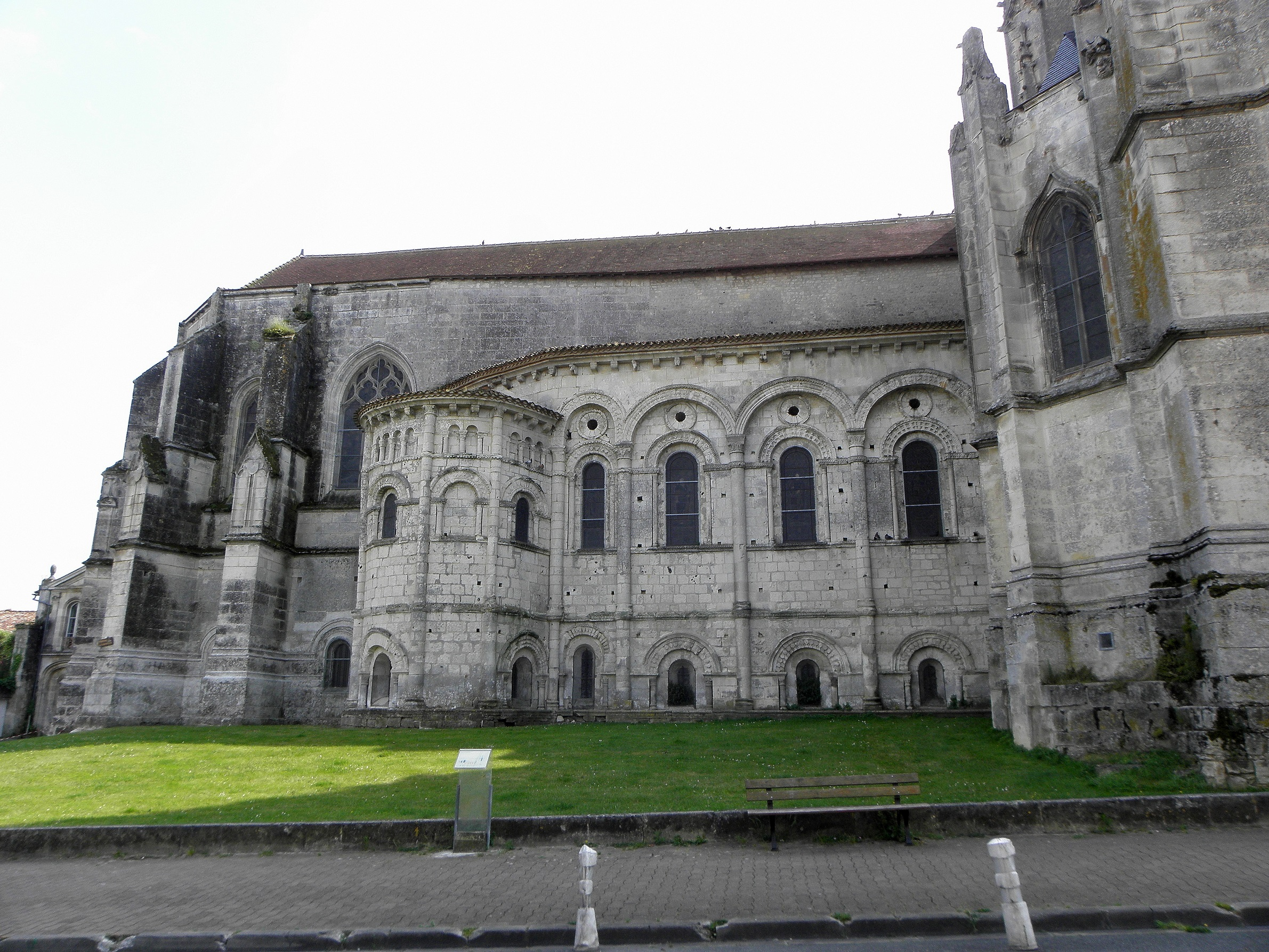
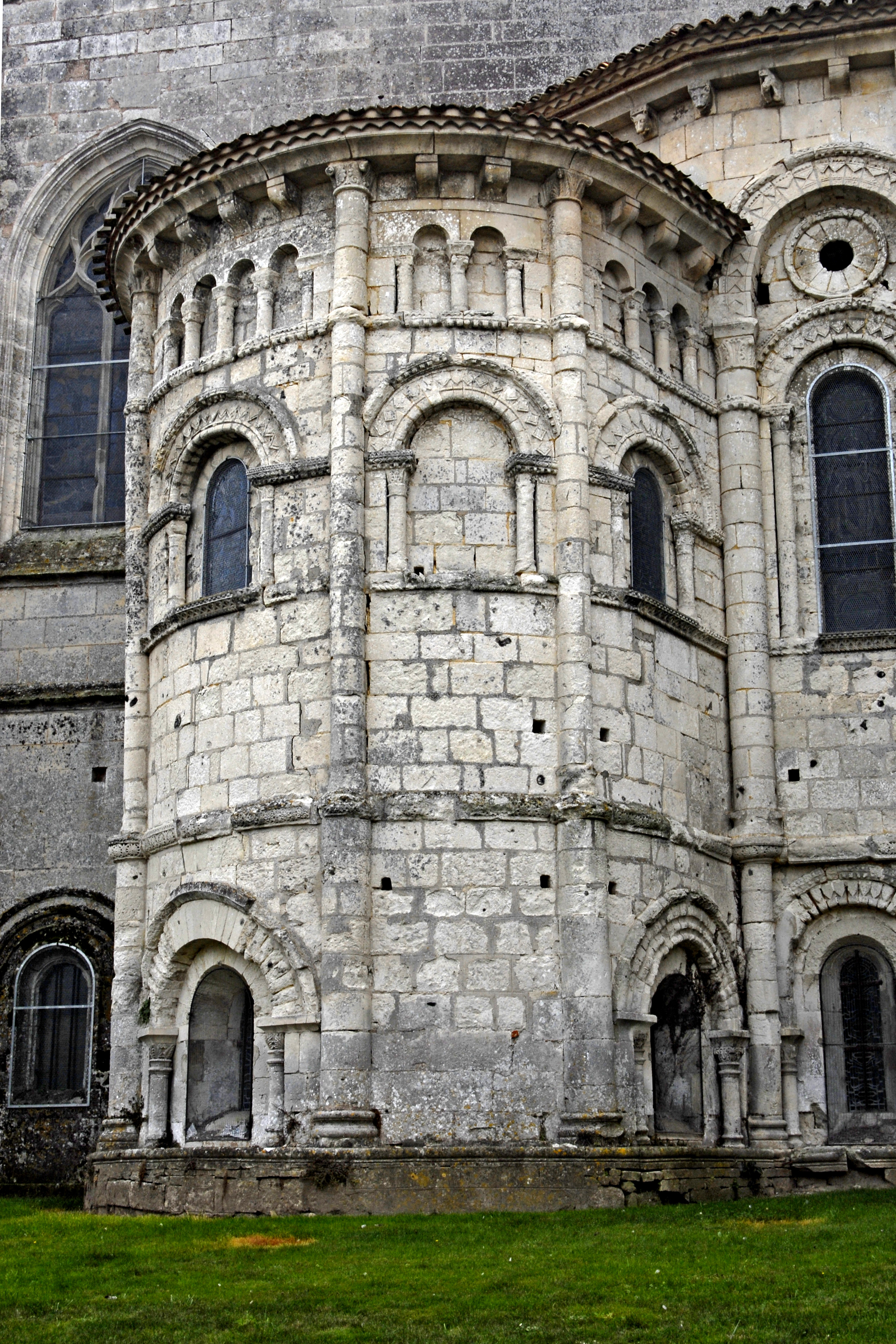

En el interior hay vidrieras que datan en su mayor parte de finales del siglo XIX y principios del siglo XX. En los pasillos hay vidrieras de los talleres Dagrant en Burdeos y representan santos locales o santos que han marcado la historia local. En el ábside central se representan escenas del martirio de San Eutropio y proceden del taller Gesta de Toulouse. Las vidrieras del absidiolo norte datan del siglo XX y proceden del taller Léglise de París.

Vidrieras de la iglesia superior
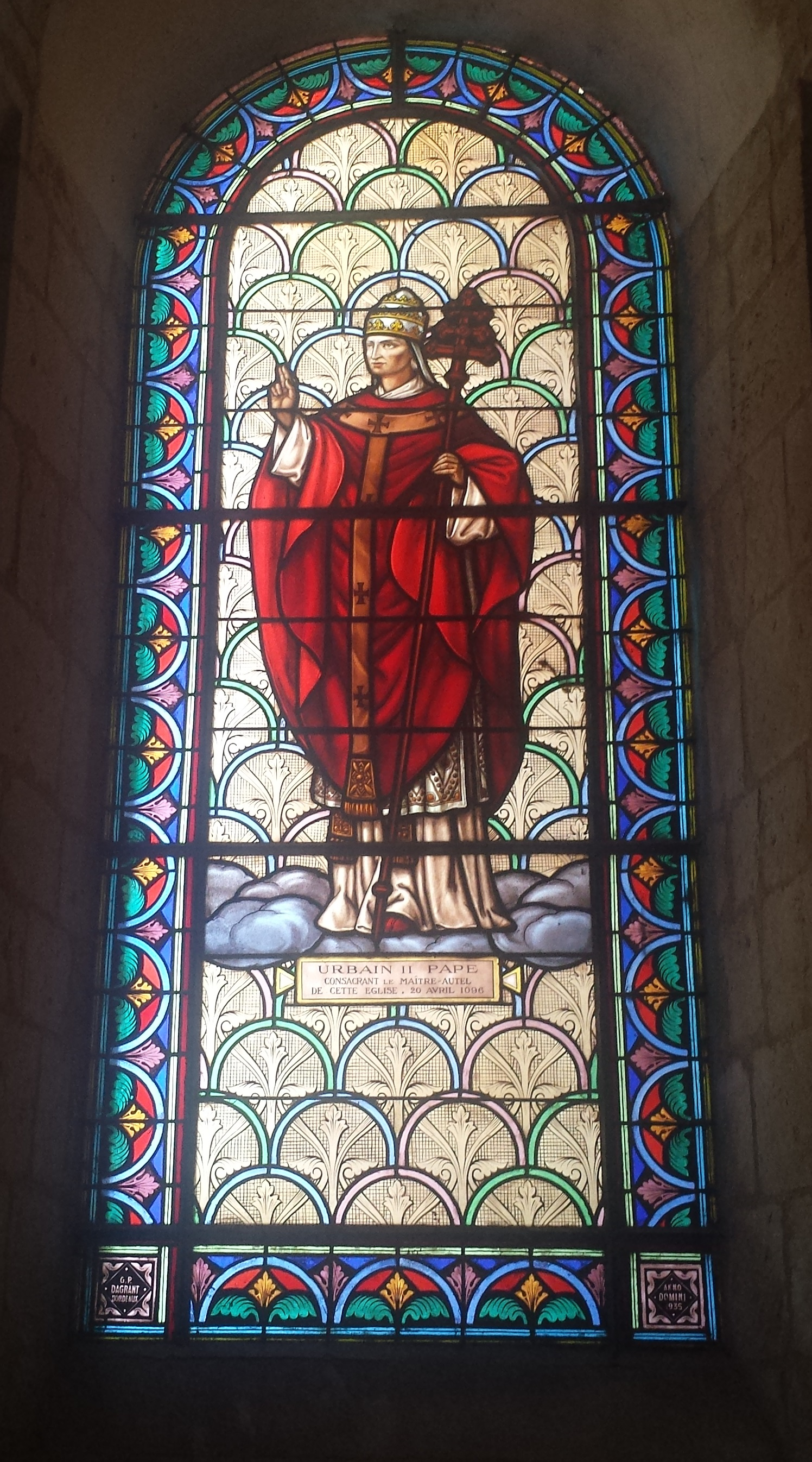
Urbano II
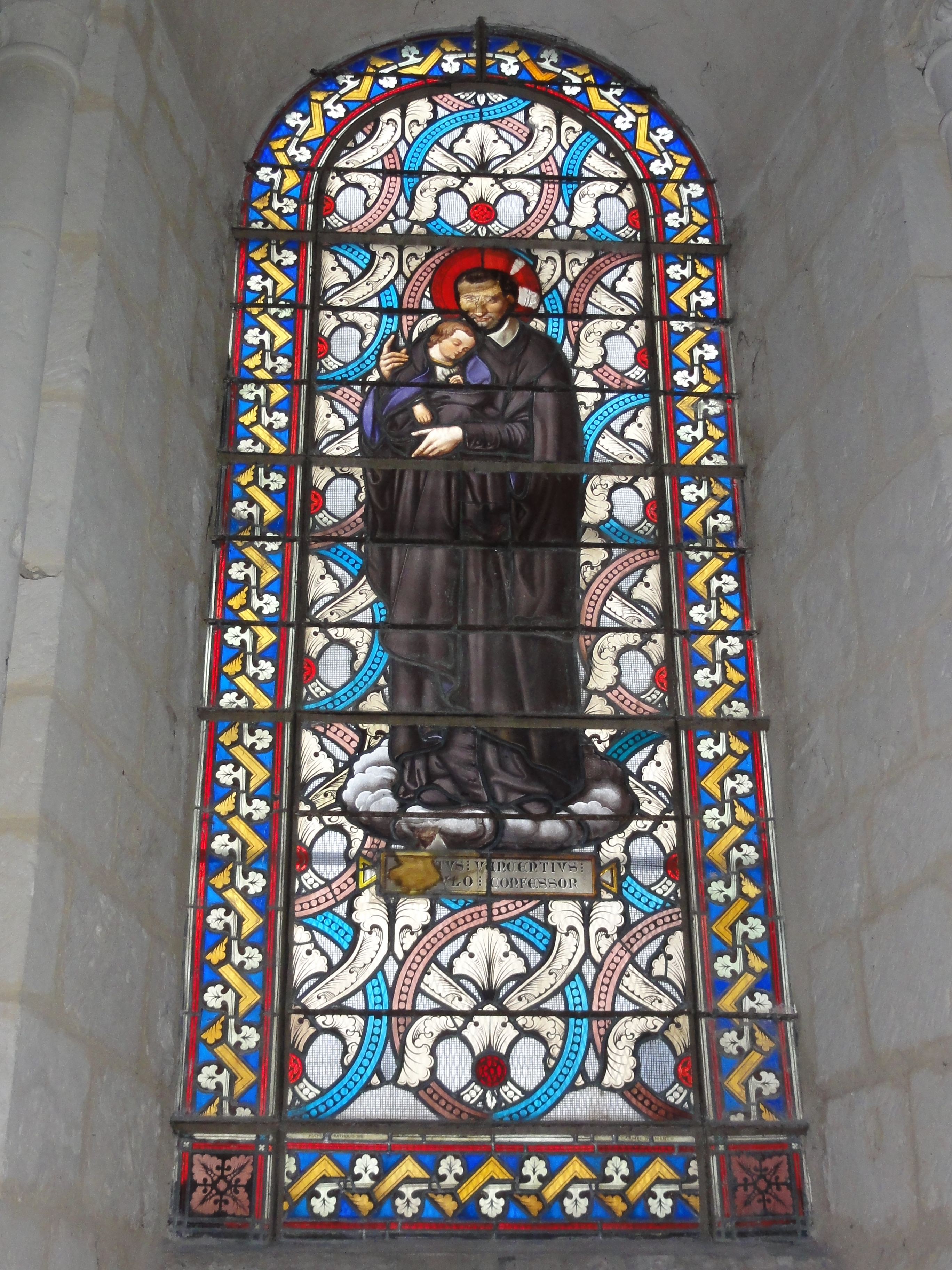
San Vicente de Paul
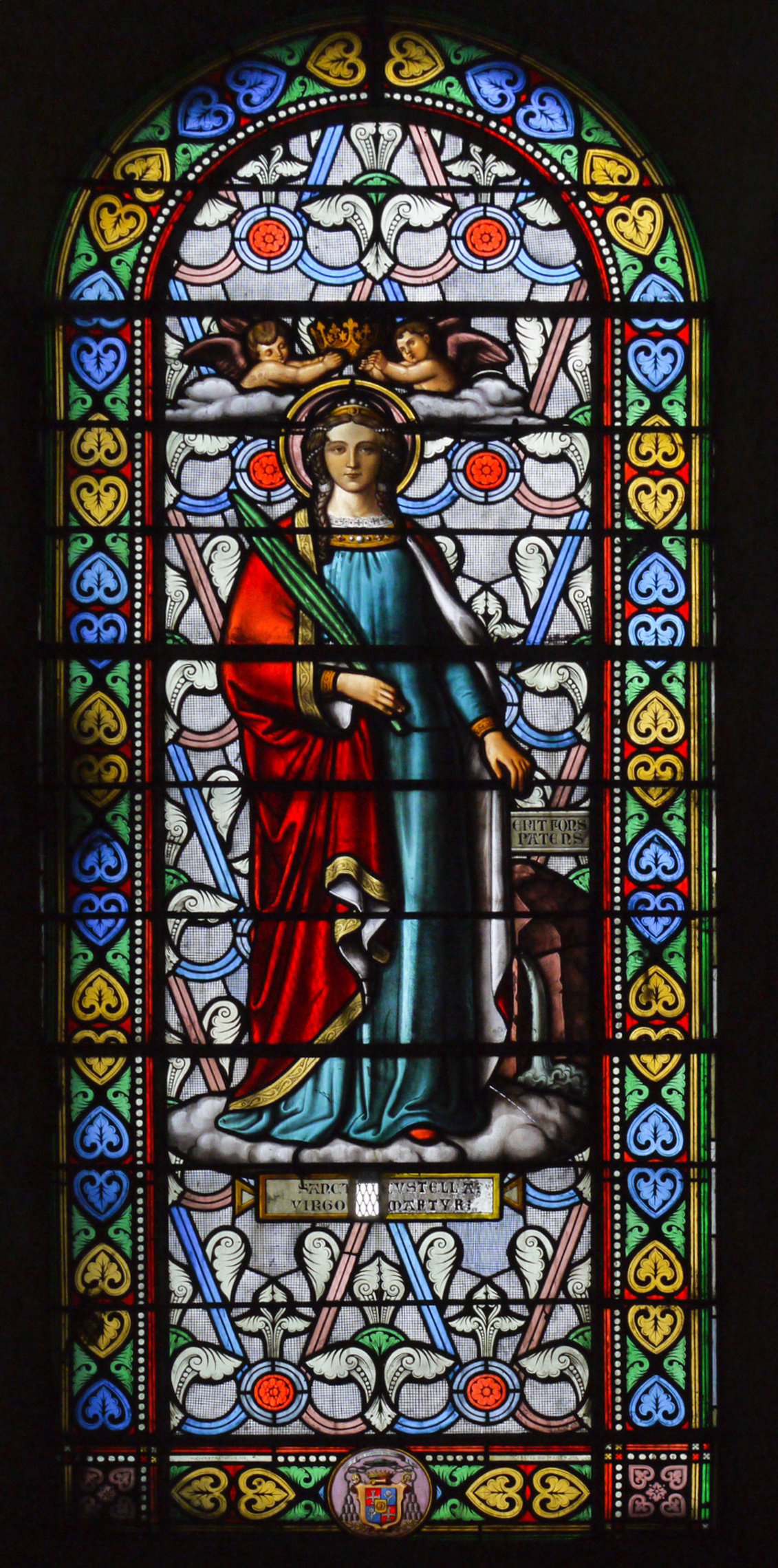
Santa Eustolia
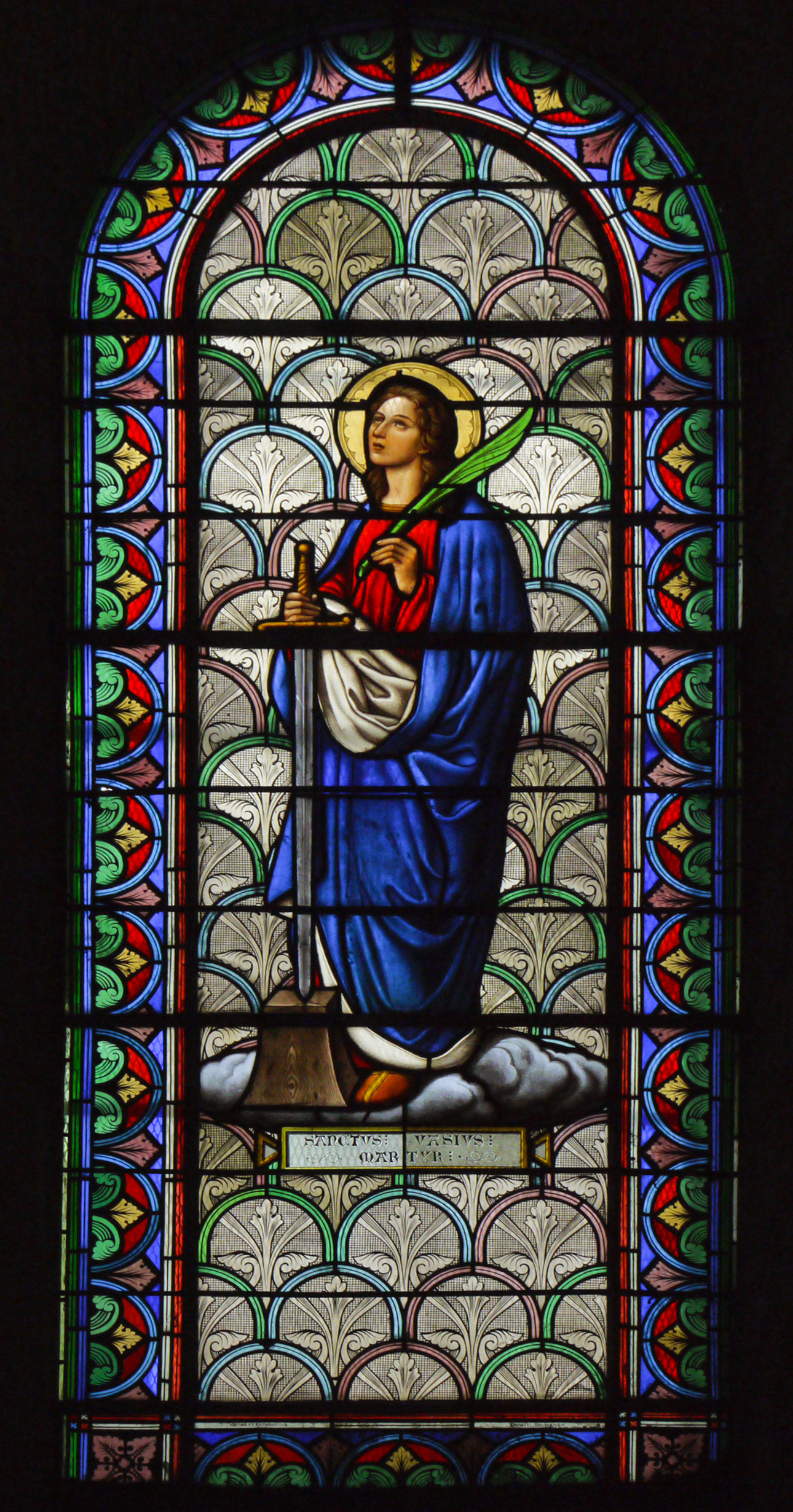
San Vasio de Saintes
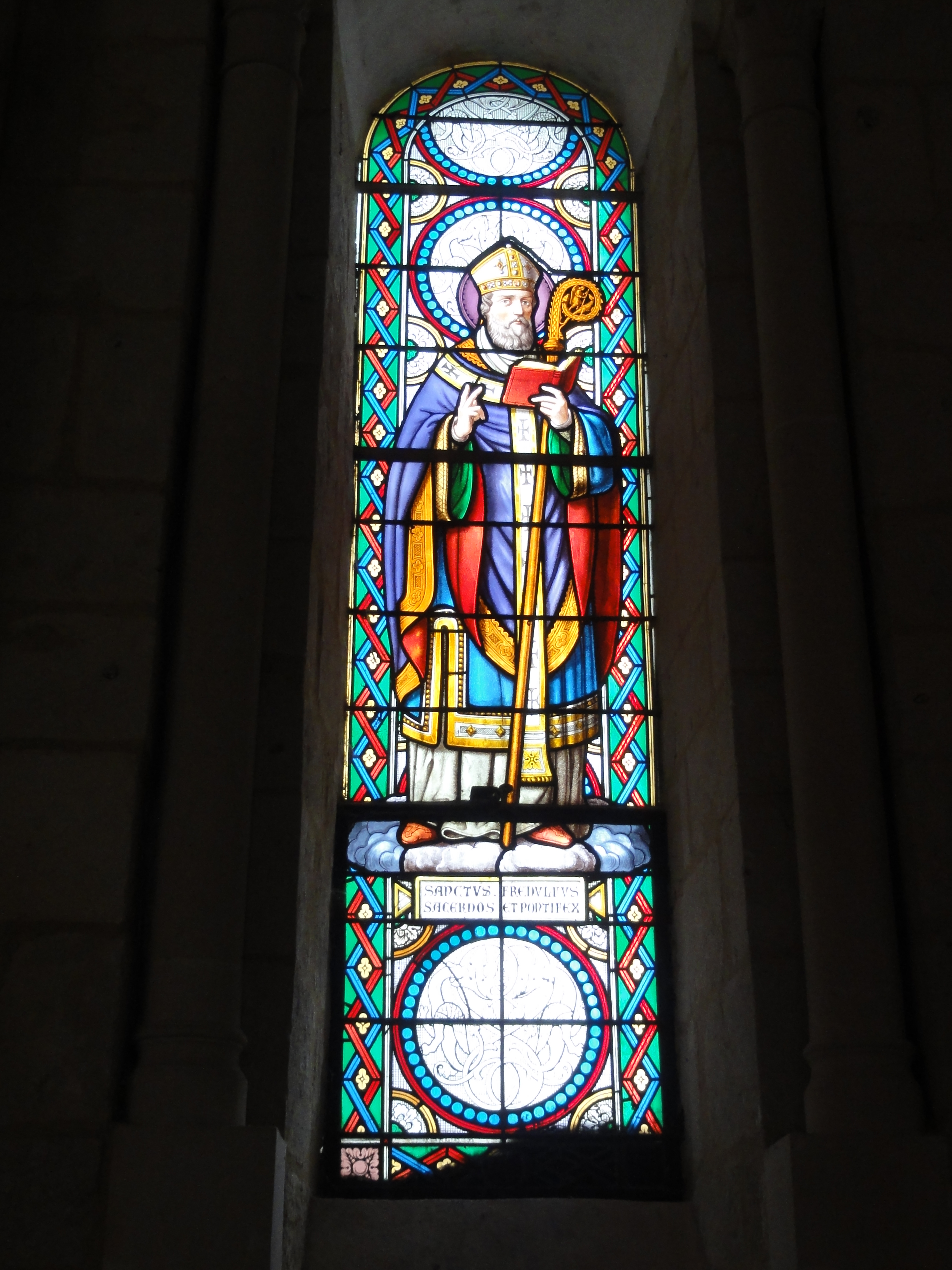
San Fredulfo
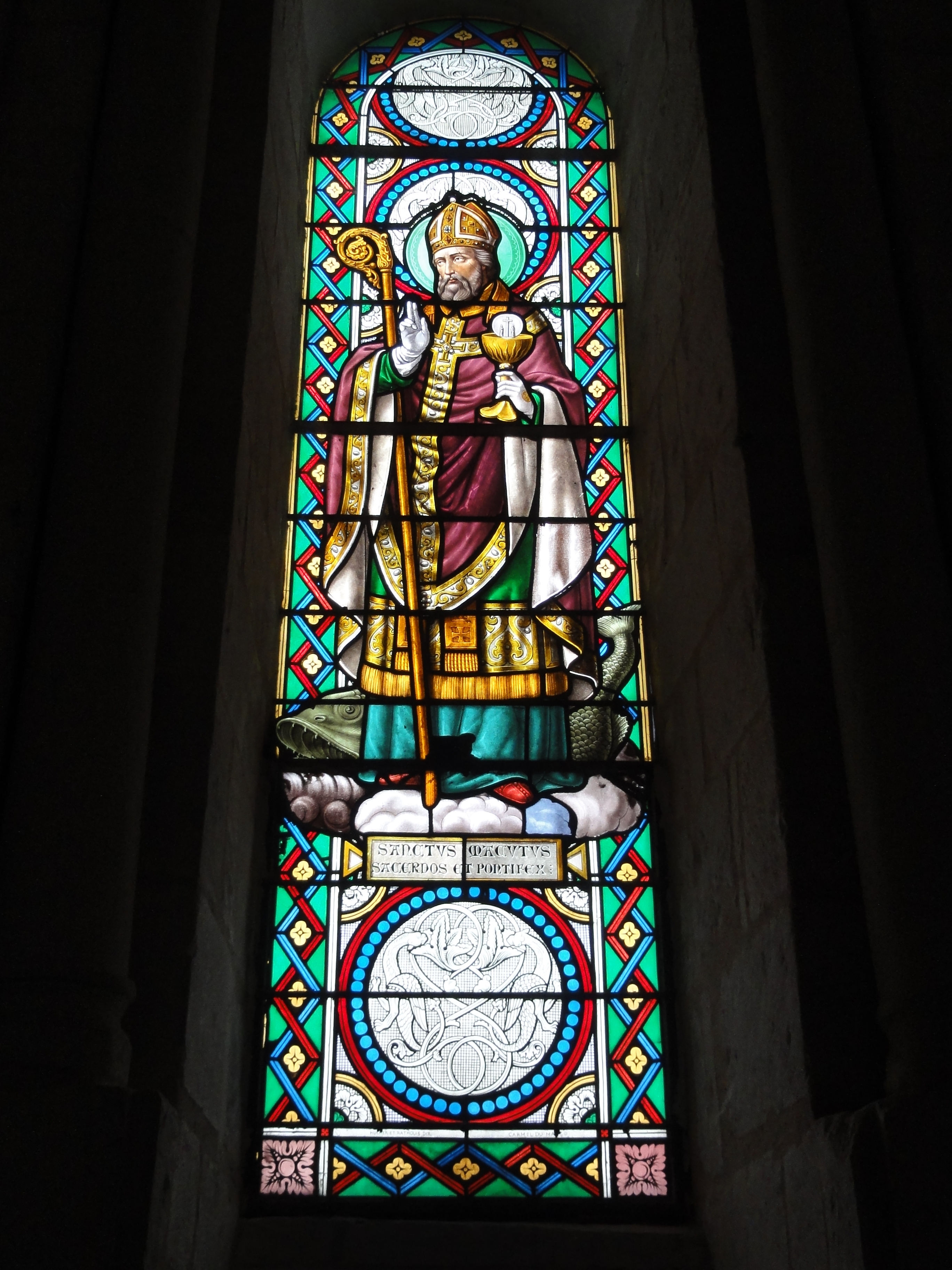
San Marculfo
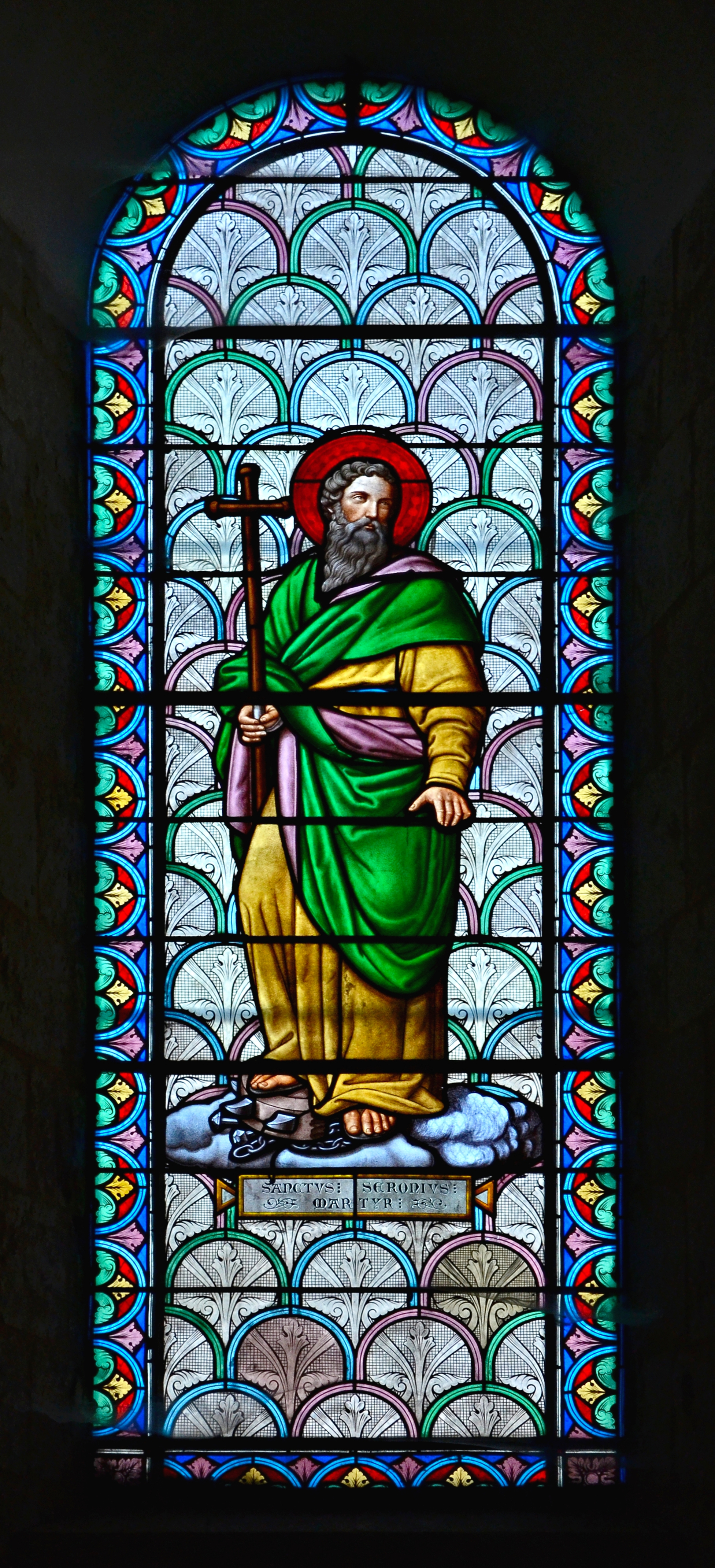
San Seronio
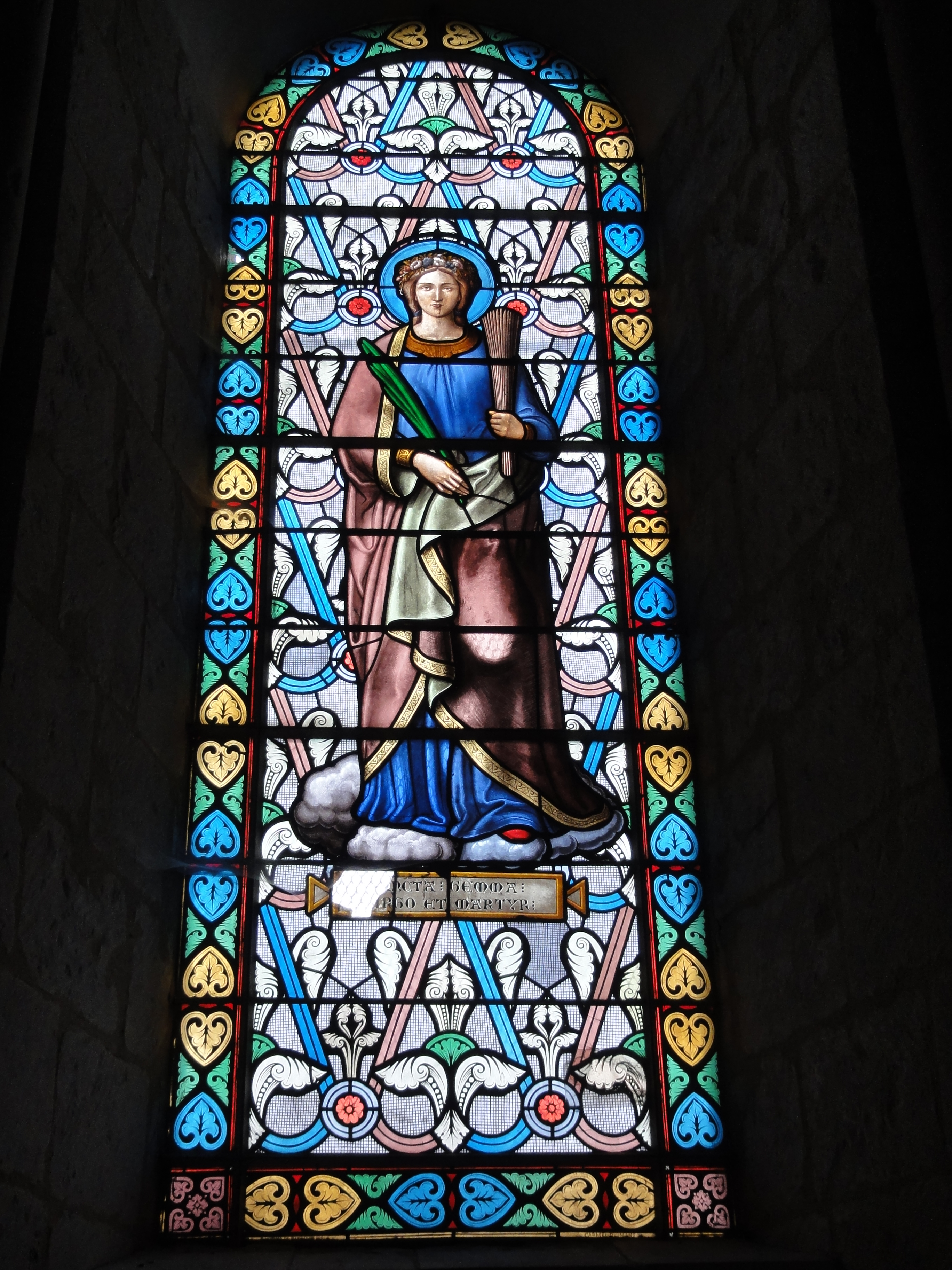
Santa Gemma
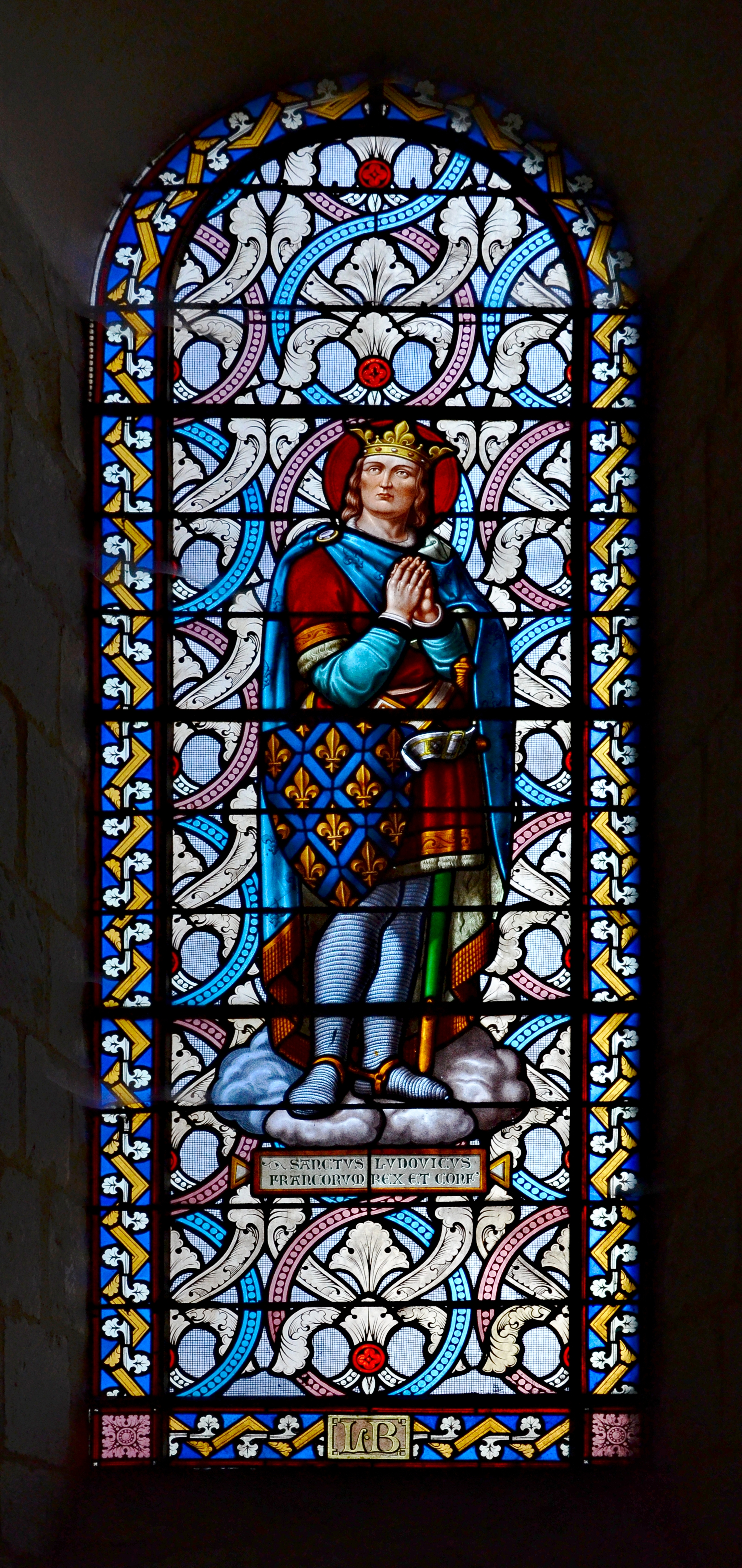
San Luis
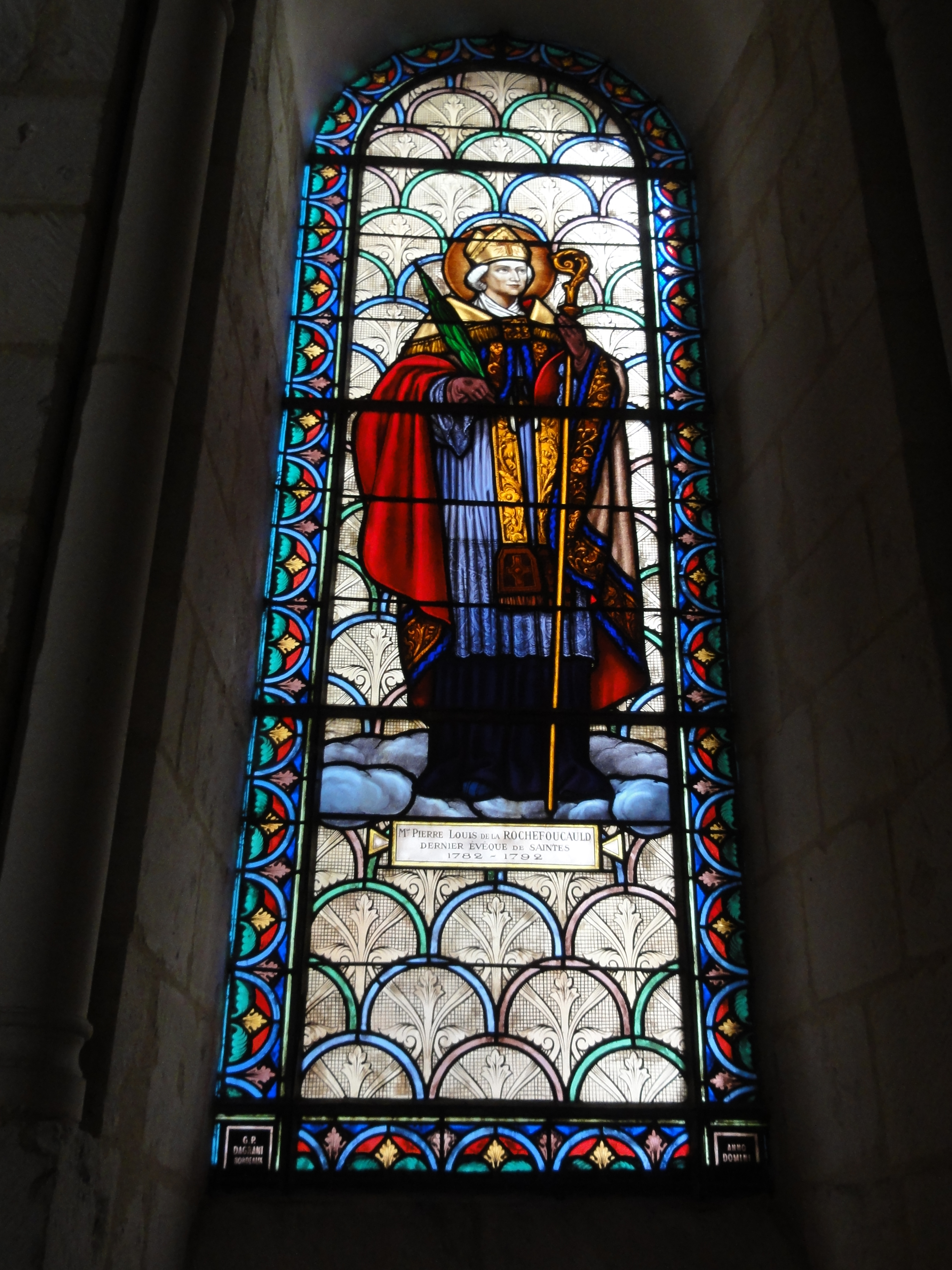
Pierre-Louis de la Rochefoucauld
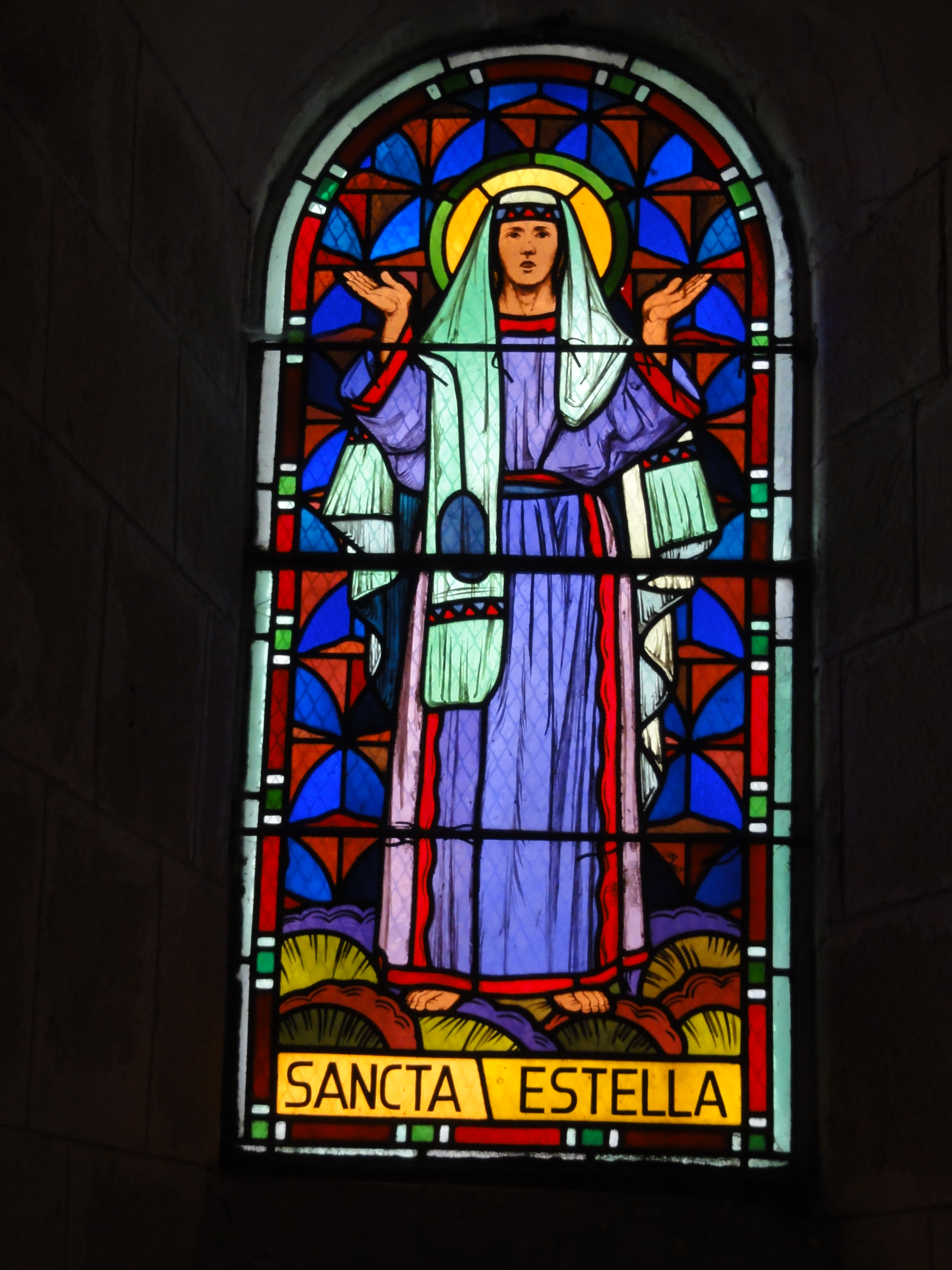
Santa Eustolia de Constantinopla
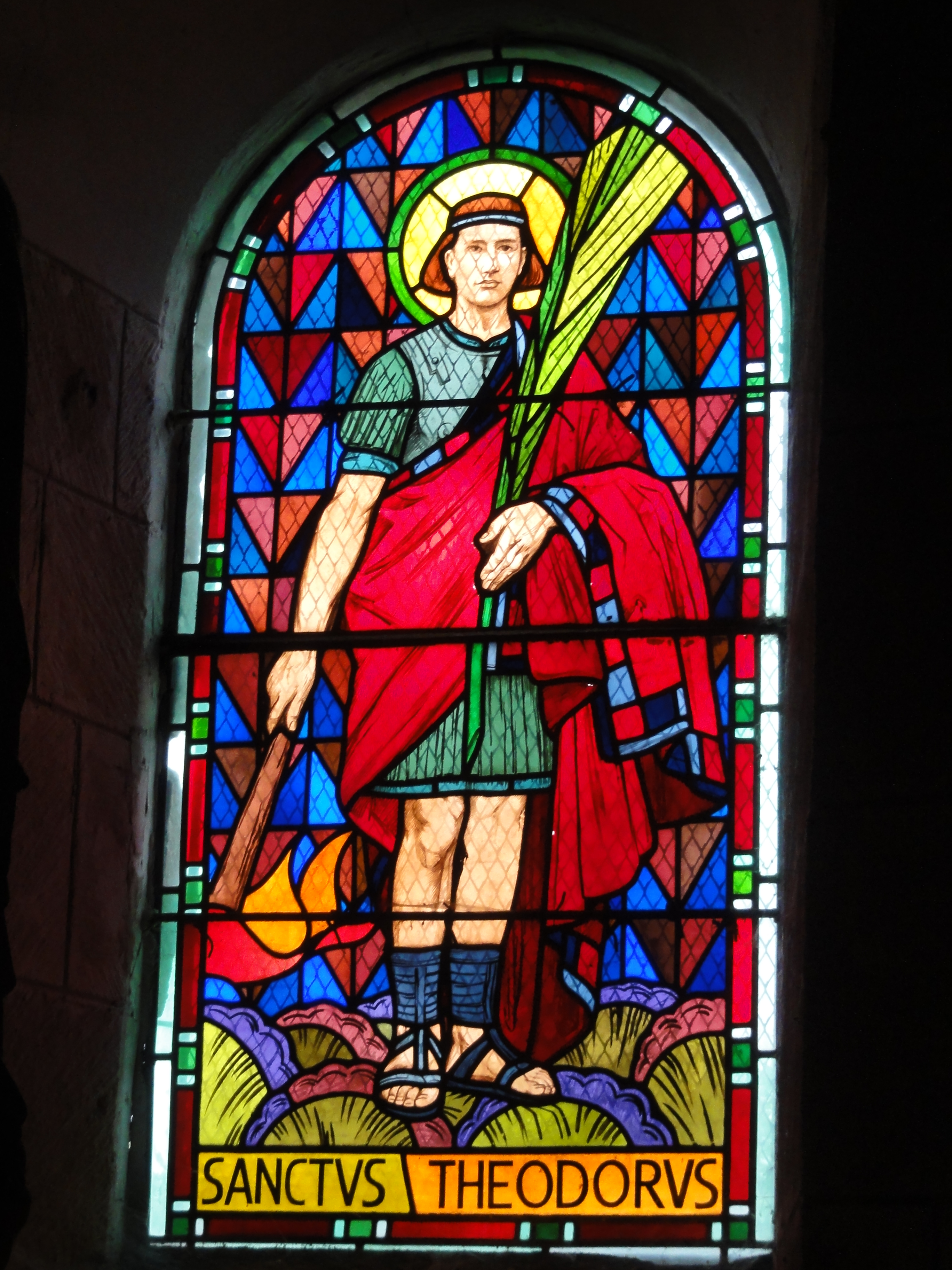
San Teodoro
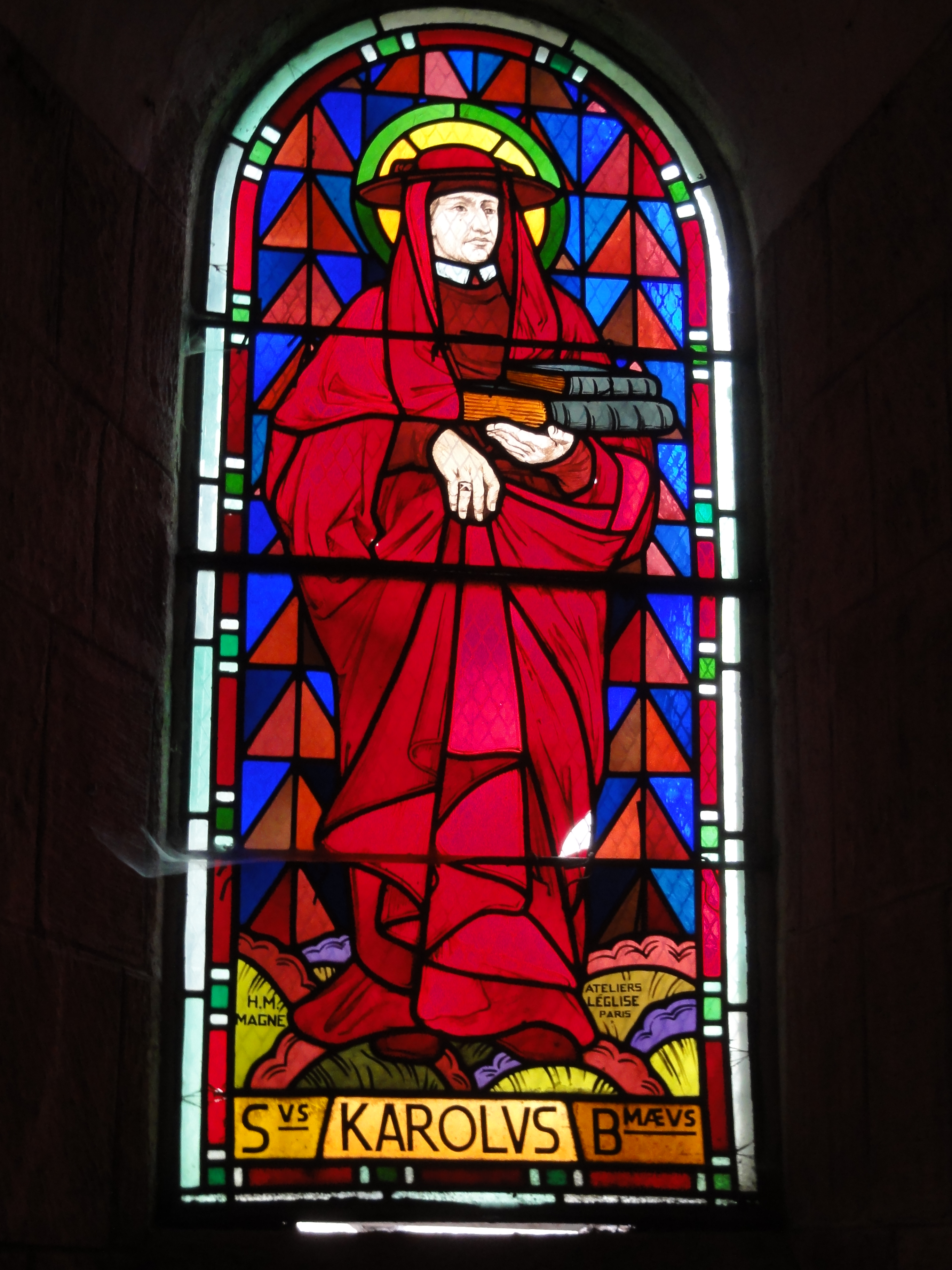
San Carlos Borromeo
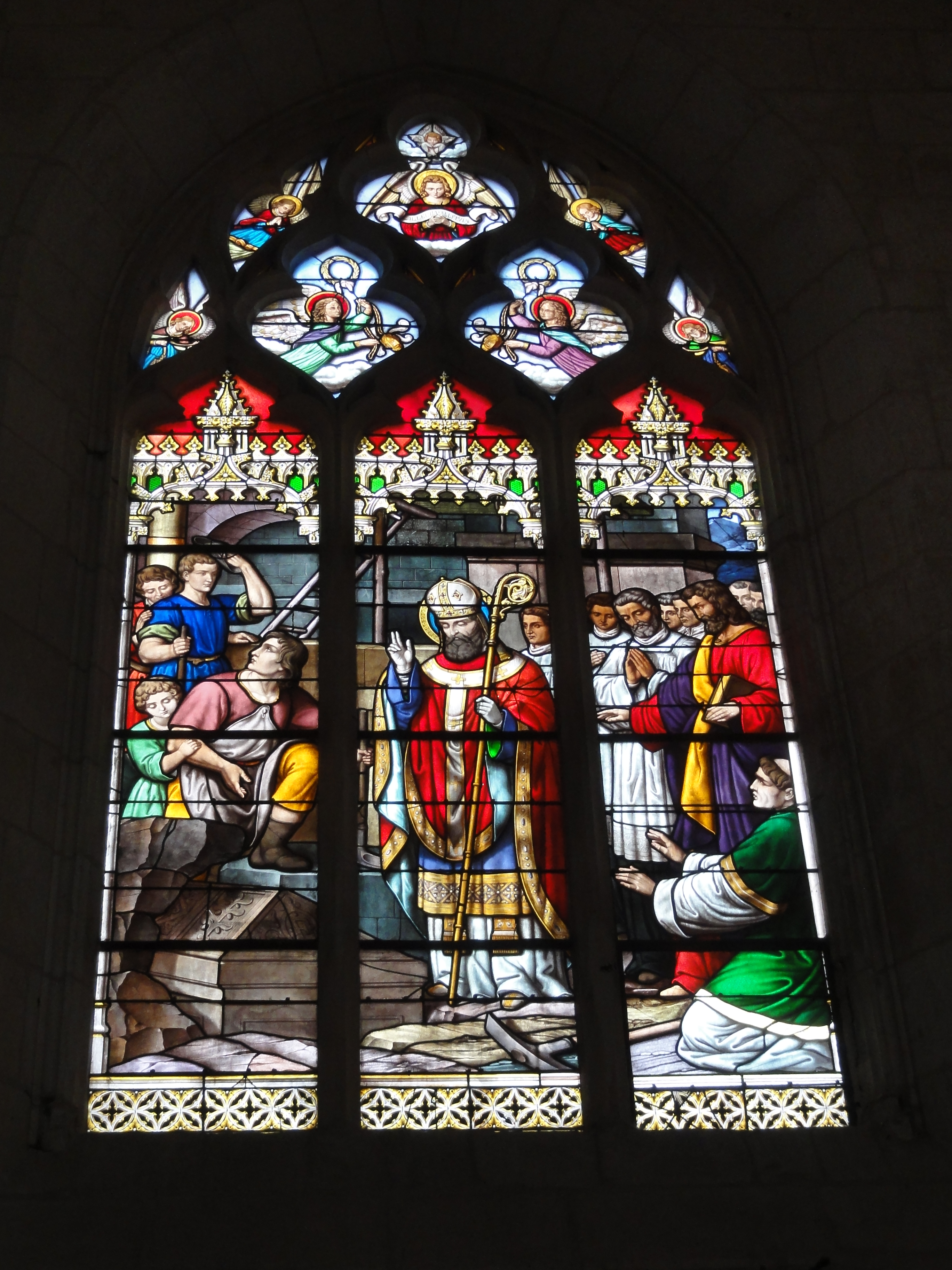
Descubrimient de la tumba de San Eutropio en 1852
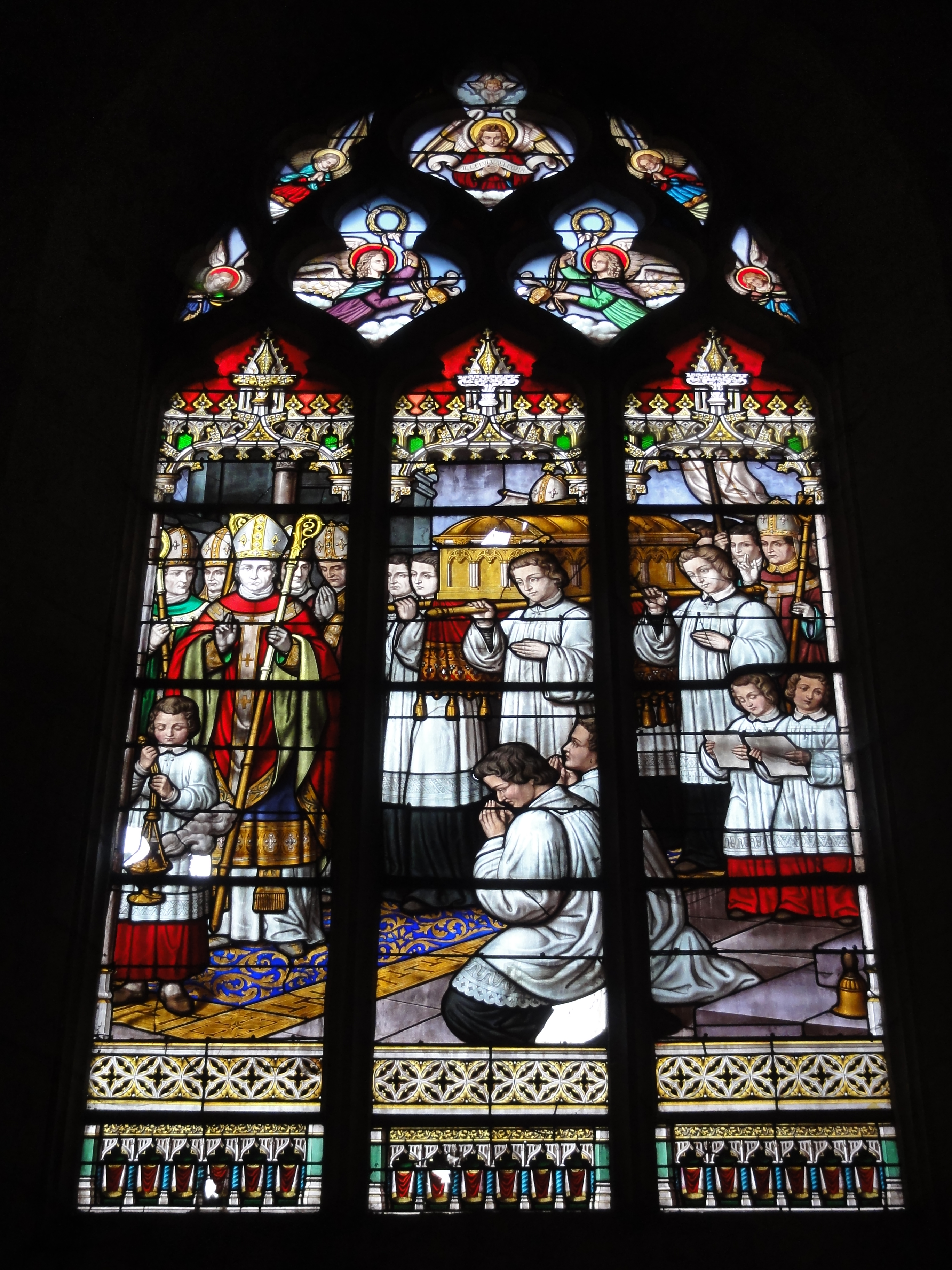
Traslado de las reliquias de San Eutropio de Burdeos a Saintes
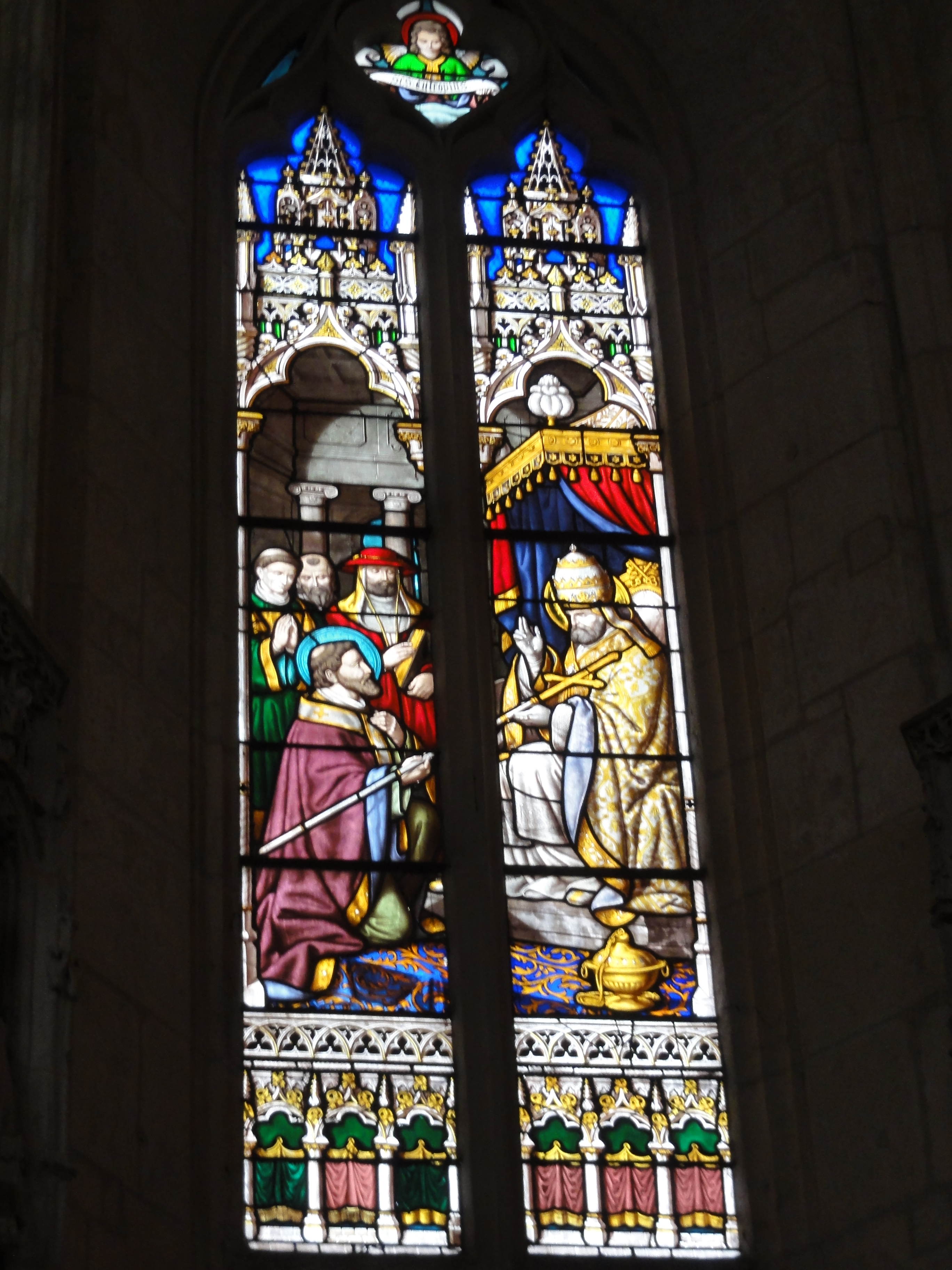
San Eutropio enviado en misión
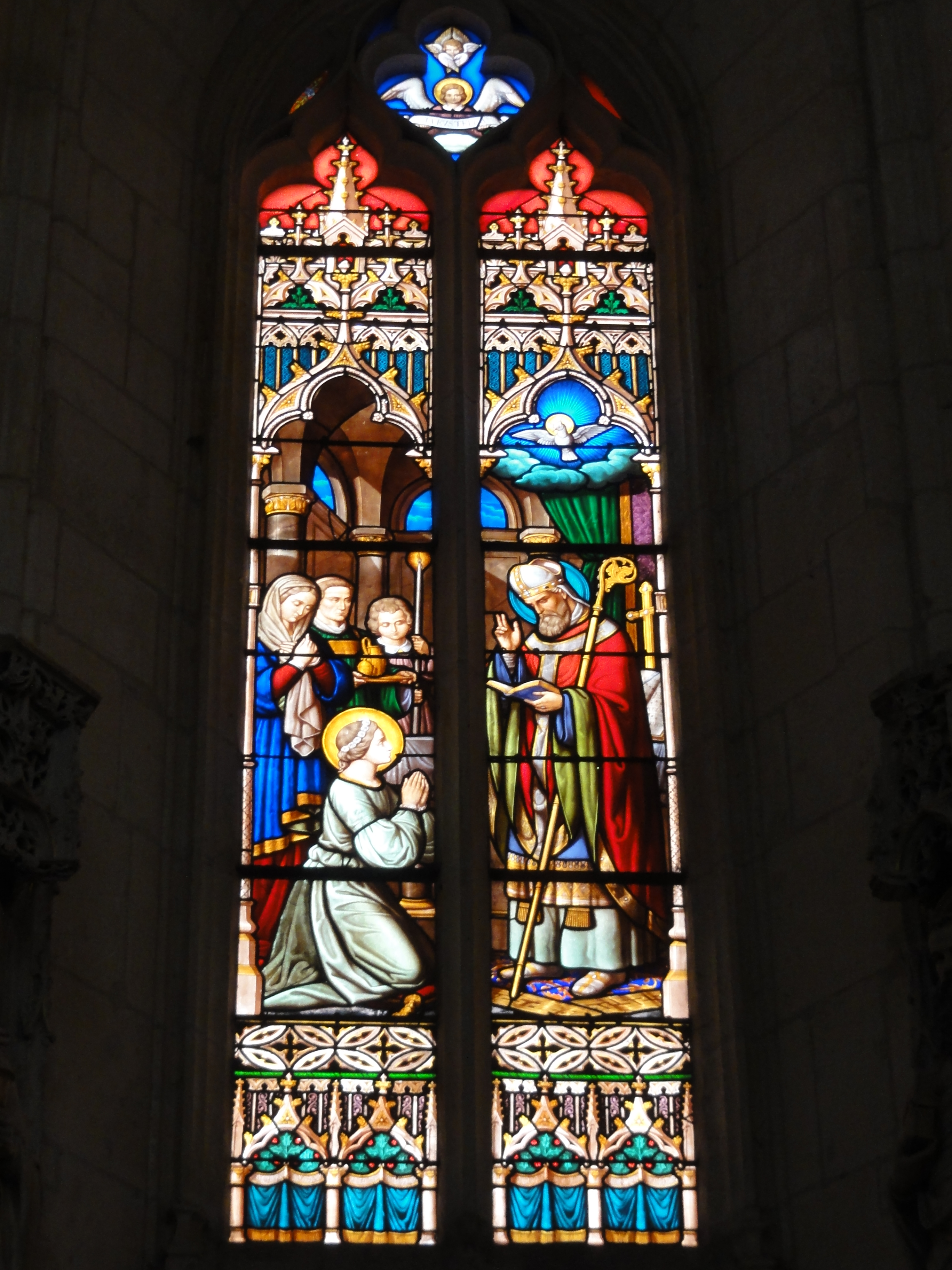
San Eutropio bautizando a Santa Eustolia
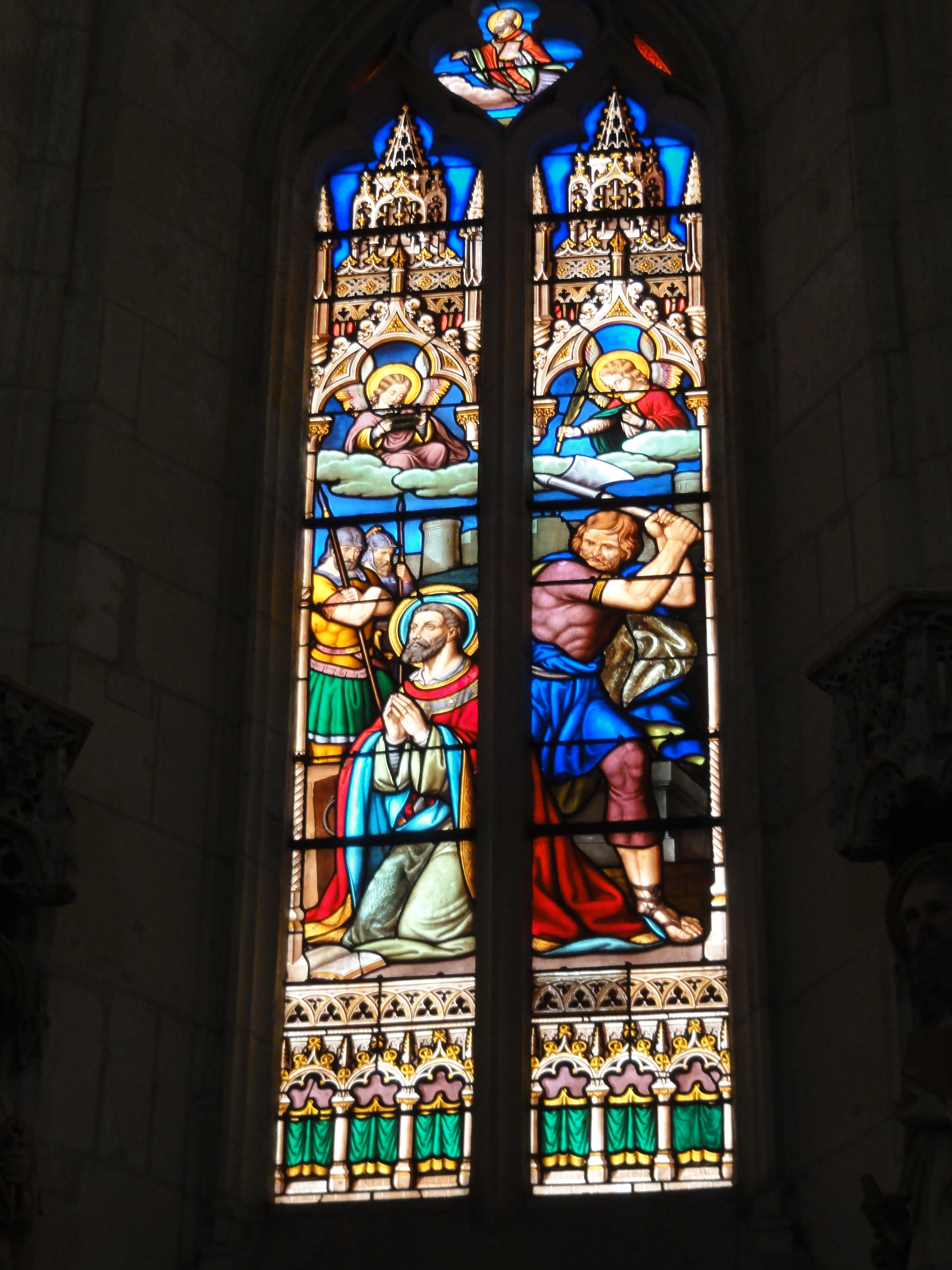
Decapitación y martirio de San Eutropio
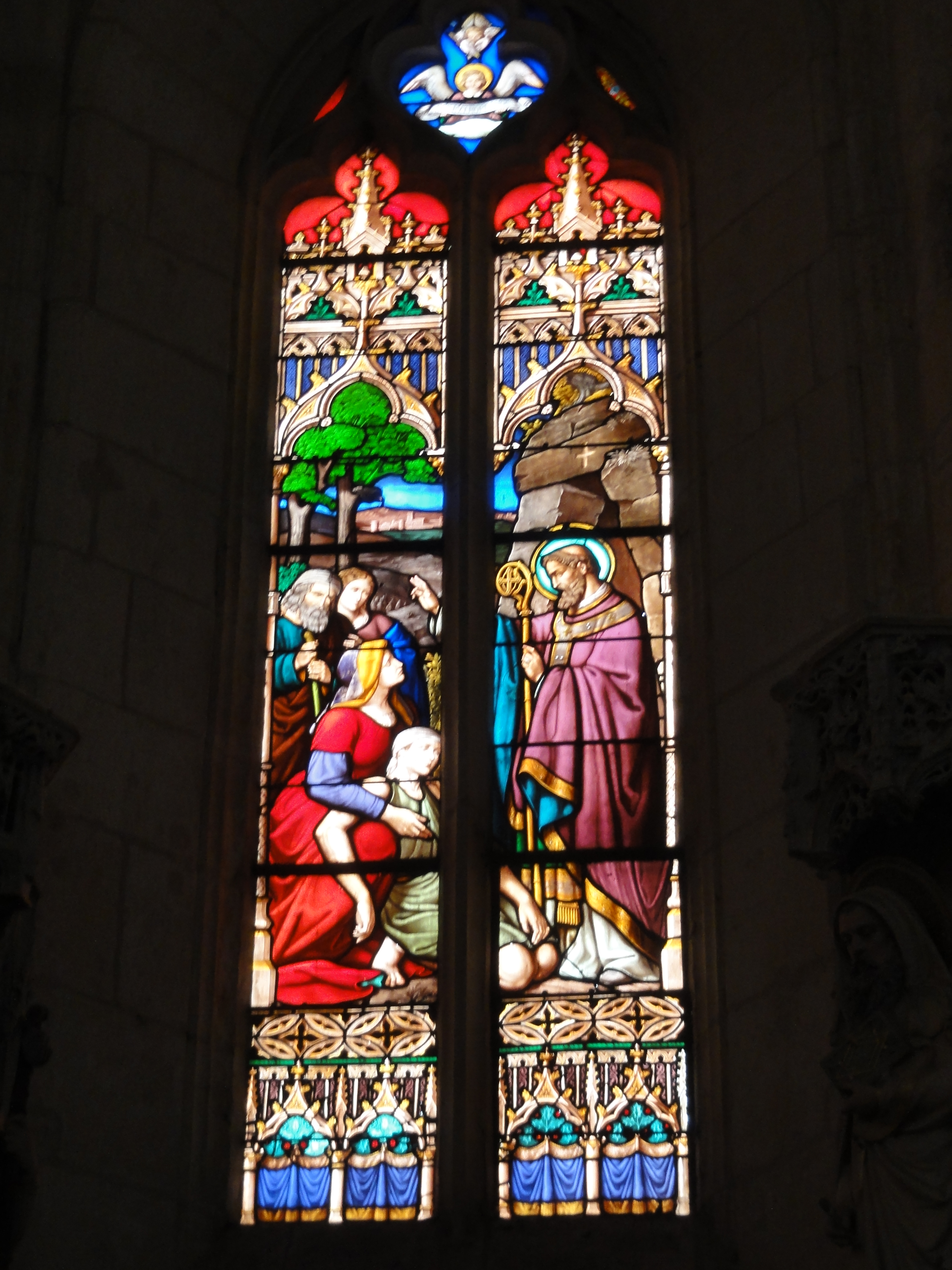
Vida de San Eutropio
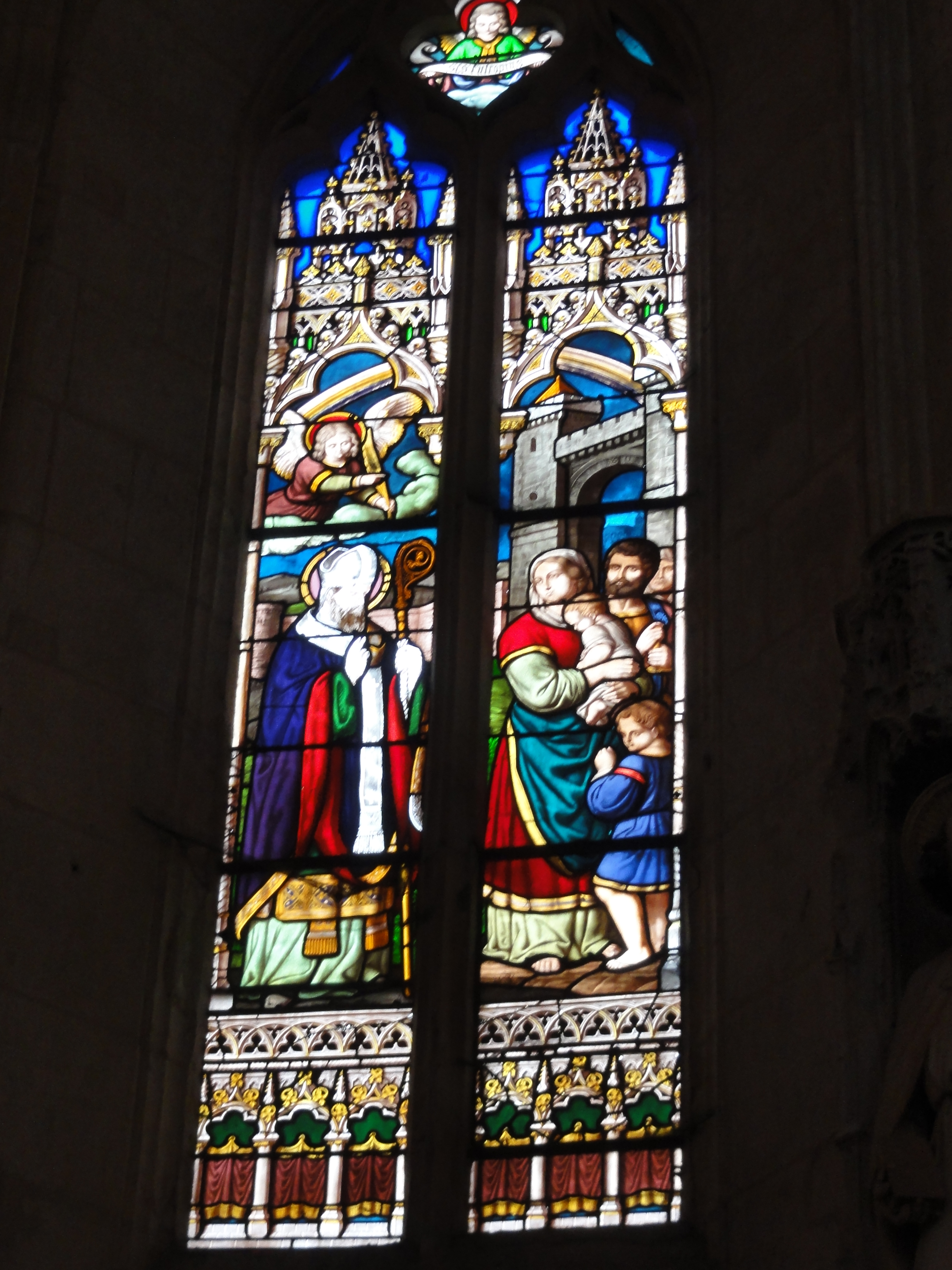
Vida de San Eutropio
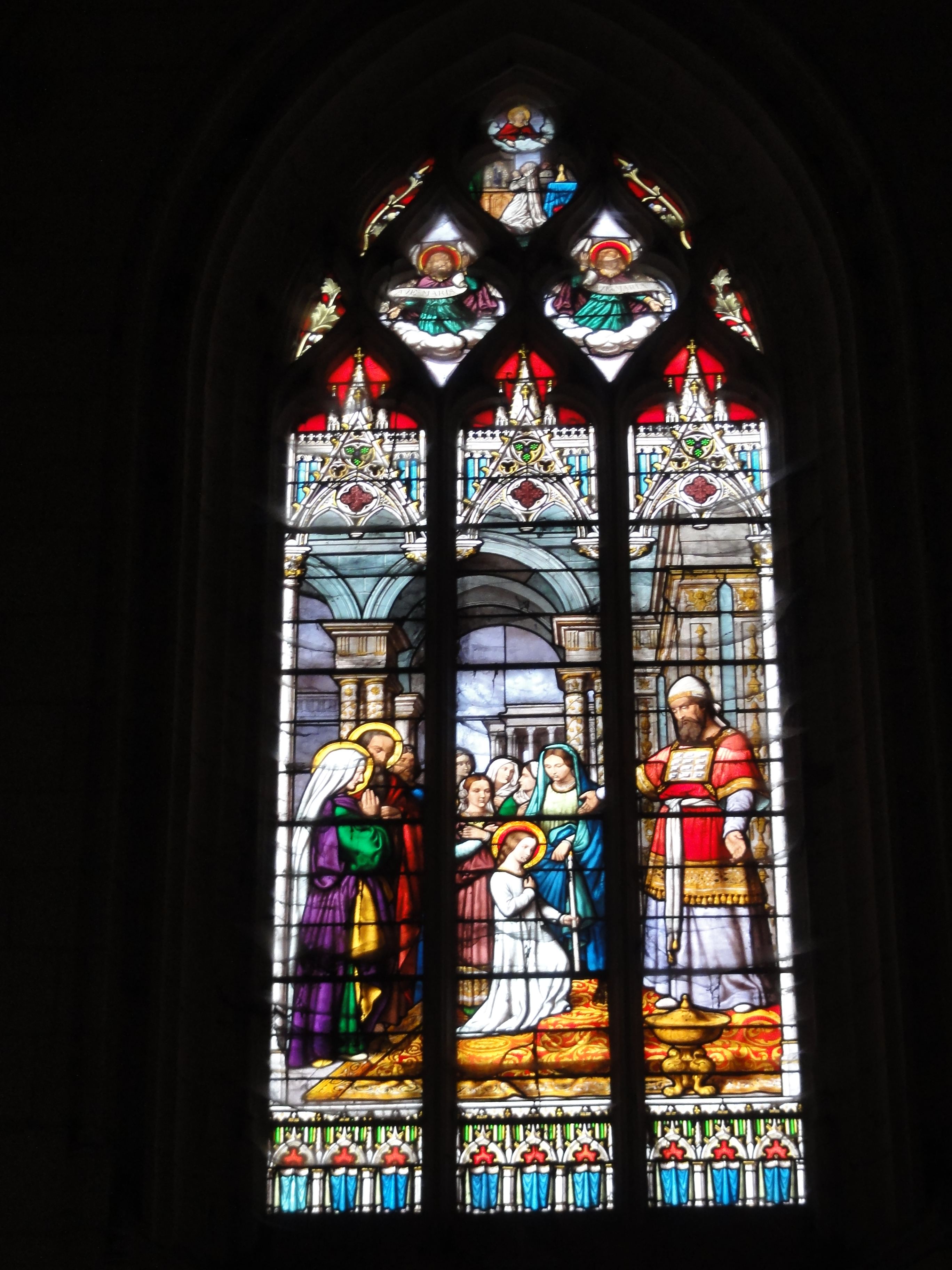
Presentation de Jesús en el Templo, transepto norte
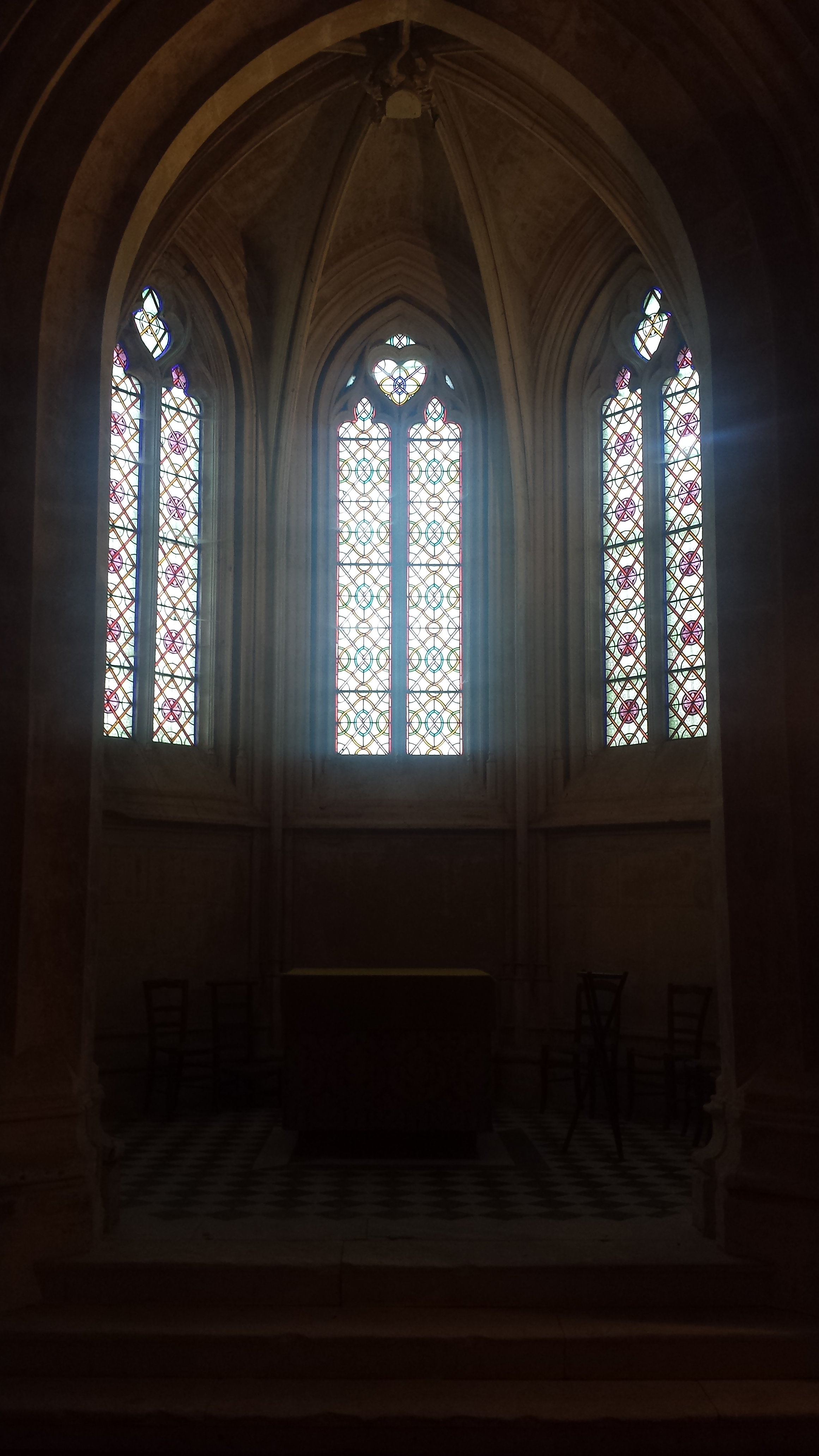
Vidrieras de la capilla gótica
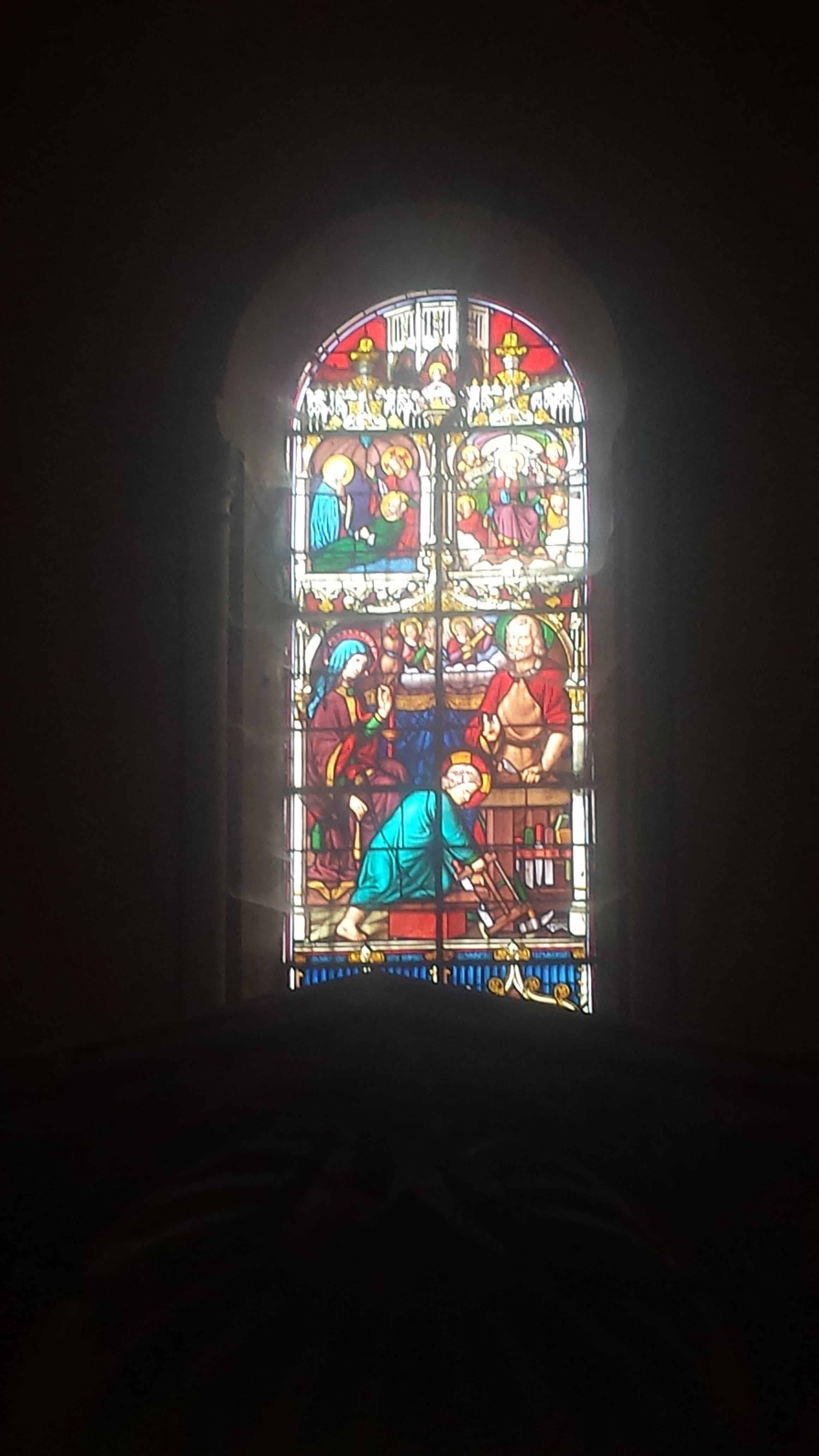
Vidriera de la Sagrada Familia, transepto sur

### La antigua nave
Antes de que se derribara la nave, el edificio original tenía 75 metros de largo (frente a los 42 metros actuales) y 15,60 metros de ancho, como testimonia Claude Masse en su descripción de la basílica que data de principios del siglo XVIII. La nave formaba una nave triple con cuatro amplios vanos. La nave principal tenía bóveda de cañón apuntado contrafuerte por las bóvedas de medio cañón de las naves laterales, principio probado de la arquitectura románica. La bóveda de esta nave principal se sustentaba sobre potentes arcos fajones que caían sobre semicolumnas encajadas, según un principio que se encuentra en el coro. Para muchos especialistas en arquitectura sacra, al frente de la cual estuvo Charles Dangibeaud en el siglo pasado, la nave antigua era una construcción única en Francia por su particular planta. De hecho, este último, cuyo suelo había sido rebajado deliberadamente, incluía una serie de escaleras que permitían la circulación de peregrinos entre la iglesia superior y la iglesia inferior.
El acceso a la nave desde el antepatio se realizaba a través de un primer tramo de escalinatas que daban acceso a una especie de rellano, al mismo nivel que el pavimento de las naves laterales. Una nueva serie de escalones, establecidos en forma de herradura, bordeaba este rellano y permitía el acceso a un camellón que, formando una suave pendiente, se prolongaba por una escalera que se hundía bajo el suelo del crucero, permitiendo el acceso directo a la iglesia baja y al sepulcro. del santo Al mismo tiempo, el rellano formado por las naves laterales se prolongaba con unas escaleras que, a la inversa, daban a la iglesia superior.
Aparte de los planos de Claude Masse y Abbé Briand en el siglo XVIII y de Dupuy en el XIX, nada queda de este dispositivo único, ya que el emplazamiento de la antigua nave se rellenó con escombros para convertirla en un lugar, luego un estacionamiento. Sólo un tramo de muro, atravesado por un vano semicircular enmarcado por columnillas y que conserva una columna encajada con un capitel bastante tosco, da testimonio de esta parte del edificio.
Las descripciones de Abbé Briand, publicadas a principios del siglo XIX, dan una idea de la antigua fachada. Este último, característico del arte románico de Saintonge, estaba compuesto por tres registros horizontales.
La planta baja incluía un portal central flanqueado por dos arcadas ciegas, disposición común en la arquitectura religiosa de la región. En el siguiente nivel, una arcada central albergaba una estatua ecuestre de la que no se sabe nada más. Finalmente, un hastial coronaba el conjunto. Dos faroles flanqueaban las esquinas de la fachada. Un dibujo de Isaac Goguet, platero protestante, fechado en 1780, muestra la antigua fachada de la iglesia. Este dibujo se conserva en la Mediateca Michel-Crépeau de La Rochelle y aparece en una biografía de Isaac Goguet, publicada en agosto de 2013 por Croît vive.

La fachada neorrománica actual es un logro del arquitecto Prévôt. Data de 1831.

La antigua nave
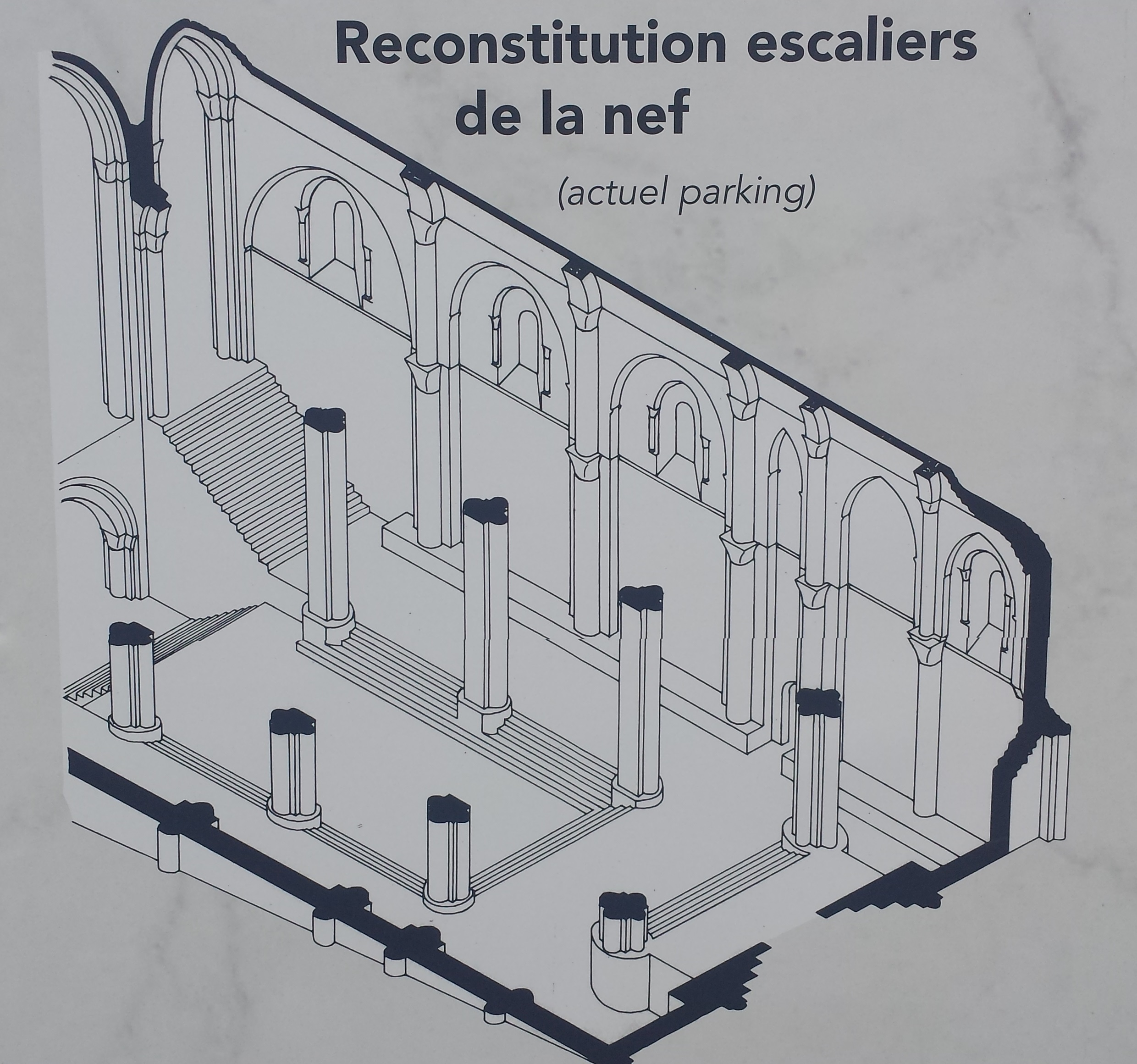
Plano de la antigua nave de San Eutropio con su juego de escalinatas
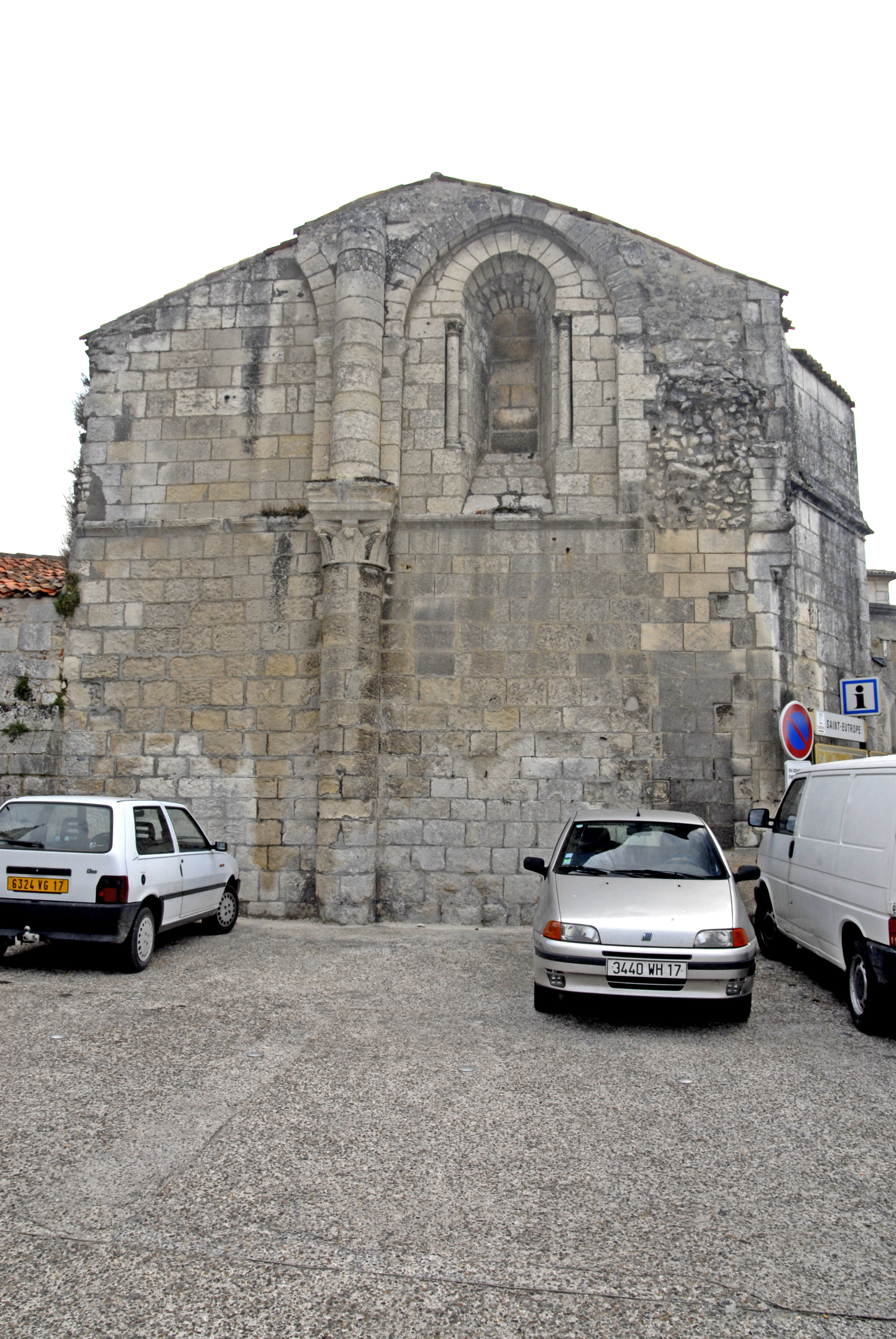
Vestigios de la antigua nave
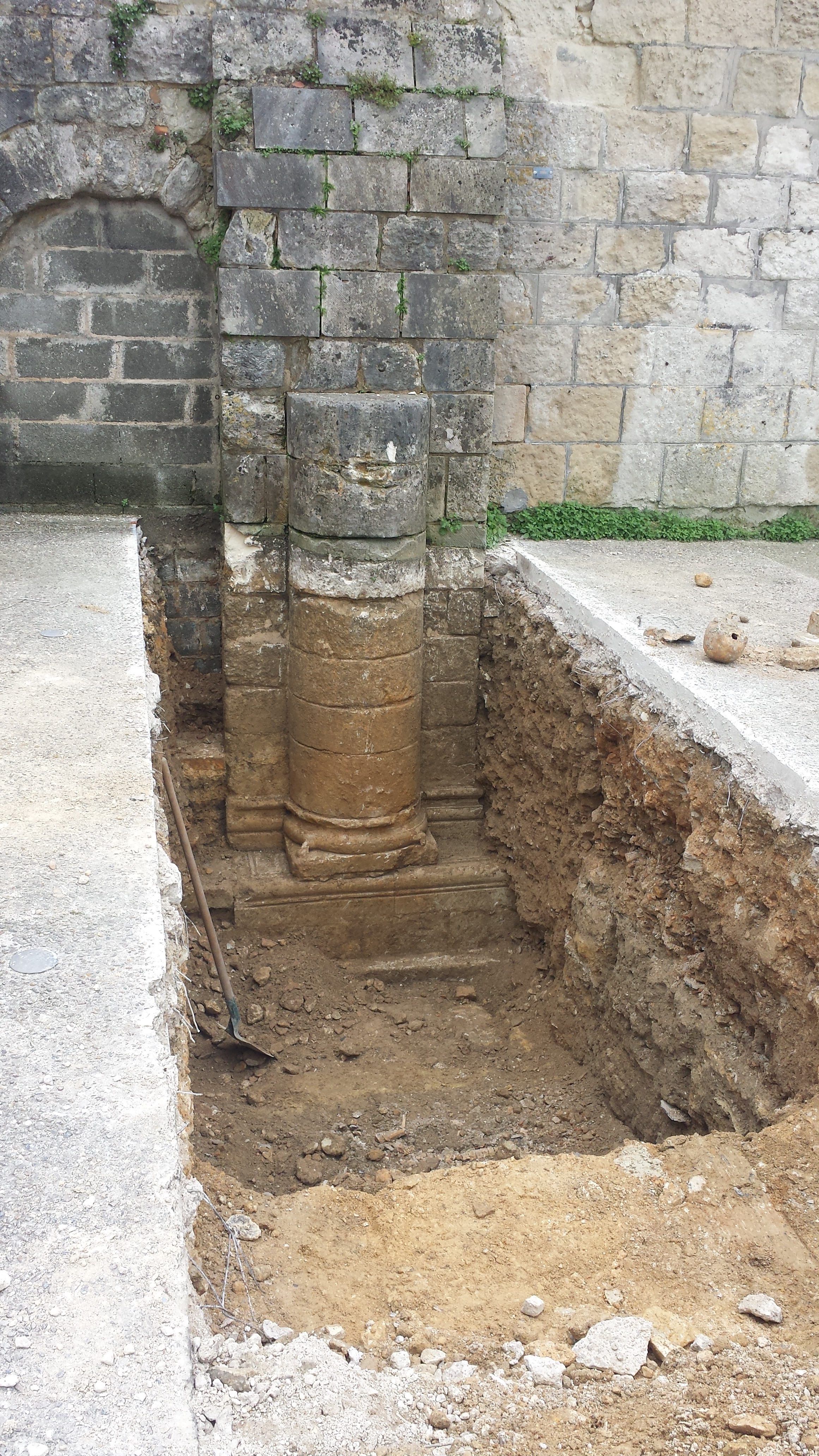
Columna de cimientos del lado meridional de la antigua nave de San Eutropio y acceso al antiguo claustro del priorado
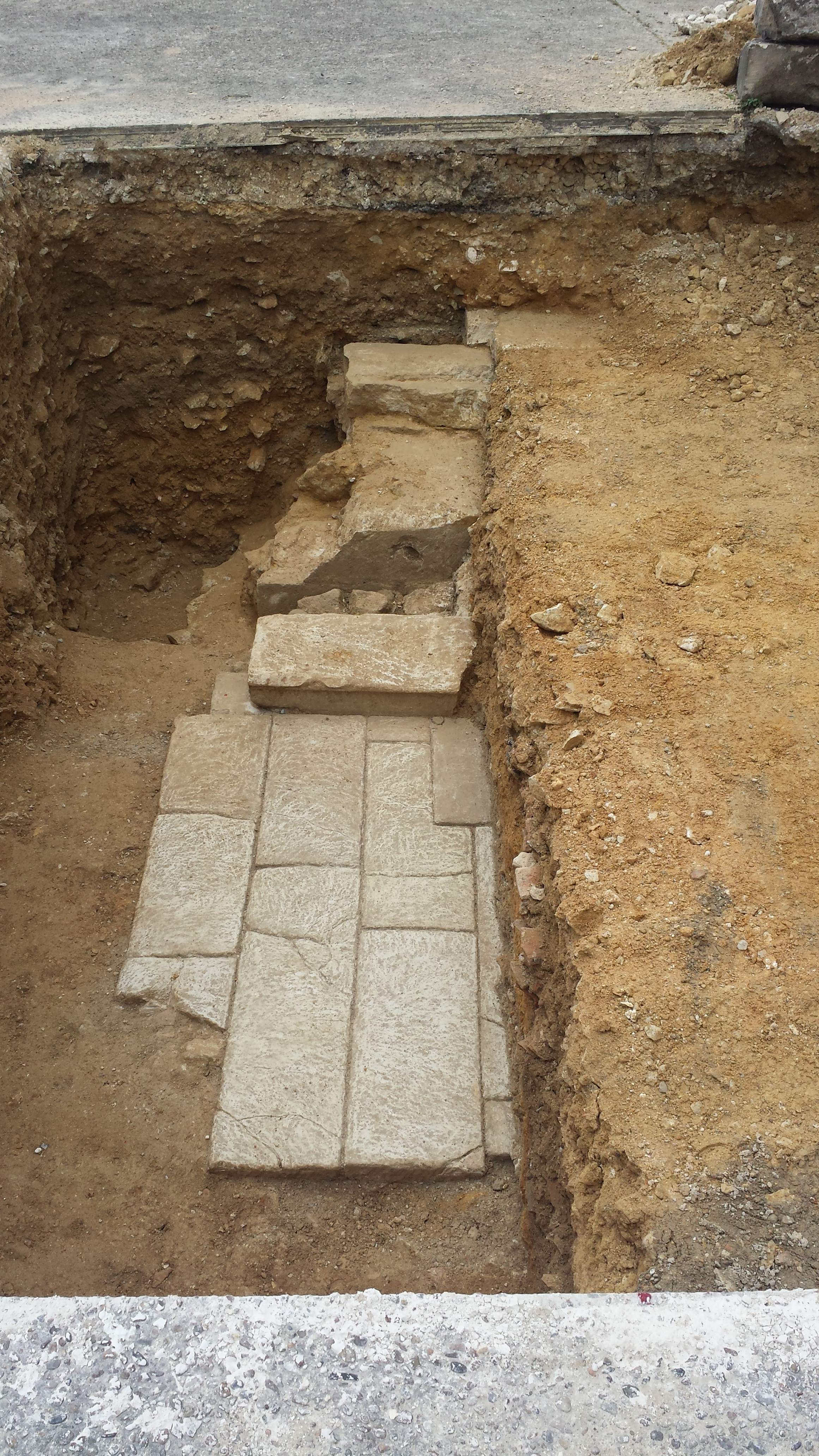
Restos de cimientos del lado septentrional de la antigua nave de San Eutropio.
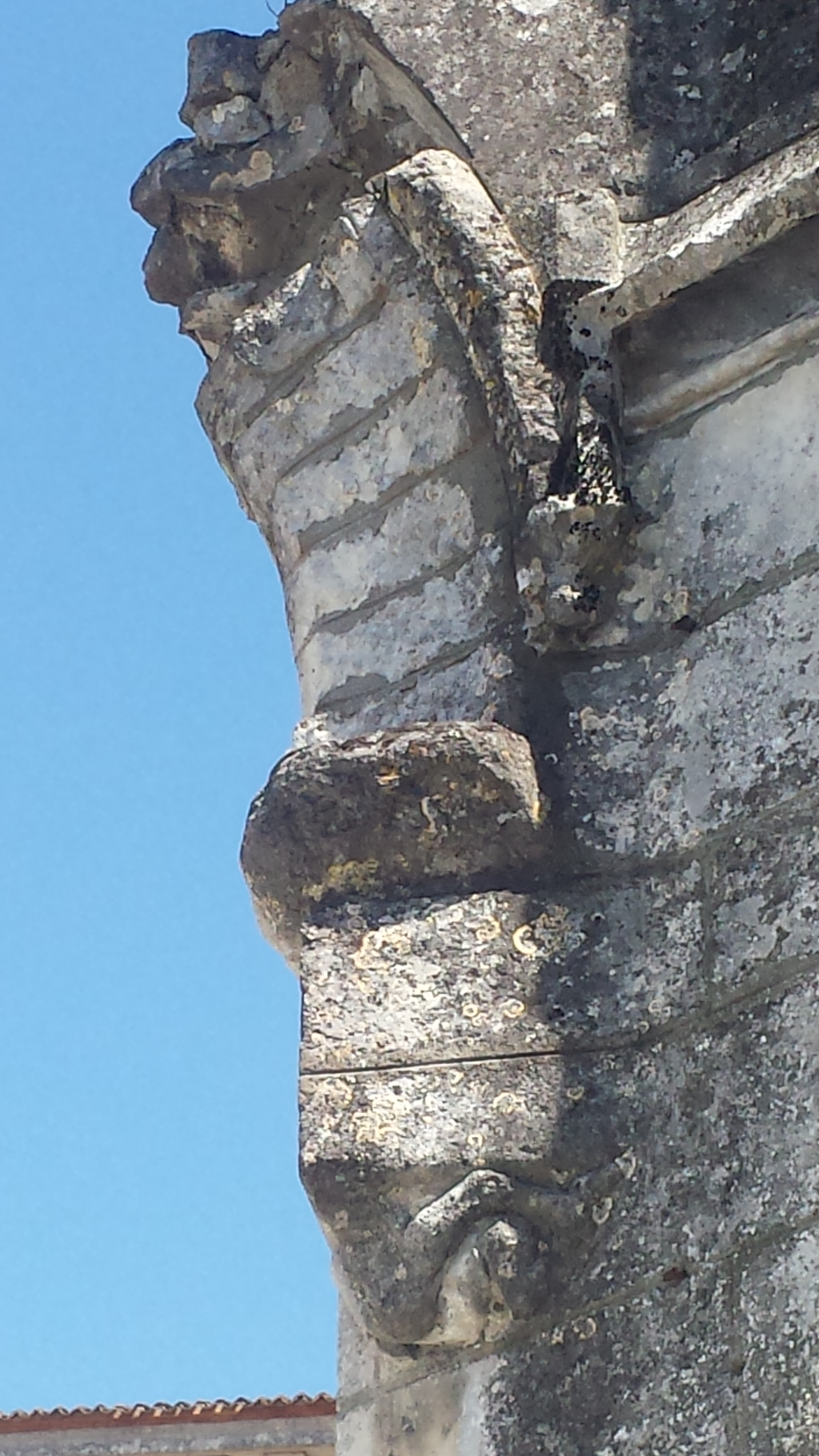
Restos de la antigua fachada de San Eutropio
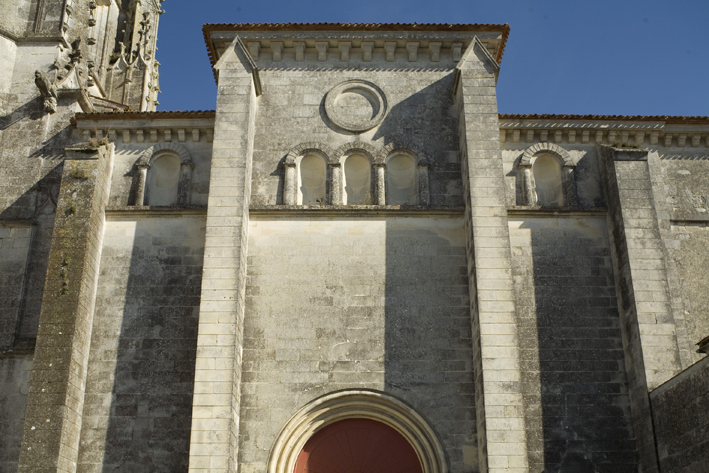
Nueva fachada neorrománica

## Las campanas
El campanario alberga un repique de 4 campanas.
- Eutrope-Margarita (abejorro): C # 3 - 1.995 kg, fundido en 1886 por Georges Bollée, fundador en Orleans
- María Magdalena: F # 3 - aproximadamente 670 kilos, fundido en 1863 por Elie Deyres, fundador en Burdeos
- Eutropía: Sol 3 - aproximadamente 550 kilos, fundido en 1834 por Victor Gouyot
- Eutrope-Eustelle: Los 3 - aproximadamente 390 kilos, fundidos en 1832 por Roudier, fundador en Burdeos

Eutrope-Marguerite es la campana más pesada del departamento de Charente-Maritime. Esto se debe a que fue diseñado y fundido en un dibujo muy pesado, es decir que el espesor de su bronce es particularmente importante. Este zumbido da la misma nota que el zumbido de la catedral de La Rochelle.
Solo tres campanas en el departamento de Charente-Maritime dan una nota más baja (un Do 3): el zumbido de la catedral de Saintes, el zumbido de la iglesia de Saint-Sauveur en La Rochelle, la campana del gran reloj de La Rochelle.

## El antiguo priorato
Cerca de la basílica, en la rue Saint-Eutrope, todavía se observan algunos escasos vestigios del antiguo priorato. Los edificios actuales datan de finales del siglo XVIII y le sucedió a un conjunto conventual que había caído en desuso. Aunque todavía quedaban al menos dos claustros en 1698, todos los edificios del convento fueron posteriormente destruidos y sustituidos por un edificio principal clásico. Este último conserva una capilla, ahora transformada en la actualidad en sala de conciertos.

## Otros elementos catalogados

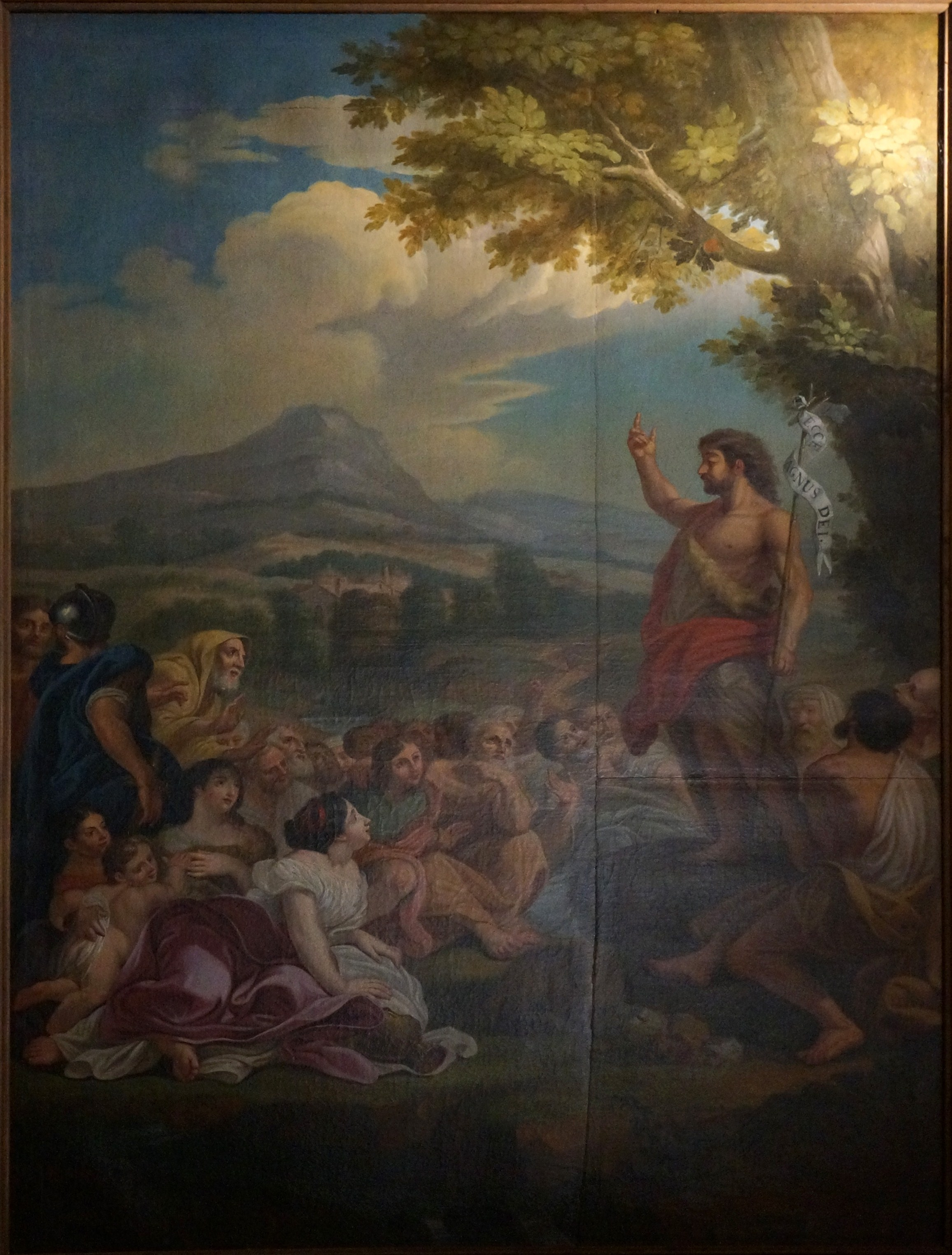
La Predicación de San Juan Bautista, obra del XVIII.
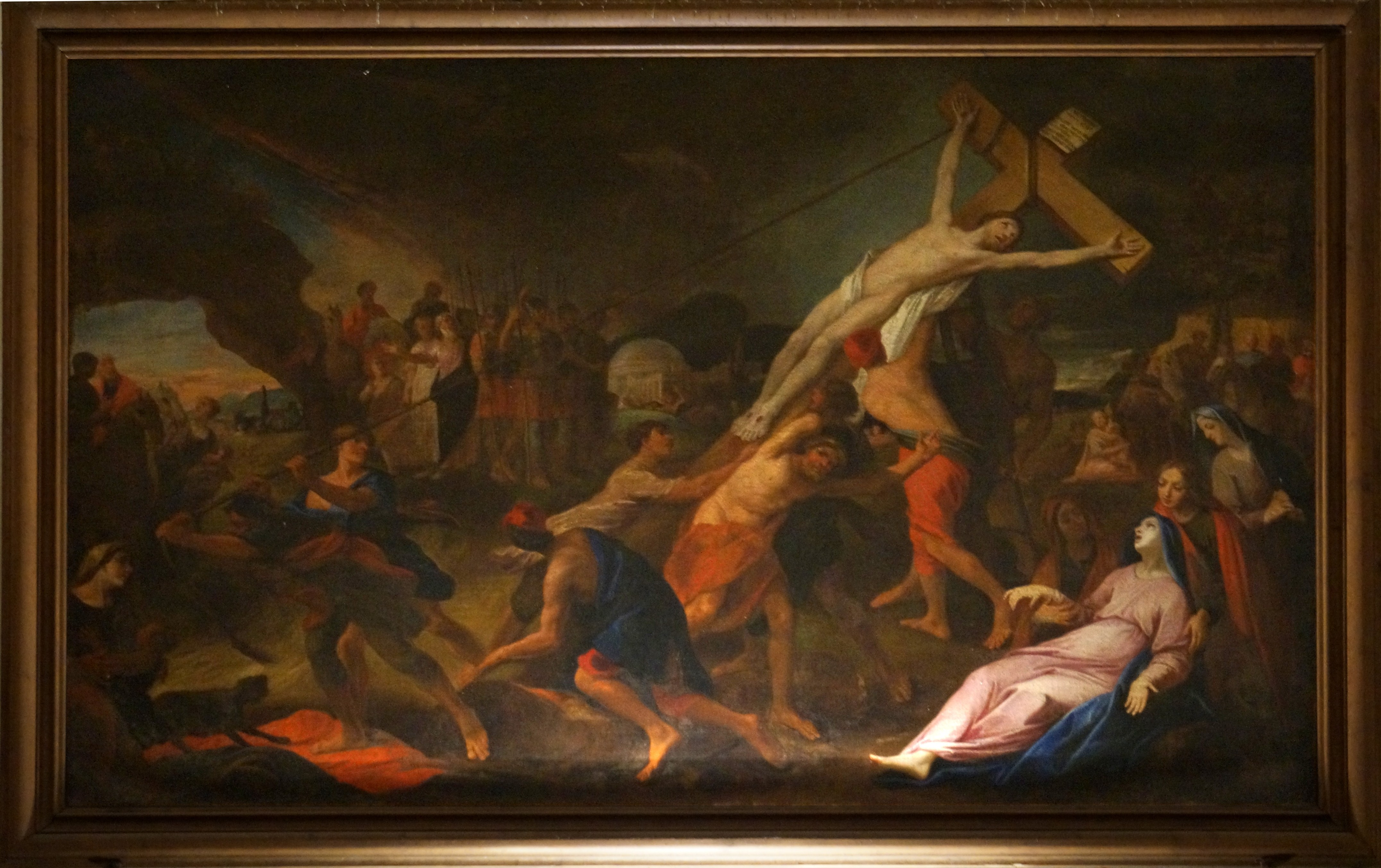
Alzamiento de la Cruz del siglo XVII.
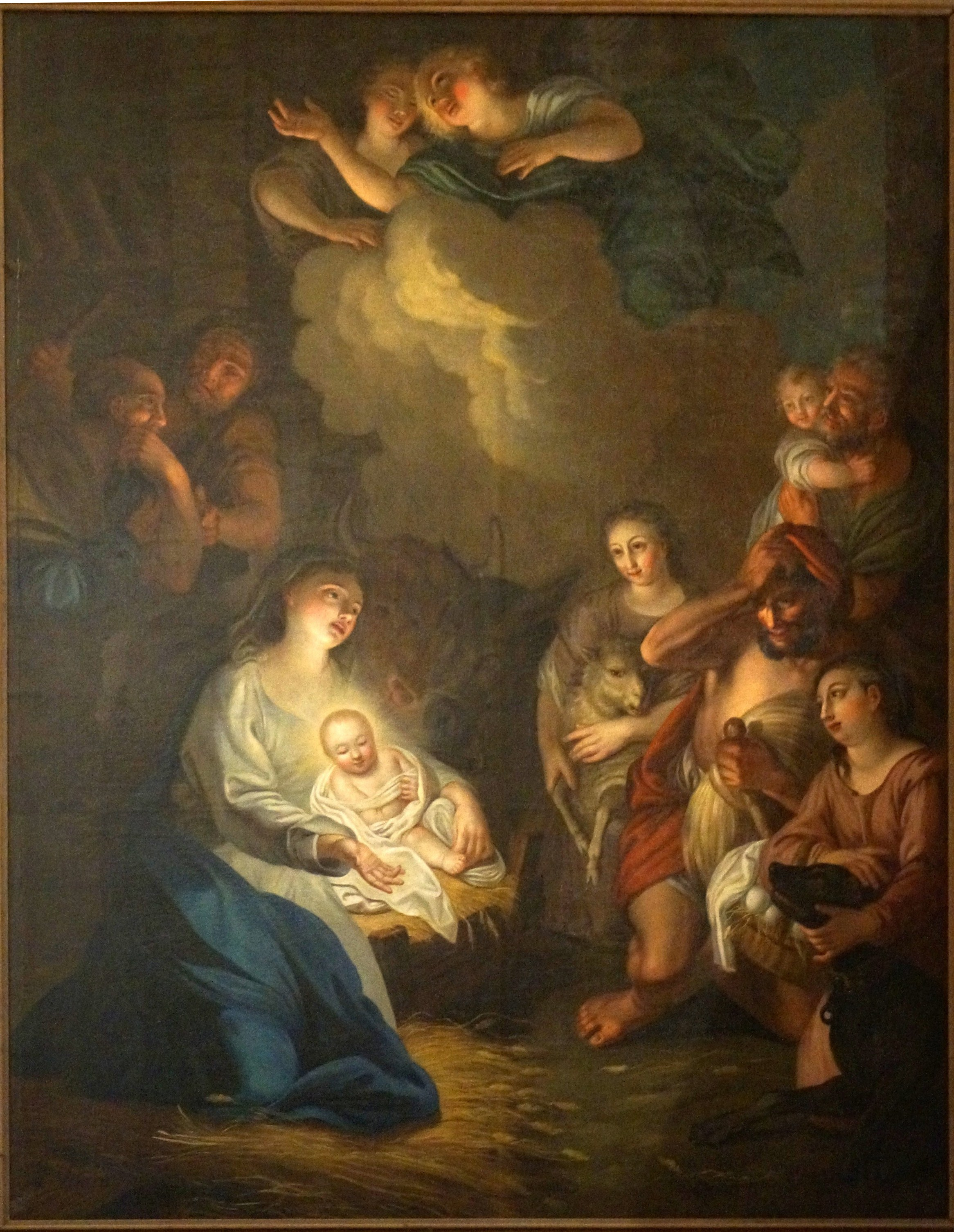
Adoración de los pastores, pintura del siglo XVIII.
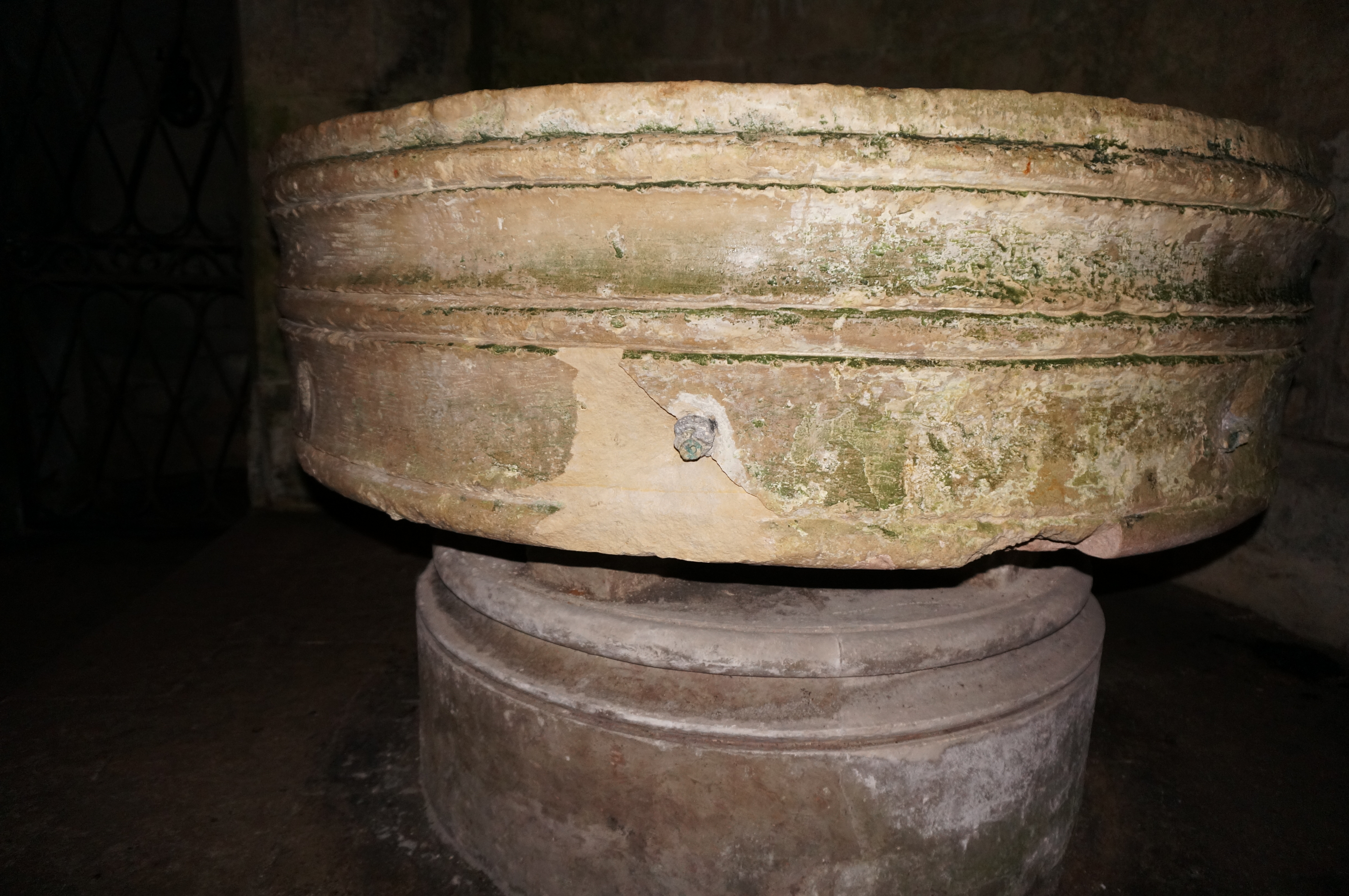
Pila bautismal del siglo XI.
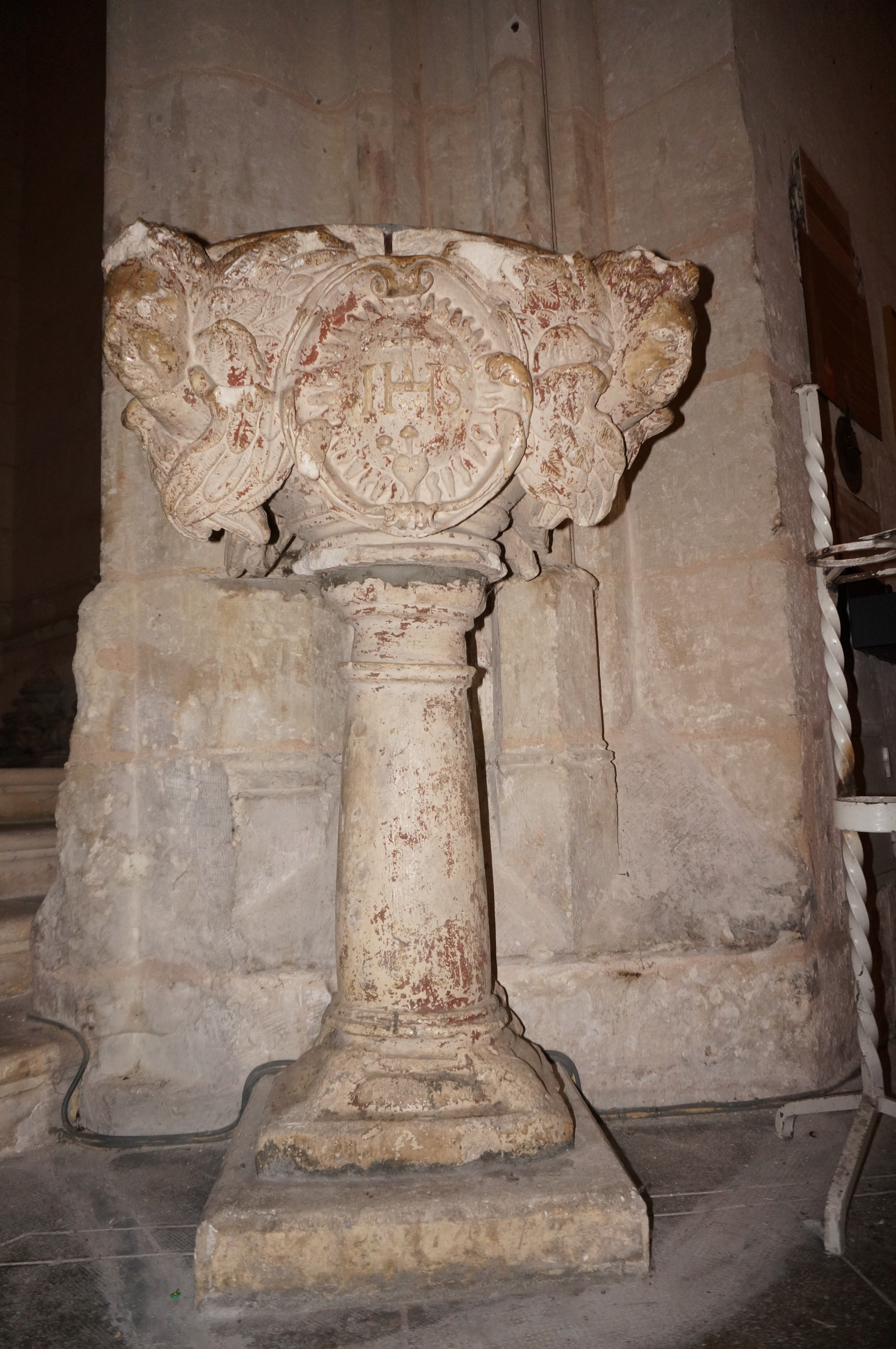
Benditera del siglo XVII.
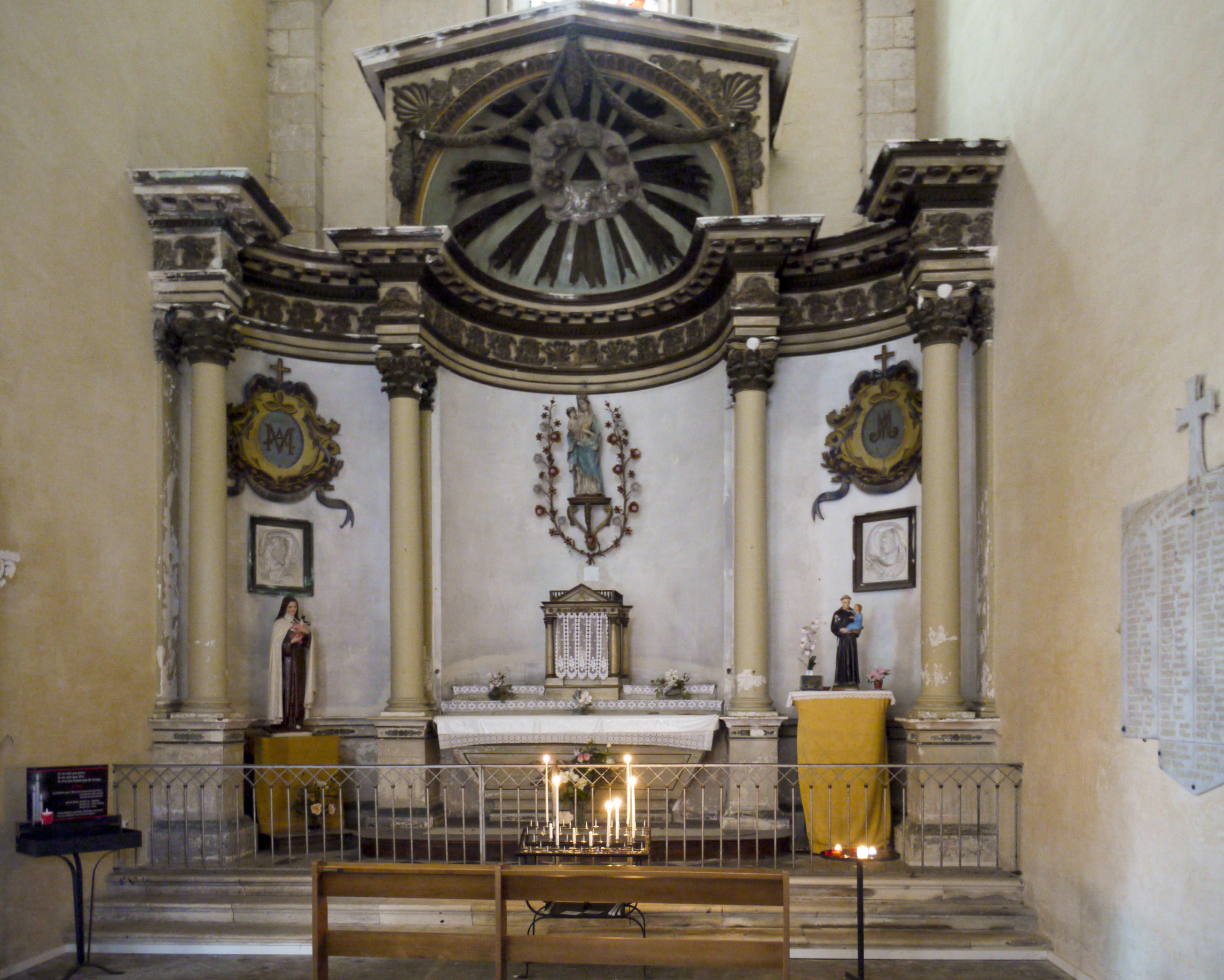
Retablo del siglo XIX.